# Village Development Committee
Die Village Development Committees (VDC) (Nepali: गाउँ बिकास समिति; Gāu Bikās Samiti) stellten bis zum 10. März 2017 die unterste Verwaltungsebene in Nepal dar. Es gab insgesamt 3916 VDCs sowie 58 Munizipalitäten, d. h. Gemeinden (Stadt) mit Selbstverwaltung. Die VDCs waren auf 75 Distrikte verteilt. Ein VDC war untergliedert in wards (Nepali: वडा; wadā), im Schnitt etwa neun, wobei die Zahl von der Größe der VDC abhängt.
Im Jahr 2014 wurden 72 weitere Munizipalitäten durch die Zusammenlegung von 283 VDCs geschaffen. Dadurch verringerte sich die Zahl der VDCs auf insgesamt 3633.
Im Zuge der neuen Verfassung Nepals von 2015 und der Neugliederung des Landes in Provinzen erfolgte auch eine Gebietsreform auf unterster Ebene. Am 10. März 2017 wurden zahlreiche VDCs zu weiteren neuen Städten (Nagarpalikas) und die verbleibenden etwa 3000 VDCs zu 460 größeren Gaunpalikas (rural municipalities/Landkreise) zusammengefasst.

## Zweck der VDCs
Aufgrund der schwach ausgebildeten Selbstverwaltungskapazitäten auf lokaler Ebene stellten die VDCs einerseits ein gewisses Maß an Selbstverwaltung sicher, bildeten aber andererseits ein Bindeglied zwischen lokaler und zentralstaatlicher Ebene. Das VDC war grundsätzlich eine autonome Körperschaft und war zuständig für Interaktion mit zentraleren staatlichen Behörden und Einrichtungen. Die VDCs waren in ihrem Gemeindegebiet zuständig für Bildung, Wasserversorgung, Basis-Gesundheitsversorgung, Hygiene (Abwasser, Toiletten etc.)

## Interne Organisation
Dem VDCs stand ein gewählter Vorstand (chief) vor. Die jeweiligen wards bestimmten ebenfalls einen Vorstand. Die zentralstaatliche Überwachung und Finanzzuteilung erfolgte über einen nominierten Sekretär.

## Auflistung der VDCs in Nepal

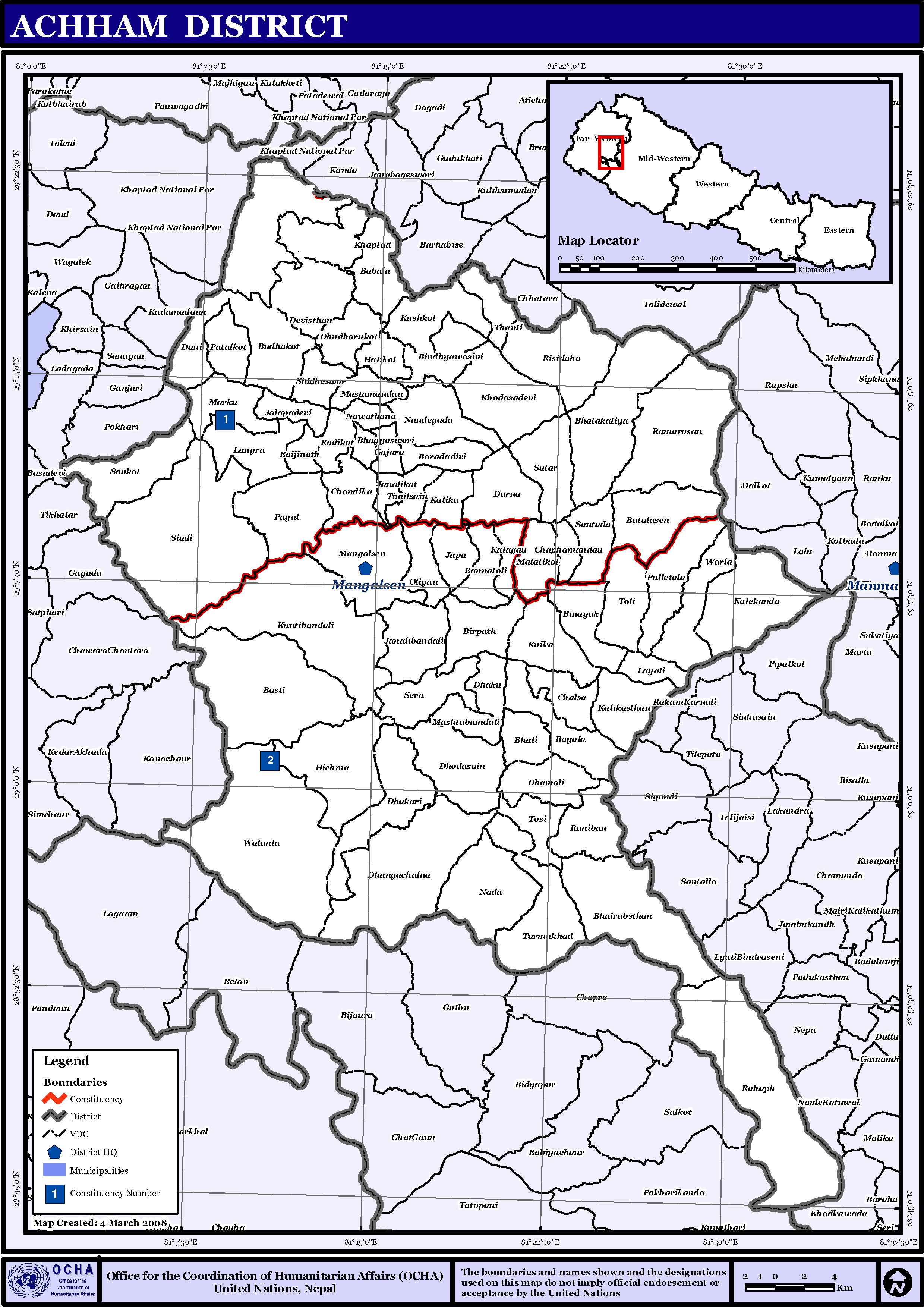
Achham
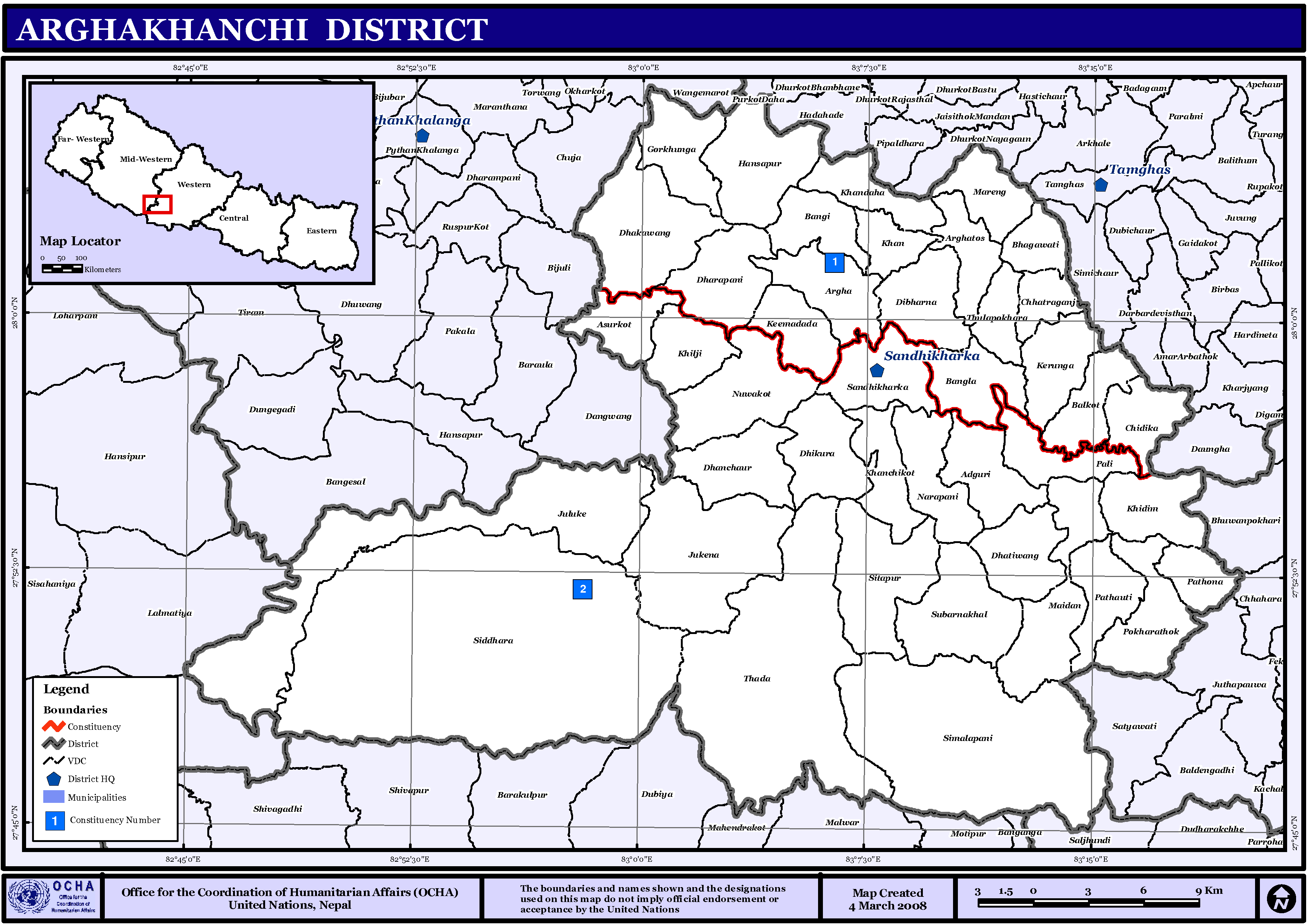
Arghakhanchi
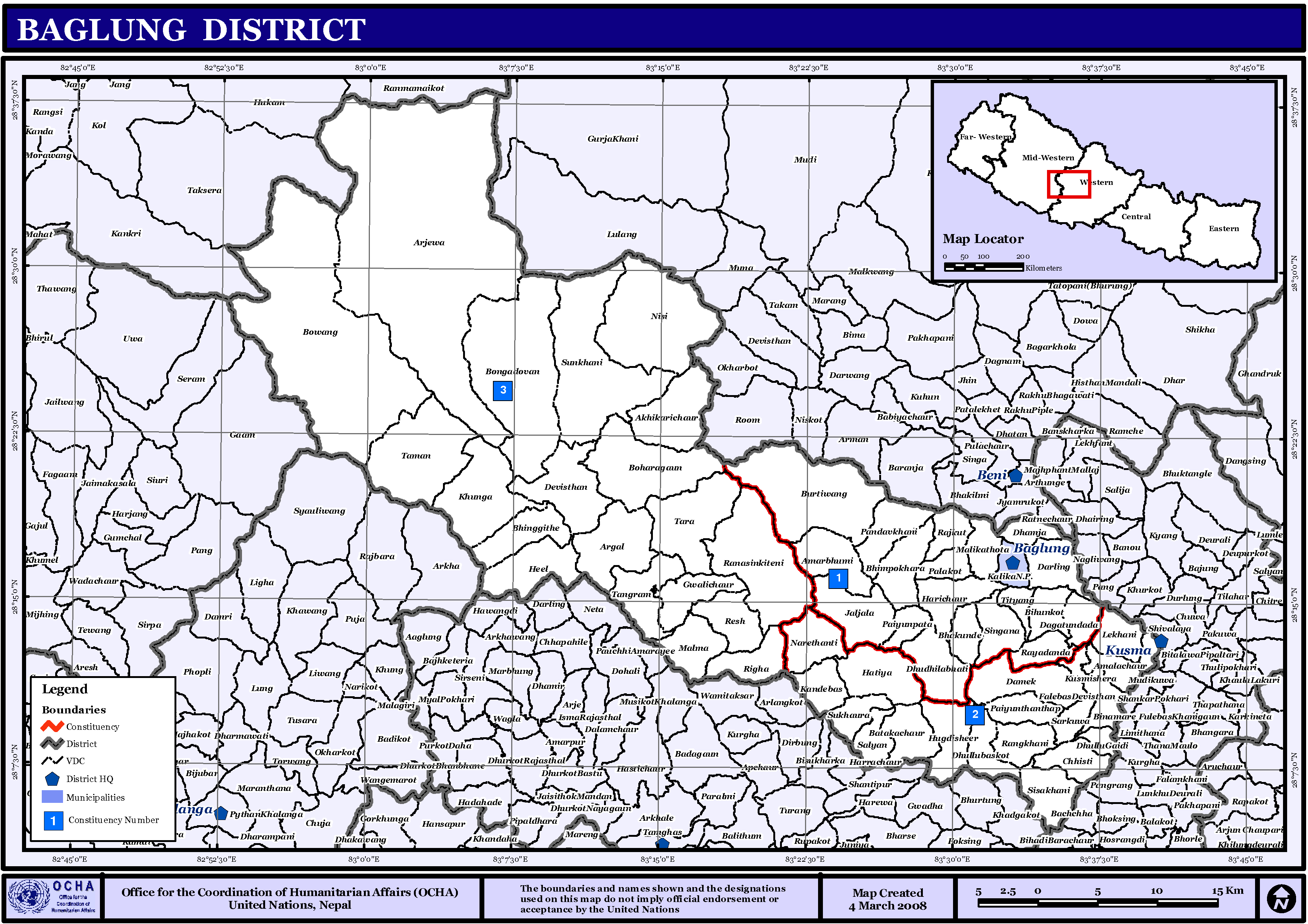
Baglung
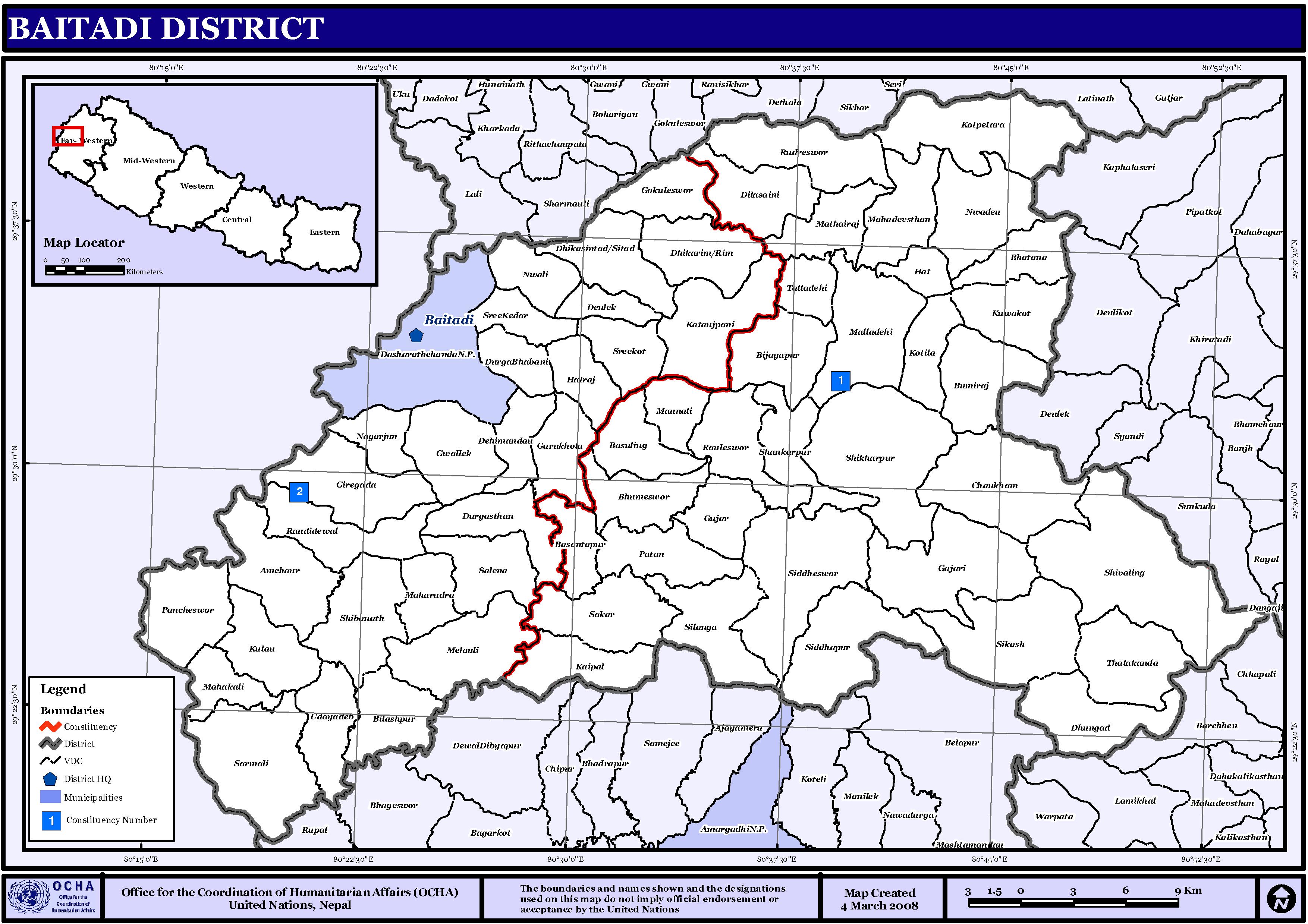
Baitadi

### Achham
Babala, Bannatoli, Baradadivi, Basti, Batulasen, Bayala, Bhairavsthan, Bhatakatiya, Bhuli, Binayak, Bindhyabasini, Birpath, Budhakot, Chalsa, Chapamandau, Chhatara, Darna, Devisthan, Dhakari, Dhaku, Dhamali, Dhodasain, Dhudharukot, Dhungachalna, Dumi, Gajara, Hatikot, Hichma, Janalikot, Kalagaun, Kalekanda, Kalika, Kalikasthan, Khaptad, Khodasadevi, Kuika, Kushkot, Layati, Lungra, Malatikot, Mangalsen (Munizipalität), Marku, Mashtanamdali, Nada, Nandegata, Patalkot, Payal, Pulletala, Rahaph, Ramarosan, Raniban, Risidaha, Sakot, Sanphebagar (Munizipalität), Santada, Sera, Siudi, Sutar, Tadigaira, Thanti, Timilsain, Toli, Tosi, Tumarkhad, Walant, Warla
ehemalige VDC: Baujinath, Bhagyashwar, Chandika, Dharaki, Jalapadevi, Janalibandali, Jupu, Kuntibandali, Mastamandau, Nawathana, Oligau, Ridikot, Siddheshwar

### Arghakhanchi
Adguri, Arghatos, Asurkot, Balkot, Bangi, Bhagwati, Chhatraganj, Chidika, Dhakawang, Dhanchaur, Dharapani, Dhatiwang, Dhikura, Gorkhunga, Hansapur, Jukena, Juluke, Kerunga, Khan, Khandaha, Khidim, Khilji, Maidan, Mareng, Nuwakot, Pali, Panena, Pathauti, Pathona, Pokharathok, Sandhikharka (Munizipalität), Siddhara, Simalapani, Sitapur, Subarnakhal, Thada, Thulo Pokhara
ehemalige VDC: Argha, Dibharna, Kimadanda, Khanchikot, Narapani

### Baglung
Adhikarichaur,
Amalachaur,
Amarbhumi,
Argal,
Arjewa,
Baglung (Munizipalität),
Baskot,
Batakachaur,
Bhakunde,
Bhimgithe,
Bhimpokhara,
Bihunkot,
Binamare,
Boharagaun,
Bowang,
Bungadovan,
Burtibang,
Chhisti,
Daga Tundada,
Damek,
Darling,
Devisthan,
Dhamja,
Dhullu Baskot,
Dhullu Gaidi,
Dudilavati,
Gwalichaur-Harichaur,
Hatiya,
Hila,
Hudgishir,
Jabdi,
Jaljala,
Kandebas,
Khungkhani,
Khunga,
Kusmishera,
Lekhani,
Malika,
Malma,
Mulpani,
Narayansthan,
Narethanti,
Nisi,
Paiyunthanthap,
Palakot,
Pandavkhani,
Paiyunpata,
Rajkut,
Ranasingkiteni,
Rangkhani,
Rayadanda,
Resha,
Righa,
Salyan,
Sarkuwa,
Singana,
Sisakhani,
Sukhaura,
Sunkhani,
Taman,
Tangram,
Tara,
Tityang

### Baitadi

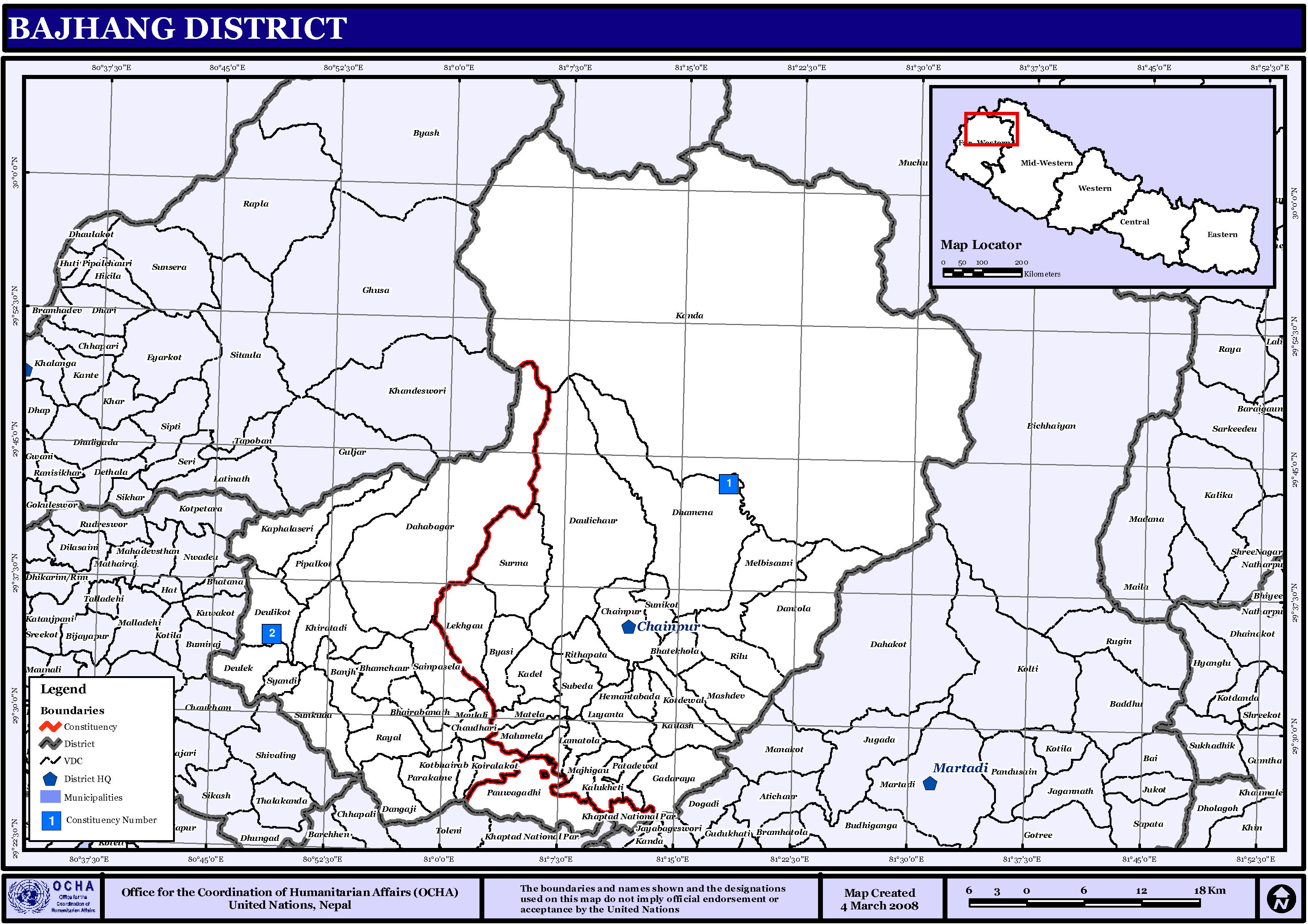
Bajhang
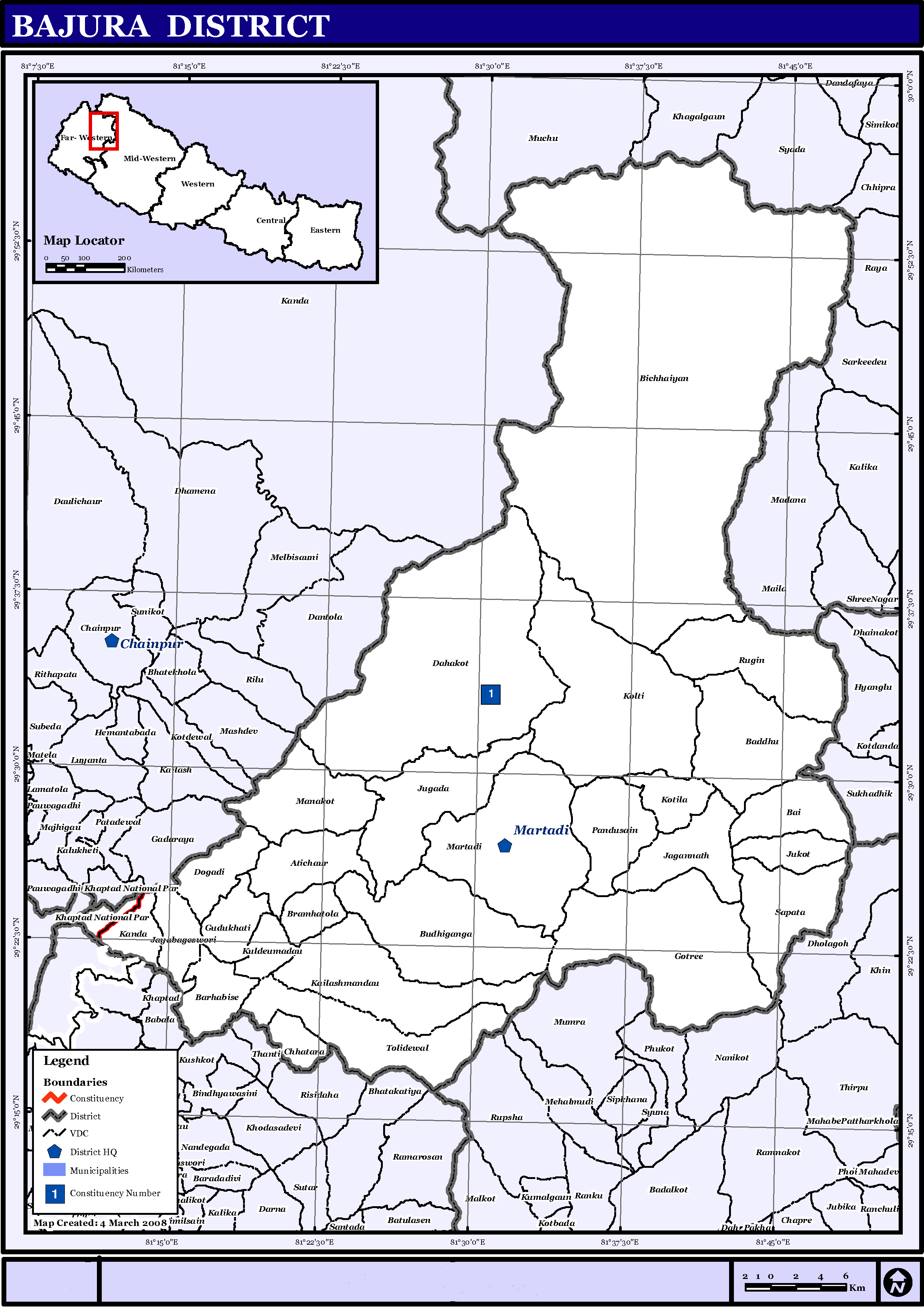
Bajura
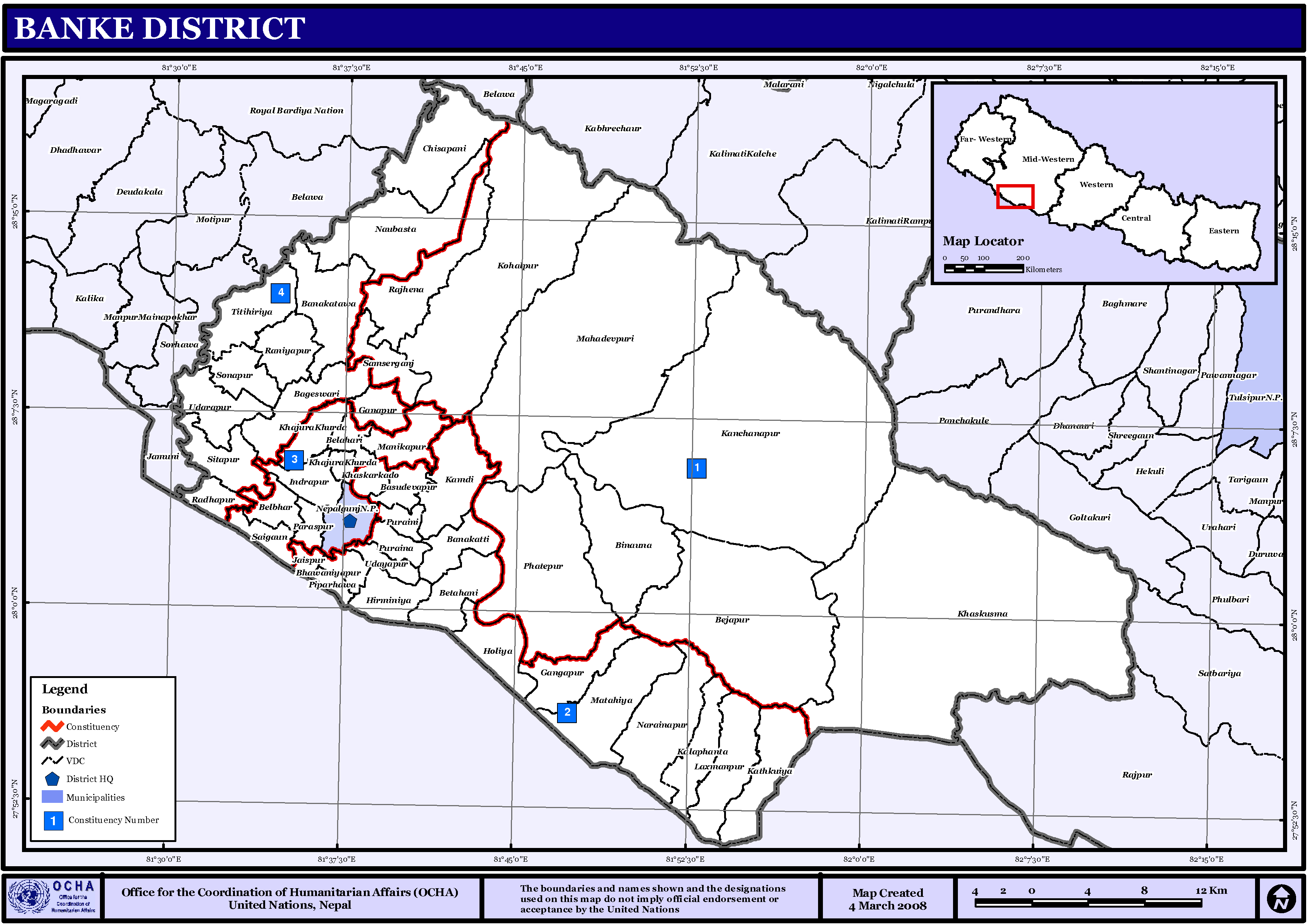
Banke
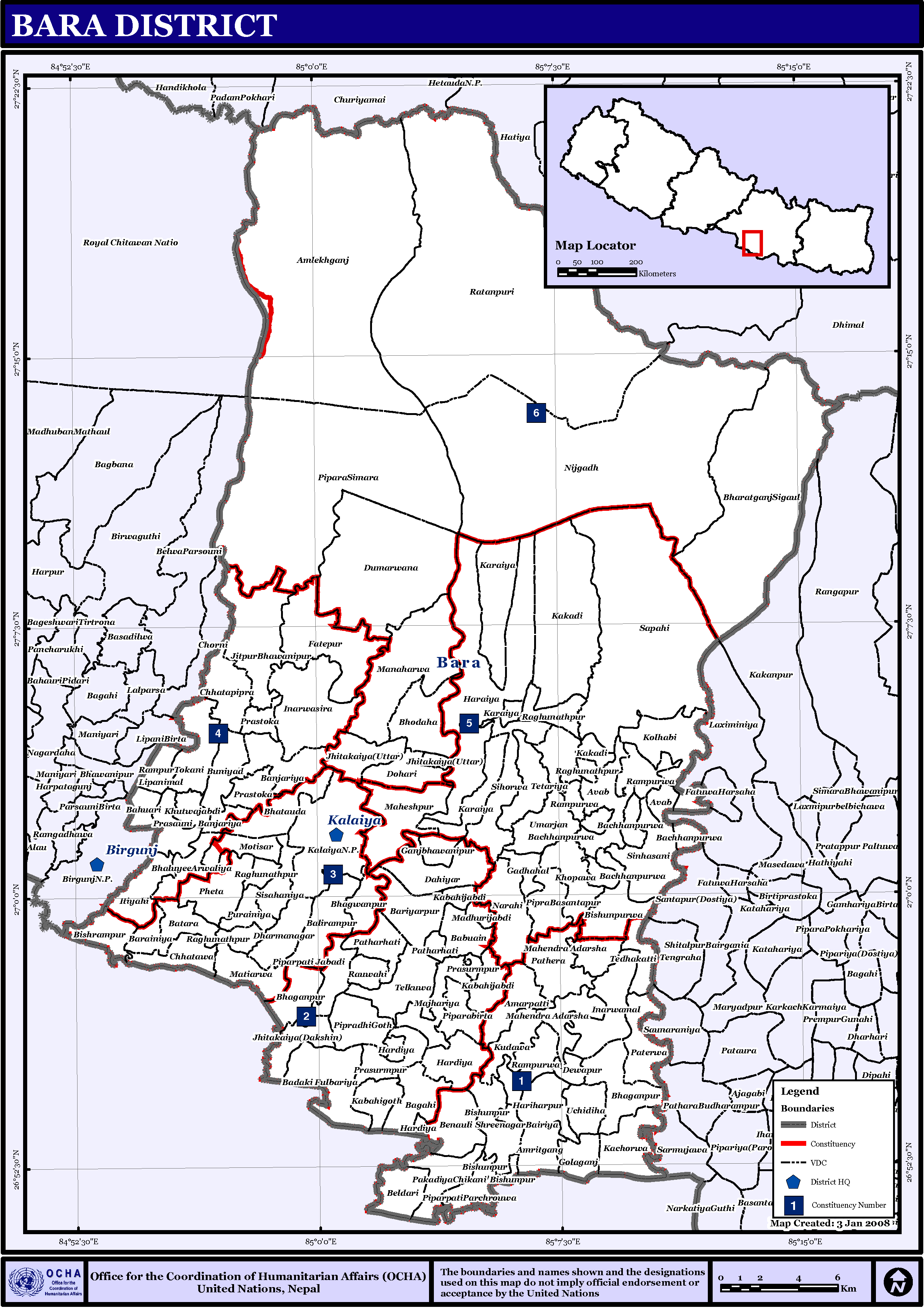
Bara

Amchaur,
Barakot,
Basantapur,
Basuling,
Bhatana,
Bhumeshwar,
Bijayapur,
Bilaspur,
Bumiraj,
Chadeu,
Chaukham,
Dasharathchand (Munizipalität),
Dehimandau,
Deulek,
Dhikarim,
Dhikasintad,
Dhungad,
Dilasaini,
Durga Bhabani,
Durgasthan,
Gajari,
Giregada,
Gokuleshwar,
Gujar,
Gurukhola,
Gwallek,
Hat,
Hatraj,
Jogannath,
Kaipal,
Kataujpani,
Khalanga,
Kotila,
Kotpetara,
Kulau,
Kuwakot,
Mahadevsthan,
Mahakali,
Maharudra,
Malladehi,
Mathraj,
Maunali,
Melauli,
Nagarjun,
Nwadeu,
Nwali,
Pancheshwar,
Patan (Munizipalität),
Raudidewal,
Rauleshwar,
Rudreshwar,
Sakar,
Salena,
Sankar,
Sarmali,
Shibanath,
Shikharpur,
Shivaling,
Srikedar,
Siddhapur,
Siddheshwar,
Sikash,
Silanga,
Srikot,
Talladehi,
Thalakanda,
Thalegada,
Tripurasundari,
Udayadeb
- Bajhang
- Bajura
- Banke
- Bara

### Bajhang
Banjh,
Bhairab Nath,
Bhamchaur,
Bhatekhola,
Byasi,
Chaudhari,
Dahabagar,
Dangaji,
Dantola,
Daulichaur,
Deulekh,
Deulikot,
Dhamena,
Gadaraya,
Jayapritvi (Munizipalität),
Kadel,
Kailash,
Kalukheti,
Kanda,
Kaphalaseri,
Khiratadi,
Koiralakot,
Kot Bhairab,
Kotdewal,
Lamatola,
Lekhgaun,
Majhigaun,
Malumela,
Mashdev,
Matela,
Maulali,
Melbisauni,
Parakatne,
Patadewal,
Pauwagadhi,
Pipalkot,
Rayal,
Rilu,
Sainpasela,
Sunikot,
Sunkuda,
Surma,
Syandi

### Bajura
Atichaur,
Baddhu,
Bai,
Barhabise,
Bichhiya,
Bramhatola,
Budhiganga,
Chhatara,
Dahakot,
Dogadi,
Gotri,
Gudukhati,
Jagannath,
Jayabageshwari,
Jugada,
Kailashmandau,
Kanda,
Kolti,
Kotila,
Kuldeumadau,
Manakot,
Martadi,
Pandusain,
Rugin,
Sappata,
Tolodewal

### Banke
Bageshwari,
Banakatawa,
Banakatti,
Basudevapur,
Bejapur,
Belahari,
Belbhar,
Betahani,
Bhawaniyapur,
Binauna,
Chisapani,
Ganapur,
Gangapur,
Hirminiya,
Holiya,
Indrapur,
Jaispur,
Kalaphanta,
Kamdi,
Kanchanpur,
Kathkuiya,
Khajura Khurda,
Khaskarkando,
Khaskusma,
Kohalpur (Munizipalität),
Lakshmanpur,
Mahadevpuri,
Manikapur,
Matahiya,
Narainapur,
Naubasta,
Nepalganj (Munizipalität),
Parsapur,
Phattepur,
Piparhawa,
Puraina,
Puraini,
Pyuthan (Munizipalität),
Radhapur,
Rajhena,
Raniyapur,
Saigaun,
Samserganj,
Sitapur,
Sonapur,
Titahiriya,
Udarapur,
Udayapur

### Bara
Amarpatti,
Amlekhganj,
Amritganj,
Avab,
Babuain,
Bachhanpurwa,
Badaki Phulbariya,
Bagadi,
Bahuari,
Balirampur,
Bandhuwan,
Banjariya,
Barainiya,
Bariyarpur,
Basantpur,
Batara,
Beldari,
Benauli,
Bhagwanpur,
Bhaluyi Arwaliya,
Bhatauda,
Bhaudaha,
Bhuluhi Marwaliya,
Bishnupur,
Bishnupurwa,
Bishrampur,
Biswambharpur,
Brahmapuri,
Buniyad,
Chhatawa,
Dahiyar,
Dewapur,
Dharmanagar,
Dohari,
Gadhahal,
Gadhimai (Munizipalität),
Ganj Bhawanipur,
Golaganj,
Haraiya,
Hardiya,
Hariharpur,
Inarwamal,
Inarwasira,
Itiyahi,
Jhitakaiya,
Jitpur,
Kabahigoth,
Kabahijabdi,
Kachorwa,
Kalaiya (Munizipalität),
Karaiya,
Khopawa,
Khutwajabdi,
Kolhabi (Munizipalität),
Kudawa,
Lakshmipur Kotwali,
Lipanimal,
Madhurijabdi,
Mahendra Adarsha,
Maheshpur,
Maini,
Majhariya,
Manaharwa,
Matiarwa,
Motisar,
Naktuwa,
Narahi,
Nijgadh (Munizipalität),
Pakadiya Chikani,
Parsurampur,
Paterwa,
Patharhati,
Pathora,
Pheta,
Piparpati Ek,
Piparpati Dui,
Piparpati Jabdi,
Piparpati Parchrauwa,
Pipra Basantapur,
Piprabirta,
Pipradhi Goth,
Prasauni,
Prastoka,
Purainiya,
Raghunathpur,
Rampur Tokani,
Rampurwa,
Rauwahi,
Srinagar Bairiya,
Sihorwa,
Sinhasani,
Sisahaniya,
Tedhakatti,
Telkuwa,
Terariya,
Uchidiha,
Umarjan
ehem. VDC: Pipara Simara, Jitpur Bhawanipur, Chhata Pipra, Phattepur, Dumbarwana, Ratnapuri, Bharatganj Singaul, Sapahi, Sapahi, Prasona, Kolhabi

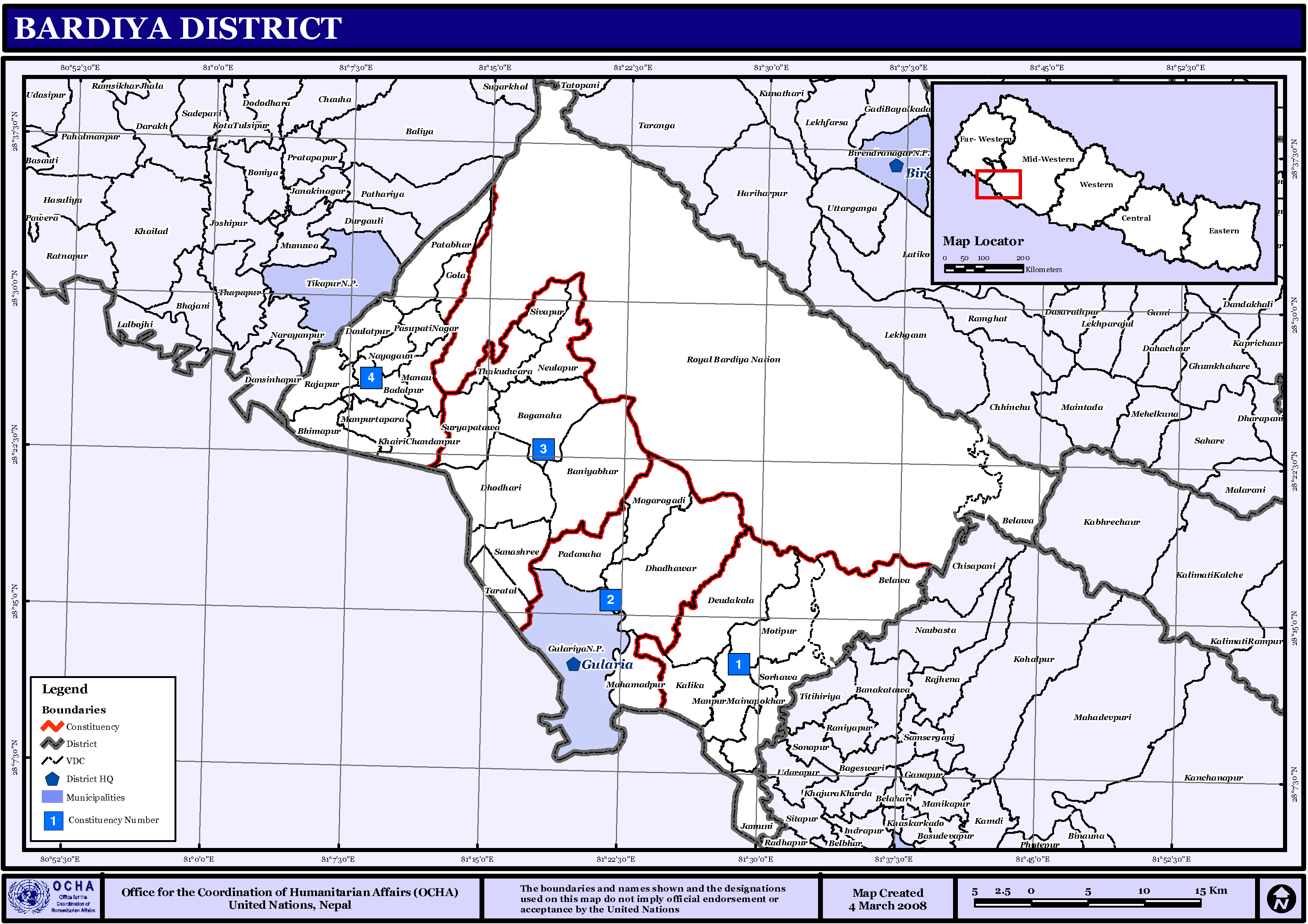
Bardiya
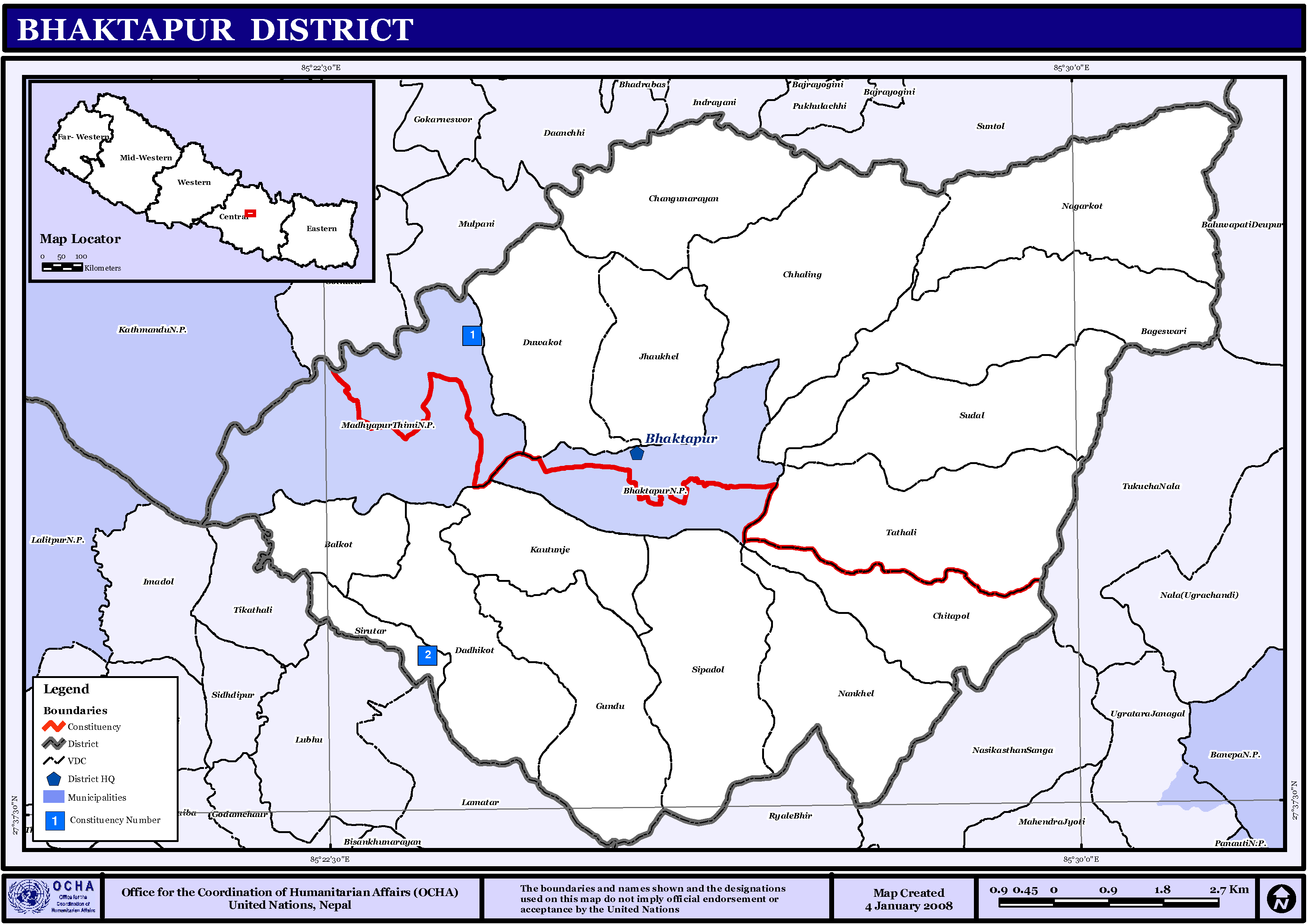
Bhaktapur
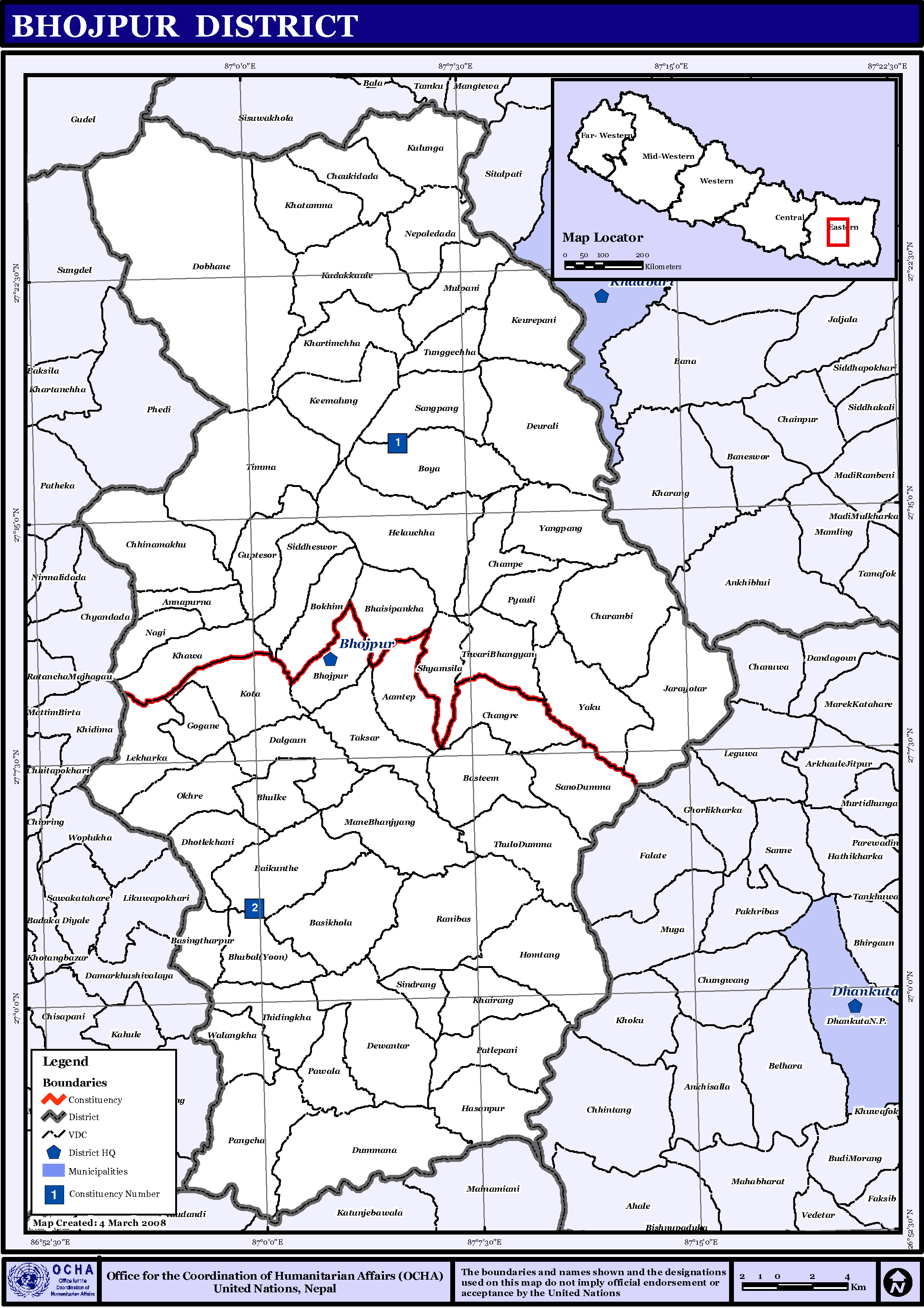
Bhojpur
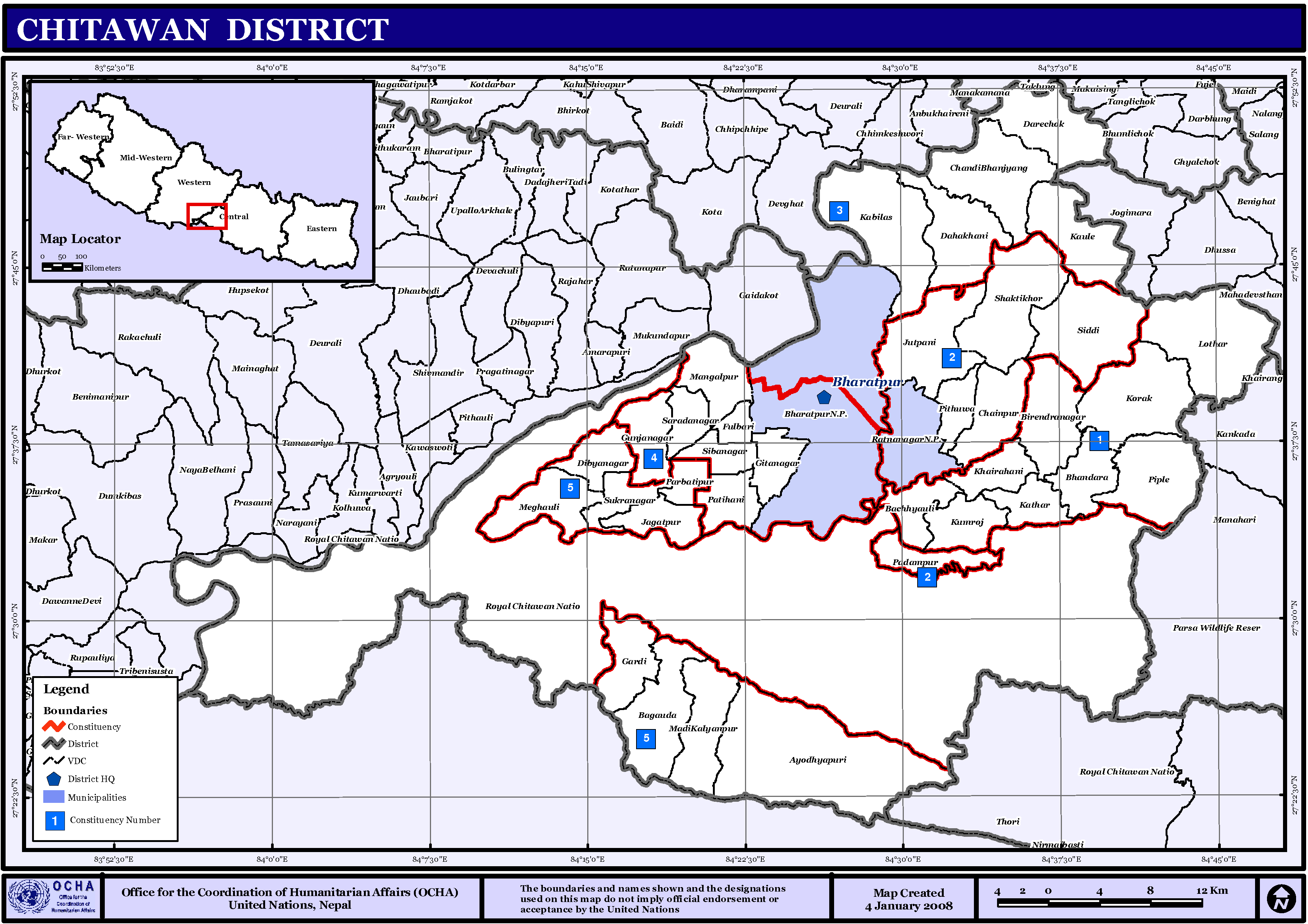
Chitwan

### Bardiya
Baganaha,
Baniyabhar,
Belawa,
Deudakala,
Dhadhawar,
Dhodhari,
Gola,
Gulariya (Munizipalität),
Jamuni,
Kalika,
Khairapur,
Khairi Chandanpur,
Magaragadi,
Mahamadpur,
Manau,
Manpur Mainapokhar,
Manpur Tapara,
Mathurahardwar,
Motipur,
Neulapur,
Padanaha,
Pashupatinagar,
Patabhar,
Rajapur (Munizipalität),
Sanesri,
Shivapur,
Sorhawa,
Suryapatawa,
Taratal,
Thakudwara
ehem. VDC: Badalpur, Bhimapur, Daulatpur, Naya Gaun, Rajapur,

### Bhaktapur
Bhaktapur (Munizipalität), Anantalingeshwar (Munizipalität), Changunarayan Munizipalität, Madhyapur Thimi (Munizipalität), Nagarkot (Munizipalität), Suryabinayak (Munizipalität)
ehem. VDC: Balkot, Balkumari, Bode, Changunarayan, Chapacho, Chhaling, Chitpol, Dadhikot, Duwakot, Gundu, Jhaukhel, Kautunje, Lokanthali, Nagadesh, Nagarkot, Nankhel, Sipadol, Sirutar, Sudal, Tathali

### Bhojpur
Aamtep,
Annapurna,
Baikuntha,
Basikhola,
Basingtharpur,
Bastim,
Bhaisipankha,
Bhubal,
Bhulke,
Bokhim,
Bhojpur,
Boya,
Champe,
Changre,
Charambi,
Chaukidada,
Chhinamukh,
Dalgaun,
Deurali,
Dewantar,
Dhodalekhani,
Dobhane,
Dummana,
Gogane,
Gupteshwar,
Hasanpur,
Helauchha,
Homtang,
Jarayotar,
Kimalung,
Keurepani,
Khairang,
Khartimchha,
Khatamma,
Khawa,
Kota,
Kudak Kaule,
Kulunga,
Lekharka,
Mane Bhanjyang,
Mulpani,
Nagi,
Nepaledada,
Okhre,
Pangcha,
Patle Pani,
Pawala,
Pyauli,
Ranibas,
Sangpang,
Sano Dumba,
Shyamsila,
Siddheshwor,
Sindrang,
Syamsila,
Taksar,
Thidingkha,
Thulo Dumba,
Timma,
Tiwari Bhanjyang,
Tunggochha,
Walangkha,
Yaku,
Yangpang

### Chitwan
Ayodhyapuri, Bachhayauli, Bagauda, Bhandara, Bharatpur (Munizipalität), Birendra Nagar, Chainpur, Chandi Bhanjyang, Dahakhani, Darechok, Dibyanagar, Gardi, Gitanagar, Gunjanagar, Jagatpur, Jutpani, Kabilas, Kathar, Kaule, Khairhani, Korak, Kumroj, Lothar, Madi Kalyanpur, Mangalpur, Meghauli, Narayanpur, Padampur, Pancha Kanya, Parbatipur, Patihani, Phulbari, Piple, Pithuwa, Ratnanagar (Munizipalität), Saradanagar, Shaktikhor, Sibanagar, Siddi, Sukranagar

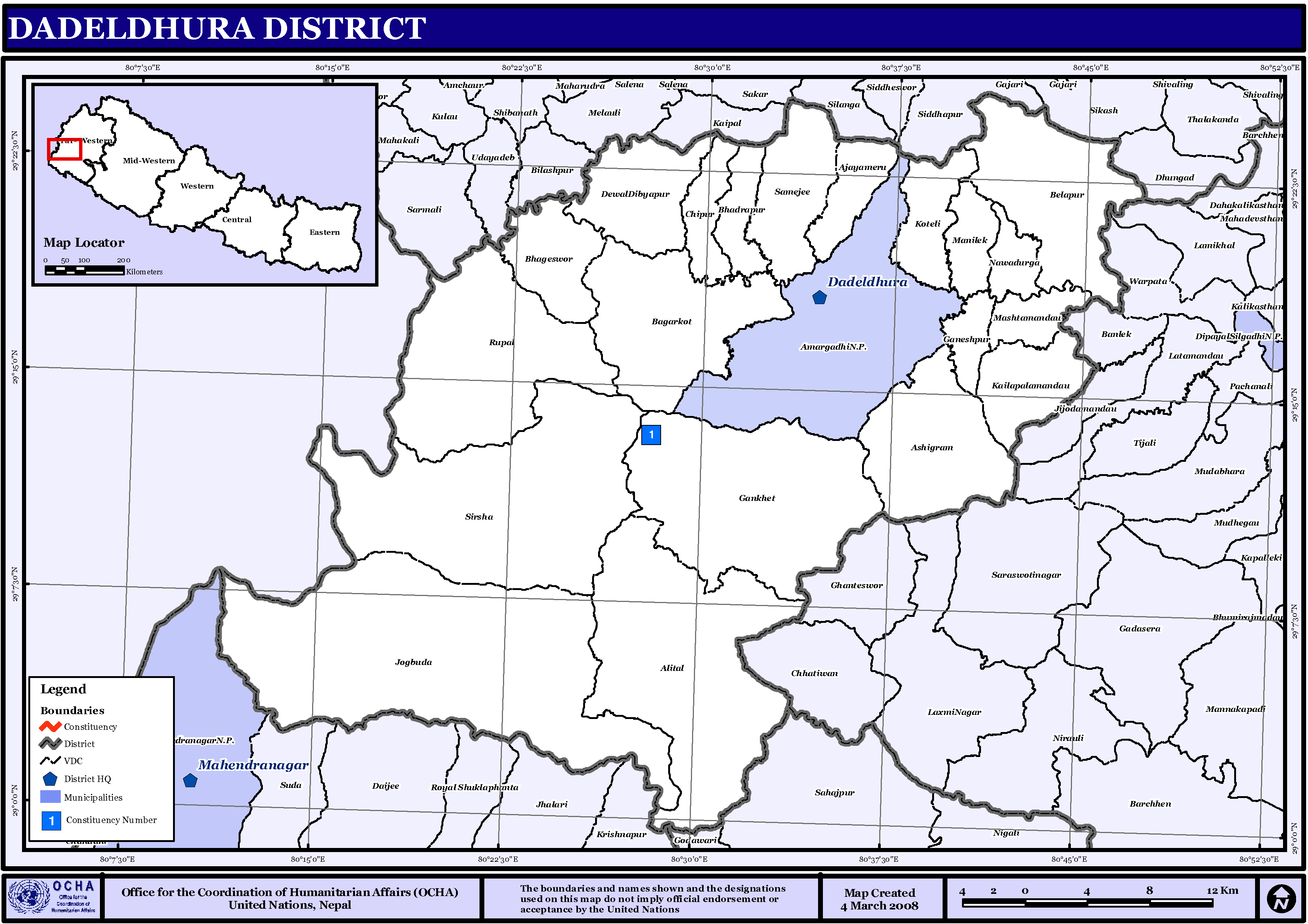
Dadeldhura
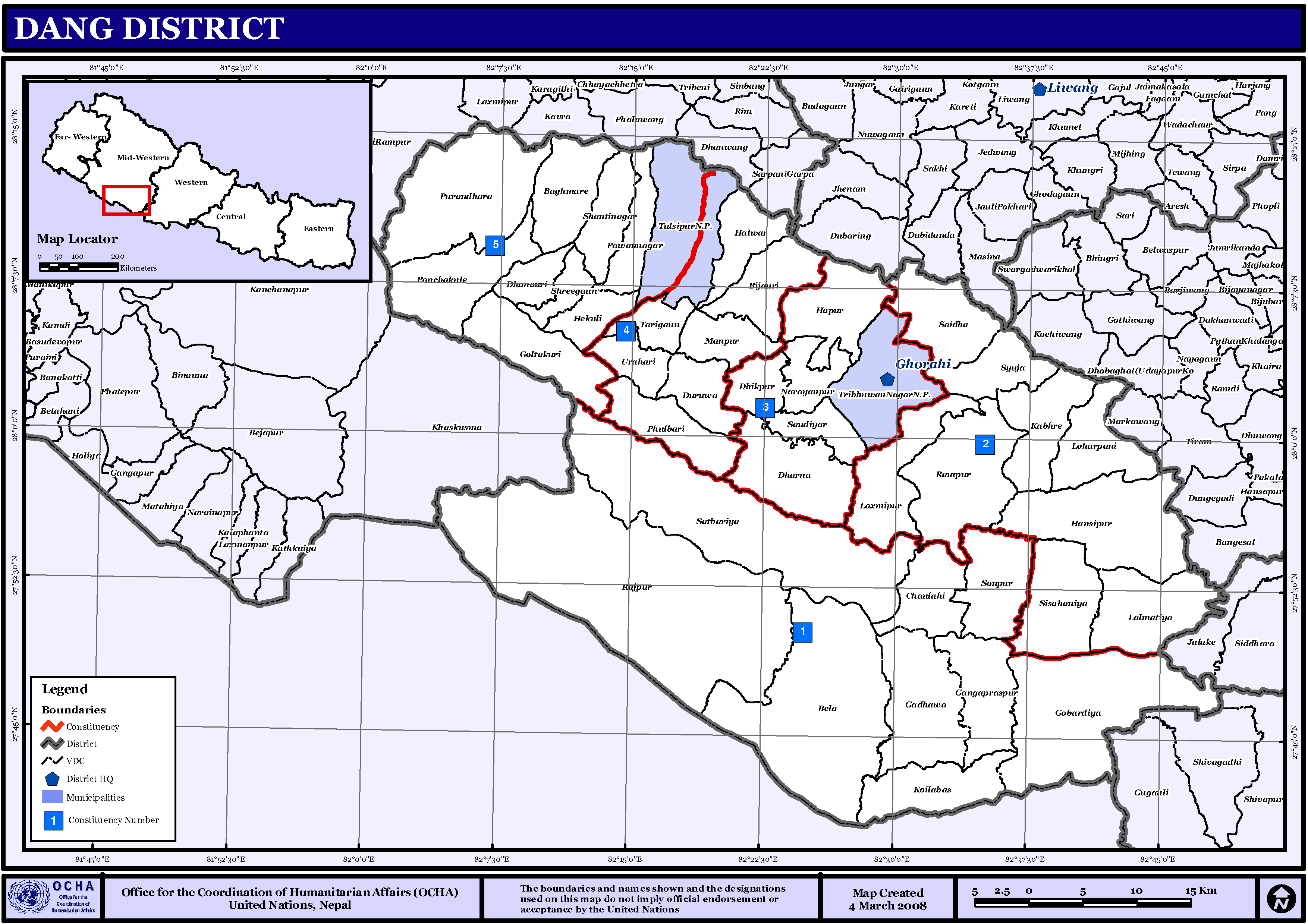
Dang Deukhuri
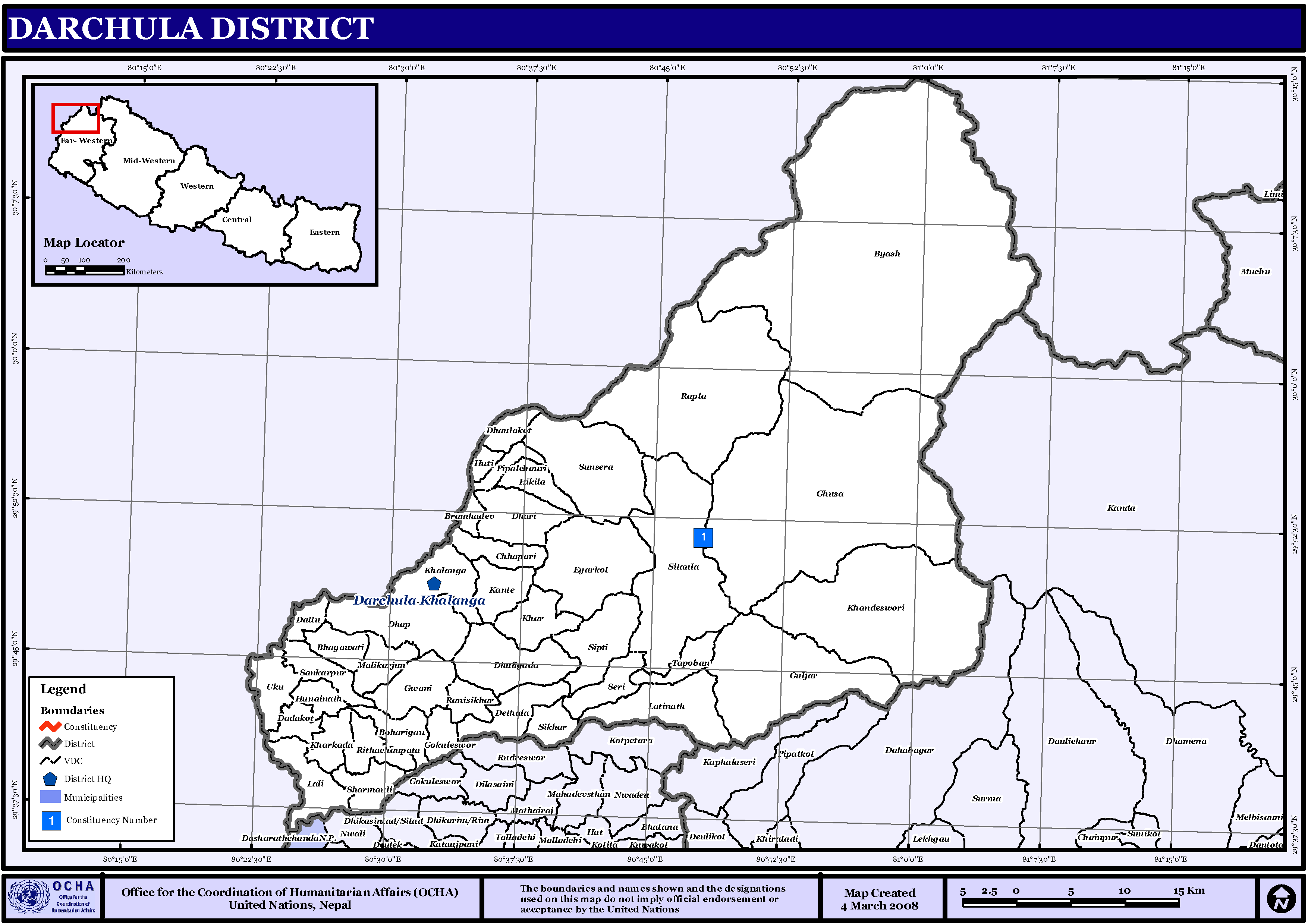
Darchula
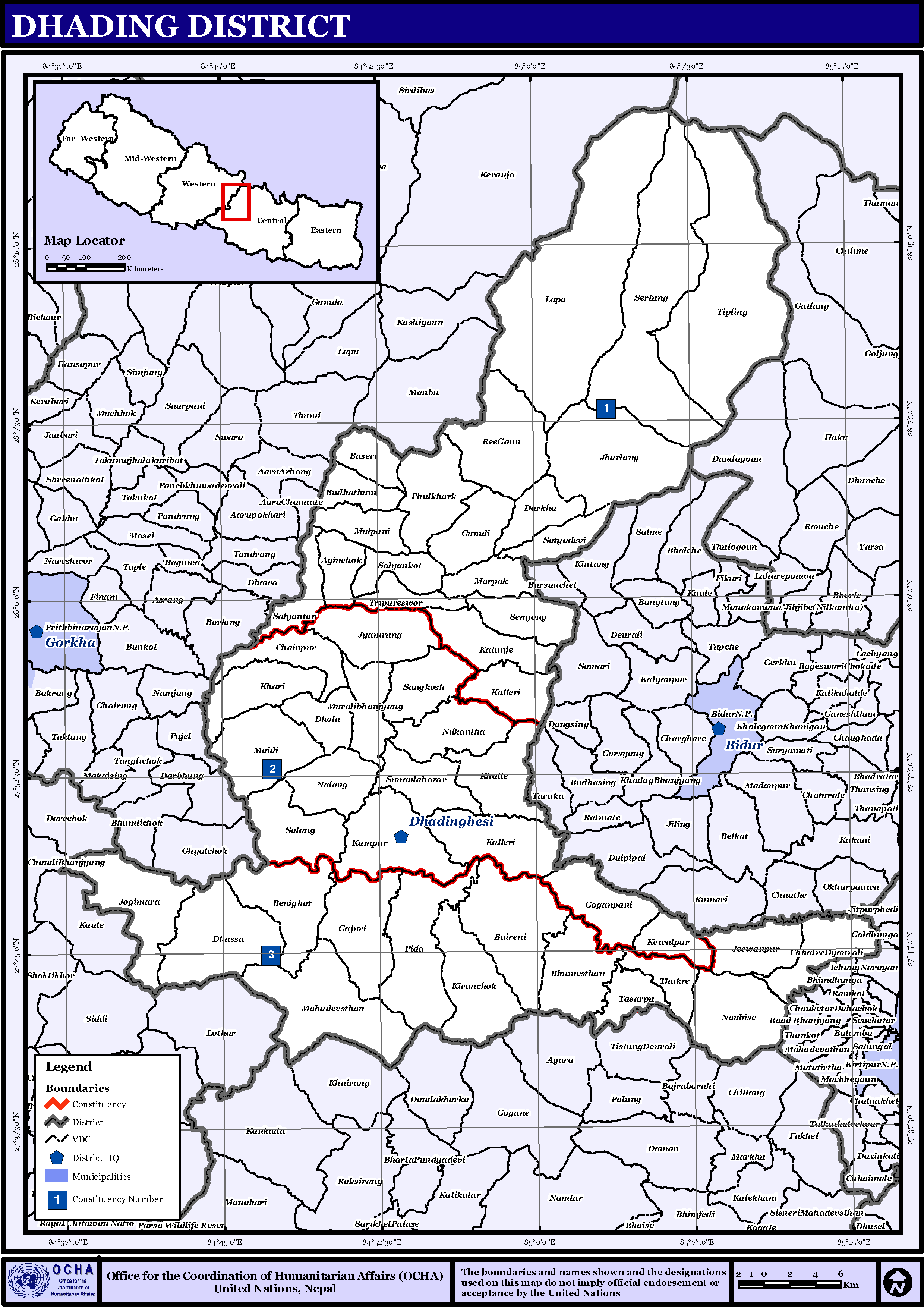
Dhading

### Dadeldhura
Ajayameru, Alital, Amargadhi (Munizipalität), Ashigram, Bagarkot, Belapur, Bhadrapur, Bhageshwar, Bhumiraj, Chipur, Dewal Dibyapur, Dhatal, Ganeshpur, Gankhet, Jogbuda, Kailapalmandau, Khalanga, Koteli, Manilek, Mashtamandau, Nawadurga, Rupal, Sahastralinga, Sameji, Sirsha

### Dailekh
Awal Parajul, Bada Bhairab, Bada Khola, Badalamji, Baluwatar, Bansi, Baraha, Basantamala, Belaspur, Belpata, Bhawani, Bindhyabasini, Bisalla, Chamunda, Chauratha, Dada Parajul, Dullu, Gamaudi, Gauri, Goganpani, Jaganath, Jambukandh, Kal Bhairab, Kalika, Kasikandh, Katti, Khadkawada, Kharigera, Kusapani, Lakhandra, Lakuri, Lalikhanda, Lyati Bindraseni, Mairi Kalikathum, Malika, Moheltoli, Narayan (Munizipalität), Naule Katuwal, Nepa, Nomule, Odhari, Padukasthan, Pagnath, Piladi, Pipalkot, Pusakot Chiudi, Rakam Karnali, Raniban, Rawalkot, Rum, Salleri, Santalla, Saraswati, Seri, Sigaudi, Singasain, Tilepata, Tilijaisi, Toli

### Dang Deukhuri
Amritpur,
Baghmare,
Bela,
Bijauri,
Chaulahi,
Dhanauri,
Dharna,
Dhikpur,
Diruwa,
Gadhawa,
Gangapraspur,
Ghorahi (Munizipalität),
Gobardiya,
Halwar,
Hansipur,
Hapur,
Hekuli,
Kabhre,
Koilabas,
Lalmitiya,
Lakshmipur,
Loharpani,
Manpur,
Narayanpur,
Panchakule,
Pawan Nagar,
Phulbari,
Purandhara,
Rajpur,
Rampur,
Saidha,
Satbariya,
Saudiyar,
Shantinagar,
Shrigaun,
Sisahaniya,
Sonpur,
Syuja,
Tarigaun,
Tulsipur (Munizipalität),
Urahari

### Darchula
Mahakali (Munizipalität), Bhagwati, Boharigau, Byash, Dadakot, Datu, Dethala, Dhari, Dhaulakot, Dhuligada, Eyarkot, Ghusa, Gokuleshwar, Gulijar, Gwami, Hikila, Hunainath, Huti, Khandeshwari, Khar, Kharkada, Lali, Latinath, Malikarjun, Pipalchauri, Ralpa, Ranisikhar, Rithachaupata, Sankarpur, Seri, Sharmauli, Sikhar, Sipti, Sitaula, Sunsera, Tapoban, Uku

### Dhading

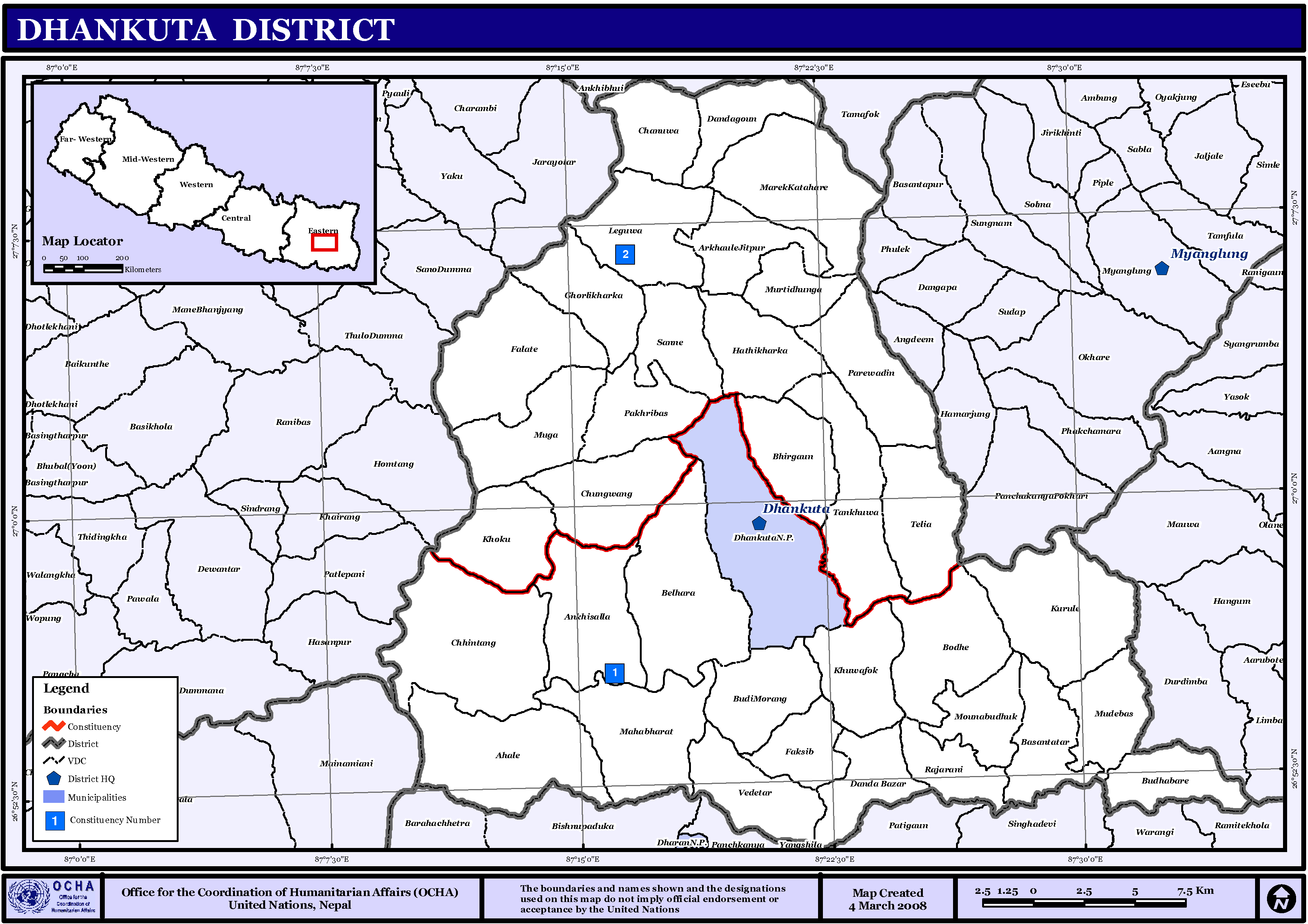
Dhankuta
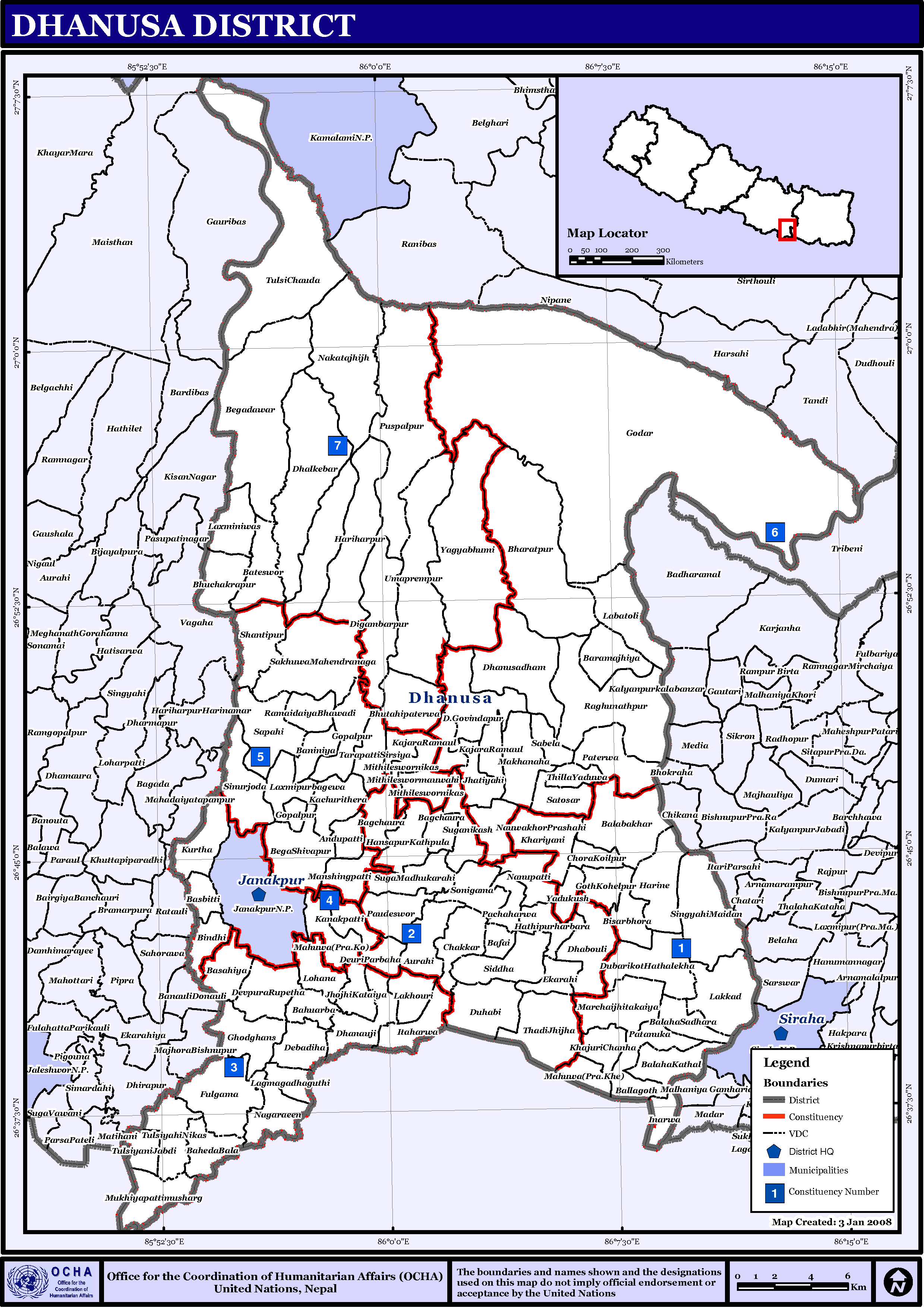
Dhanusa
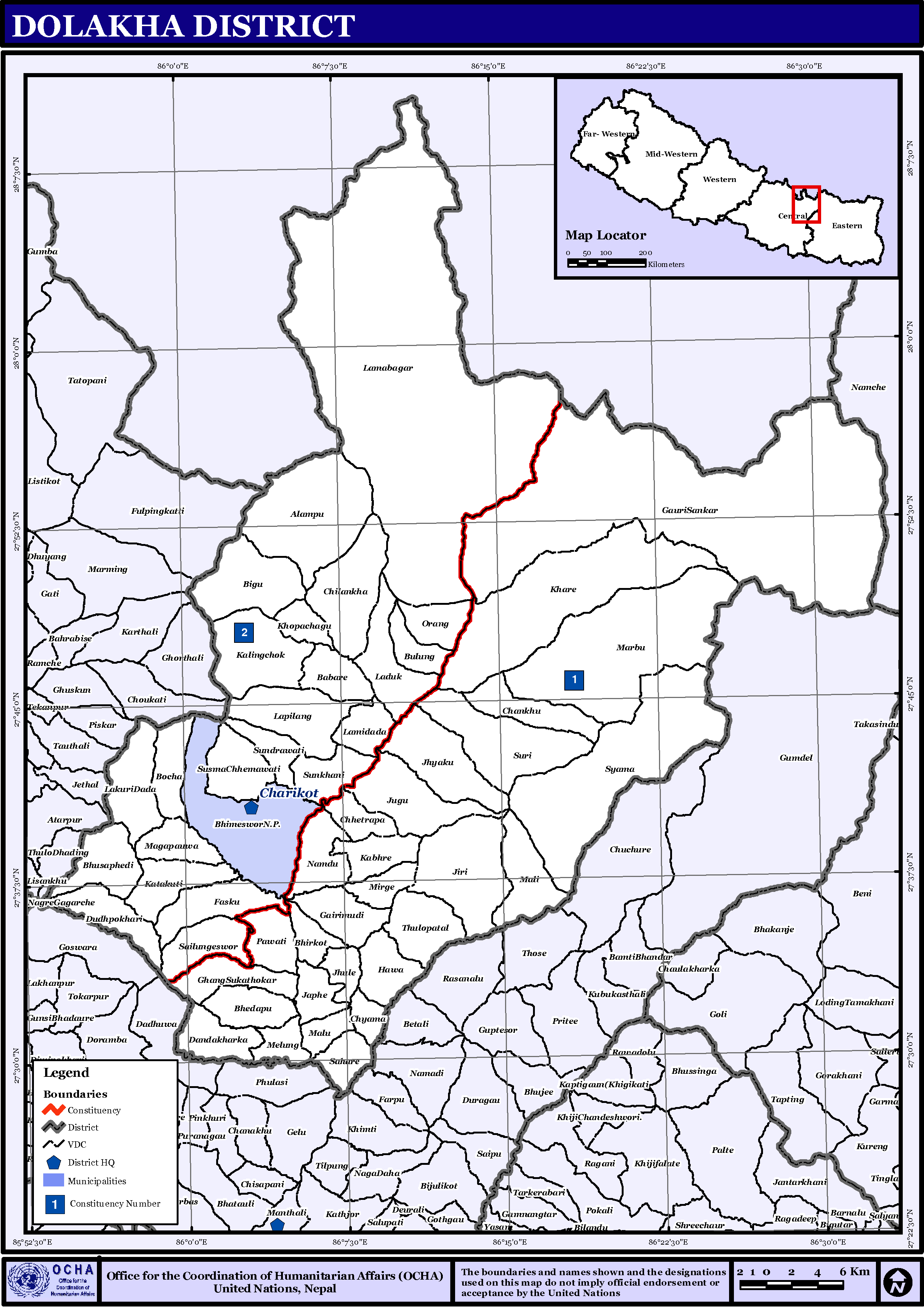
Dolakha
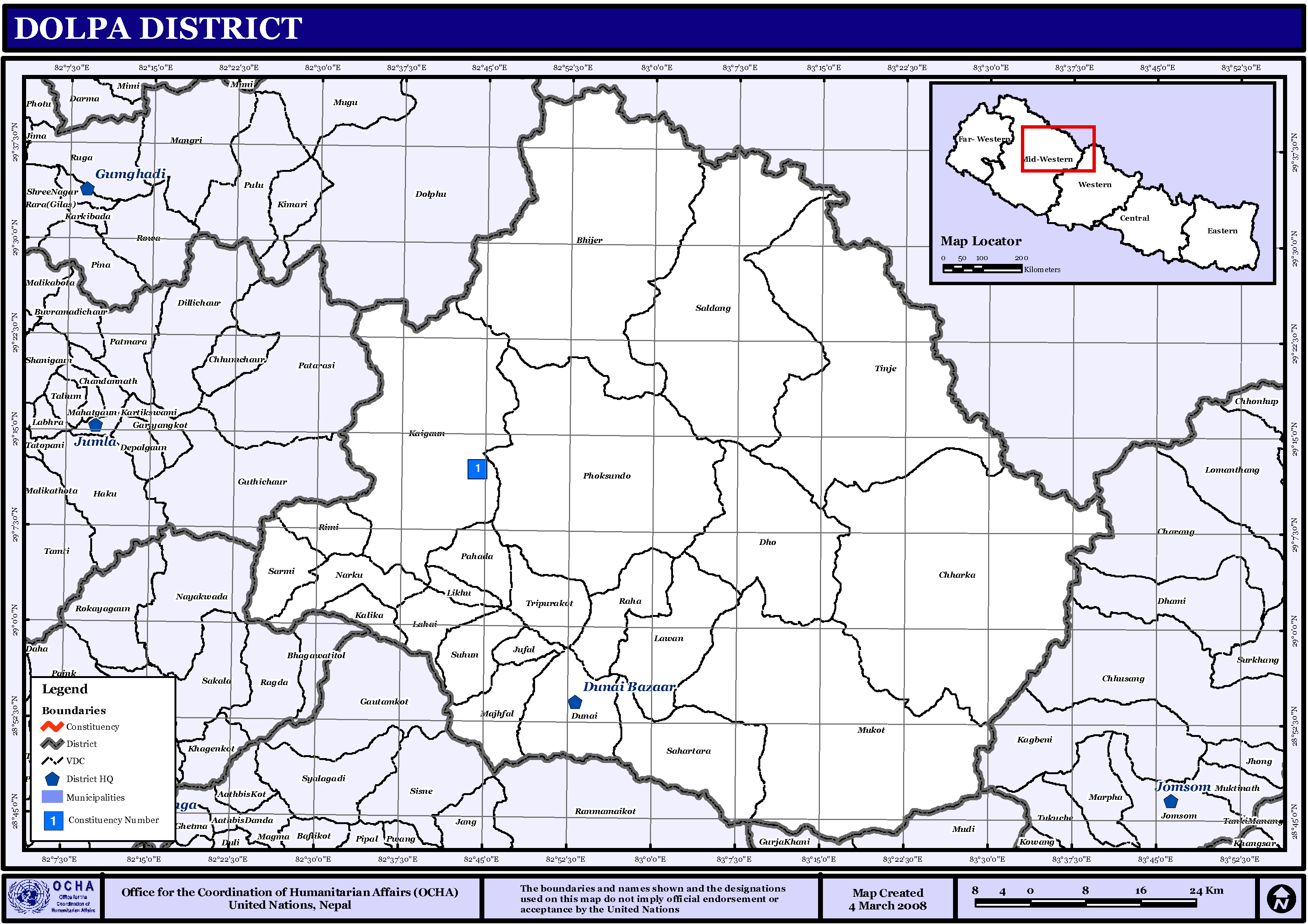
Dolpa

Agnichok,
Baireni,
Baseri,
Benighat,
Bhumesthan,
Budhathum,
Chainpur,
Chhatre Dyaurali,
Darkha,
Dhola,
Dhussa,
Dhuwakot,
Gajuri,
Gaunkharka,
Gerkhu,
Ghussa,
Goganpani,
Gumdi,
Jiwanpur
Jharlang,
Jogimara,
Jyamaruk,
Kalleri,
Katunge,
Kebalpur,
Khalte,
Khari,
Kiranchok,
Lapa,
Mahadevsthan,
Maidi,
Marpak,
Mulpani,
Murali Bhanjyang,
Nalang,
Naubise,
Nilkantha (Munizipalität),
Phulkharka,
Pida,
Rigaun,
Salang,
Salyankot,
Salyantar,
Satyadevi,
Semjong,
Sirtung,
Tasarpu,
Thakre,
Tipling,
Tripureshwar
- Dhankuta
- Dhanusa
- Dolakha
- Dolpa

### Dhankuta
Ahale, Ankhisalla, Arkhaule Jitpur, Basantatar, Belhara, Bhirgaun, Bodhe, Budhabare, Budi Morang, Chanuwa, Chhintang, Chungmang, Danda Bazar, Dandagaun, Dhankuta (Munizipalität), Ghortikharka, Hathikharka, Jitpur Arkhaule, Khoku, Khuwaphok, Kuruletenupa, Leguwa, Mahabharat, Marek Katahare, Maunabuthuk, Mudebas, Muga, Murtidhunga, Pakhribas, Parewadin, Phaksib, Phalate, Raja Rani, Sanne, Tankhuwa, Telia, Vedatar,

### Dhanusa
Andupatti,
Aurahi,
Bafai,
Bagchaura,
Baheda Bala,
Bahuarba,
Balabakhar,
Balaha Kathal,
Balaha Sadhara,
Ballagoth,
Baniniya,
Baramajhiya,
Basahiya,
Basbitti,
Bateshwar,
Bega Shivapur,
Begadawar,
Bharatpur.
Bhuchakrapur,
Bhutahi Paterwa,
Bindhi,
Bisarbhora,
Chakkar,
Chora Koilpur,
Debadiha,
Deuri Parbaha,
Devpura Rupetha,
Dhabauli,
Dhalkebar,
Dhanauji,
Dhanusadham,
Digambarpur,
Dubarikot Hathalekha,
Duhabi,
Ekarahi,
Ghodghans,
Giddha,
Godar,
Gopalpur,
Goth Kohelpur,
Govindapur,
Hansapur Kathpula,
Hariharpur,
Harine,
Hathipur Harbara,
Inarwa,
Itaharwa,
Janakpur (Munizipalität),
Jhatiyahi,
Jhojhi Kataiya,
Kachuri Thera,
Kajara Ramaul,
Kanakpatti,
Khajuri Chanha,
Khariyani,
Kurtha,
Labatoli,
Lagmamdha Guthi,
Lakhauri,
Lakkad,
Lakshminibas,
Lakshmipur Bagewa,
Lohana Bahbangama,
Machijhitakaiya,
Mahendranagar,
Mahuwa (Pra. Ko), Mahuwa (Pra. Khe),
Makhanaha,
Manshingpatti,
Mitheleshwar Nikas,
Mithileshwar Mauwahi,
Mukhiyapatti Mushargiya,
Nagarin,
Nakatajhijh,
Nauwakhor Prashahi,
Nunpatti,
Pachaharwa,
Papikleshwar,
Patanuka,
Paterwa,
Paudeshwar,
Phulgama,
Puspalpur,
Raghunathpur,
Ramaidaiya Bhawadi,
Rampur Birta,
Sabela,
Sapahi,
Satosar,
Shantipur,
Siddha,
Singyahi Maidan,
Sinurjoda,
Sonigama,
Suga Madhukarahi,
Suganikash,
Tarapatti Sirsiya,
Thadi Jhijha,
Thilla Yaduwa,
Tulsi Chauda,
Tulsiyahi Nikas,
Tulsiyani Jabdi,
Umprempur,
Yadukush,
Yagyabhumi

### Dolakha
Alampu, Babare, Bhedapu, Bhimeshwar (Munizipalität), Bhirkot, Bhusapheda, Bigu, Bocha, Bulung, Chankhu, Chhetrapa, Chilankha, Chyama, Dadhpokhari, Dandakharka, Gairimudi, Gauri Sankar, Ghang Sukathokar, Hawa, Japhe, Jhule, Jhyaku, Jiri, Jugu, Kabhre, Kalingchok, Katakuti, Khare, Khupachagu, Laduk, Lakuri Danda, Lamabagar, Lamidada, Lapilang, Magapauwa, Makaibari, Mali, Malu, Marbu, Mati, Melung, Mirge, Namdu, Orang, Pawati, Phasku, Sahare, Sailungeshwar, Sunakhani, Sundrawati, Sureti, Susma Chhemawati, Syama, Thulopatal

### Dolpa

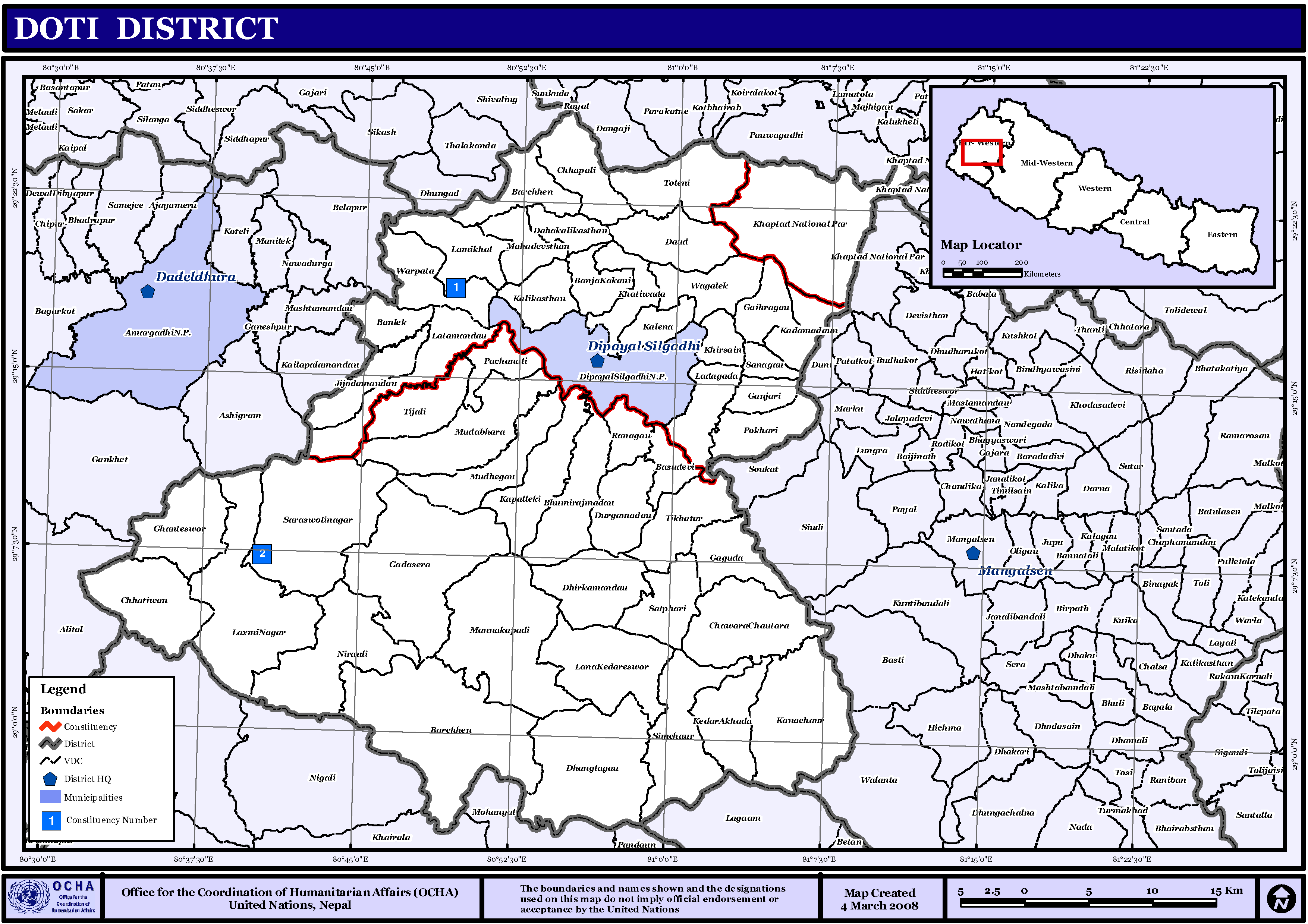
Doti
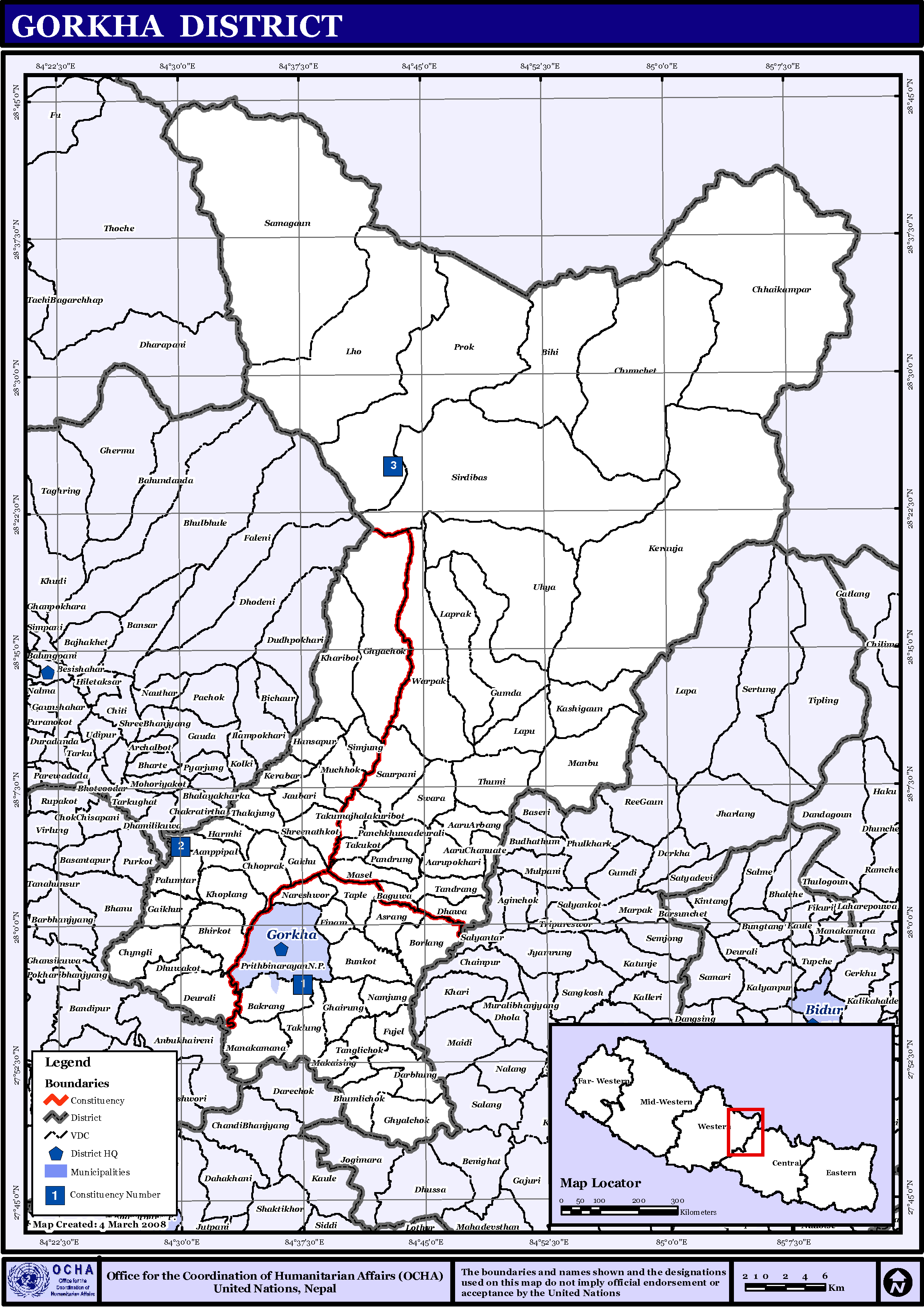
Gorkha
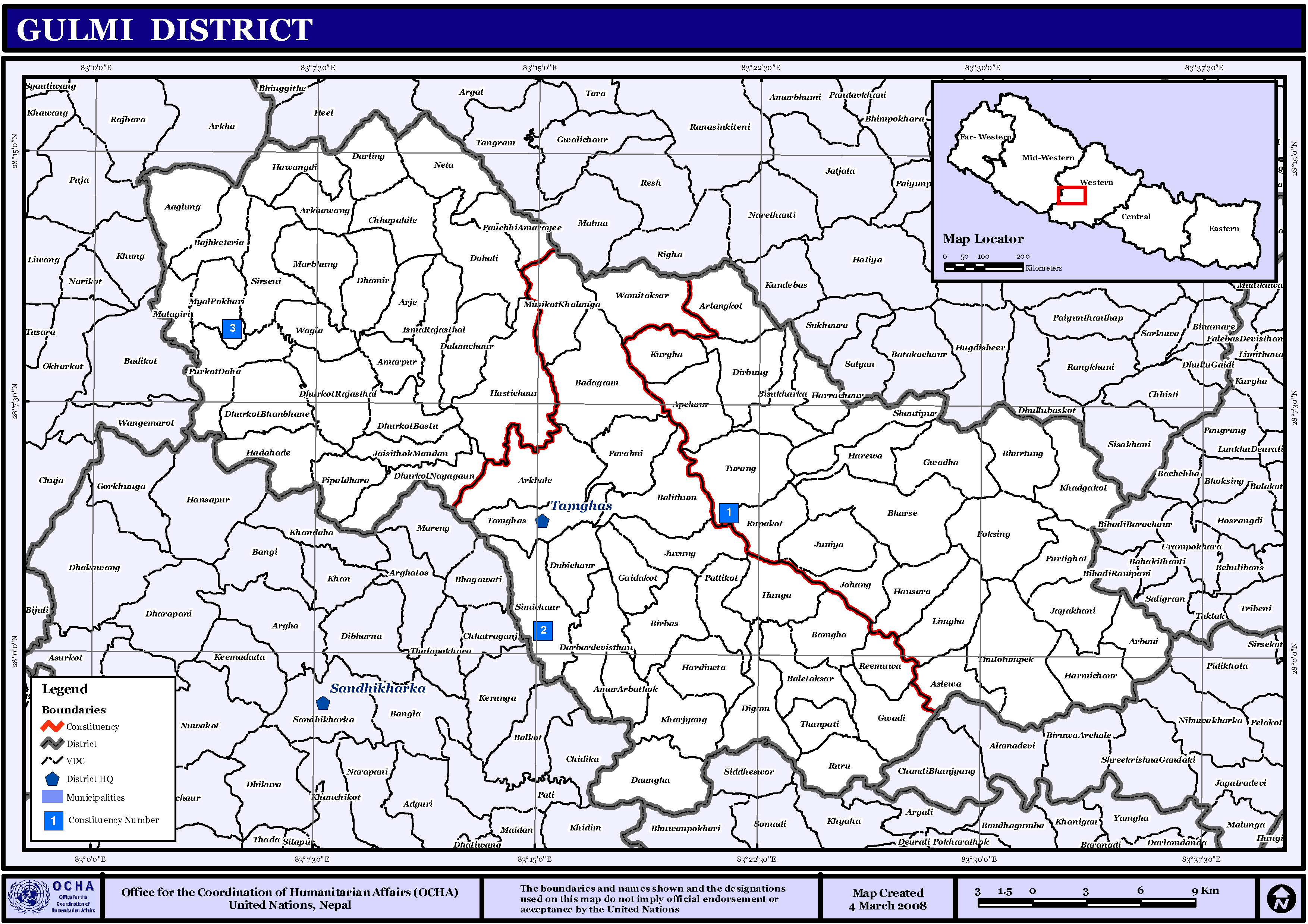
Gulmi
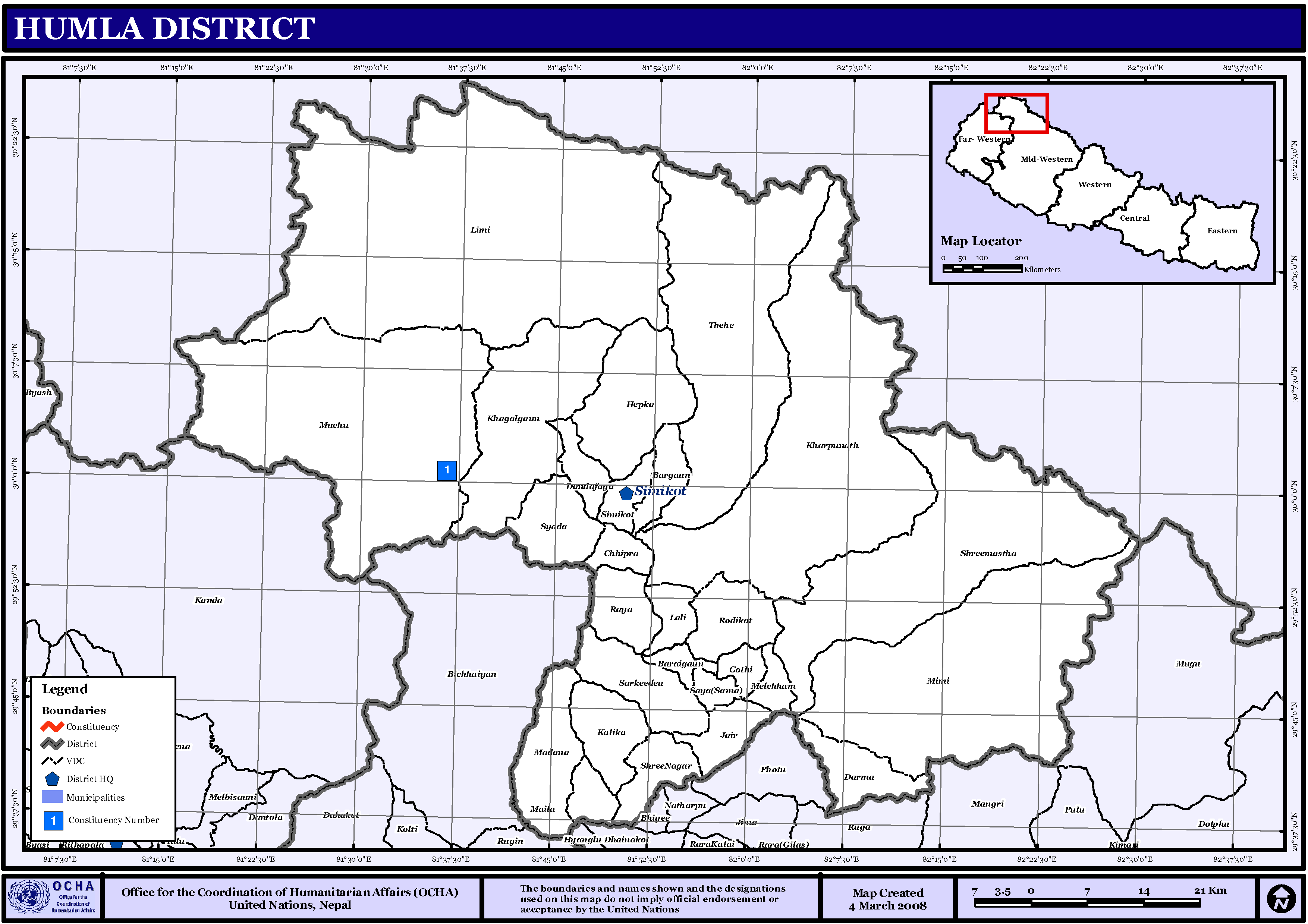
Humla

Bhijer,
Chharka,
Dho,
Dunai,
Juphal,
Kaigaun,
Kalika,
Khadang,
Lawan,
Likhu,
Majhphal,
Mukot,
Narku,
Pahada,
Phoksundo,
Raha,
Rimi,
Sahartara,
Saldang,
Sarmie,
Sunhu,
Tinje,
Tripurakot
- Doti
- Gorkha
- Gulmi
- Humla

### Doti
Banalek,
Banja Kakani,
Barchhen,
Basudevi,
Bhawardanda,
Bhdhegau,
Bhumirajmandau,
Changra,
Chhapali,
Chhatiwan,
Dahakalikasthan,
Daud,
Dhanglagau,
Dhirkamandau,
Dipayal Silgadhi (Munizipalität),
Durgamandau,
Gadasera,
Gaguda,
Gaihragau,
Ganjari,
Ghanteshwar,
Girichauka,
Jijodamandau,
Kadamandau,
Kalena,
Kalikasthan,
Kanachaur,
Kapalleki,
Kedar Akhada,
Khatiwada,
Khirsain,
Ladagada,
Lamikhal,
Lana Kedareshwar,
Latamandau,
Lakshmi Nagar,
Mahadevsthan,
Mannakapadi,
Mudabhara,
Mudhegau,
Nirauli,
Pachanali,
Pokhari,
Ranagau,
Sanagau,
Sarashwatinagar,
Satphari,
Simchaur,
Tijali,
Tikha,
Tikhatar,
Toleni,
Wagalek,
Warpata

### Gorkha
Aanppipal,
Aaru Arbang,
Aaru Chanuate,
Aarupokhari,
Asrang,
Baguwa,
Bakrang,
Bhirkot,
Bhumlichok,
Bihi,
Borlang,
Bunkot,
Chhaikampar,
Chhoprak,
Chumchet,
Chyangli,
Darbhung,
Deurali,
Dhawa,
Dhuwakot,
Gaikhur,
Gakhu,
Ghairung,
Ghyachok,
Ghyalchok,
Gorakhkali,
Gorkha (Munizipalität),
Gumda,
Hansapur,
Harbhi,
Jaubari,
Kashigaun,
Kerabari,
Kerauja,
Kharibot,
Khoplang,
Laprak,
Lapu,
Lho,
Makaising,
Manakamana,
Manbu,
Masel,
Muchhok,
Namjung,
Nareshwar,
Palumtar,
Panchkhuwadeurali,
Pandrung,
Phinam,
Phujel,
Prok,
Ranishwara,
Samagaun,
Saurpani,
Shrinathkot,
Simjung,
Sirdibas,
Swara,
Taklung,
Takukot,
Takumajhalakuribot,
Tandrang,
Tanglichok,
Taple,
Taranagar,
Thalajung,
Thumi,
Uiya,
Warpak

### Gulmi
Aaglung,
Amar Abathok,
Amarpur,
Apchaur,
Arbani,
Arje,
Arkhale,
Arkhawang,
Arlangkot,
Aslewa,
Badagaun,
Bajhketeri,
Baletaksar,
Balithum,
Bamgha,
Bami,
Bastu,
Bhanbhane,
Bharse,
Bhurmung,
Birbas,
Bisukharka,
Chhapahile,
Dalamchaur,
Darbar Devisthan,
Darling,
Daungha,
Dhamir,
Dhurkot Bastu,
Dhurkot Bhanbhane,
Dhurkot Nayagaun,
Dhurkot Rajasthal,
Digam,
Dirbung,
Dohali,
Dubichaur,
Dusma Rajasthal,
Gaidakot,
Gurukot Rajasthal,
Gwadha,
Gwadi,
Hadahade,
Hadinete,
Hansara,
Harewa,
Harmichaur,
Harrachaur,
Hasara,
Hastichaur,
Hawangdi,
Hunga,
Jaisithok,
Jayakhani,
Johang,
Juniya,
Juvung,
Khadgakot,
Kharjyang,
Kurgha,
Limgha,
Malagiri,
Murtung,
Musikot,
Myal Pokhari,
Nayagaun,
Neta,
Palkikot,
Paralmi,
Paudi Amarahi,
Pipaldhara,
Phoksing,
Purkot Daha,
Purtighat,
Rimuwa,
Rupakot,
Ruru,
Shantipur,
Simichaur,
Siseni,
Thanpati,
Thulo Lumpek,
Turang,
Wagla,
Wamitaksar

### Humla

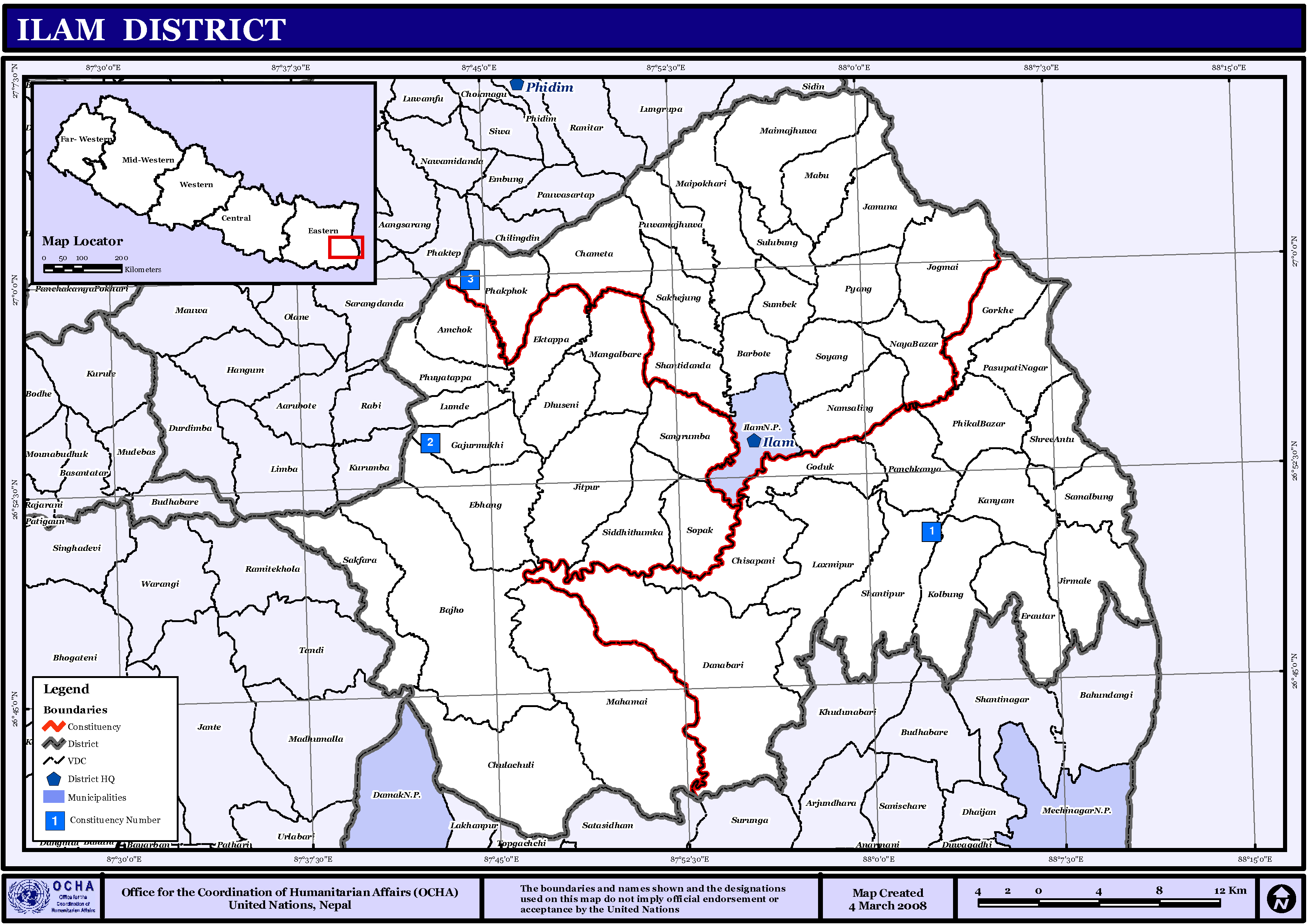
Ilam
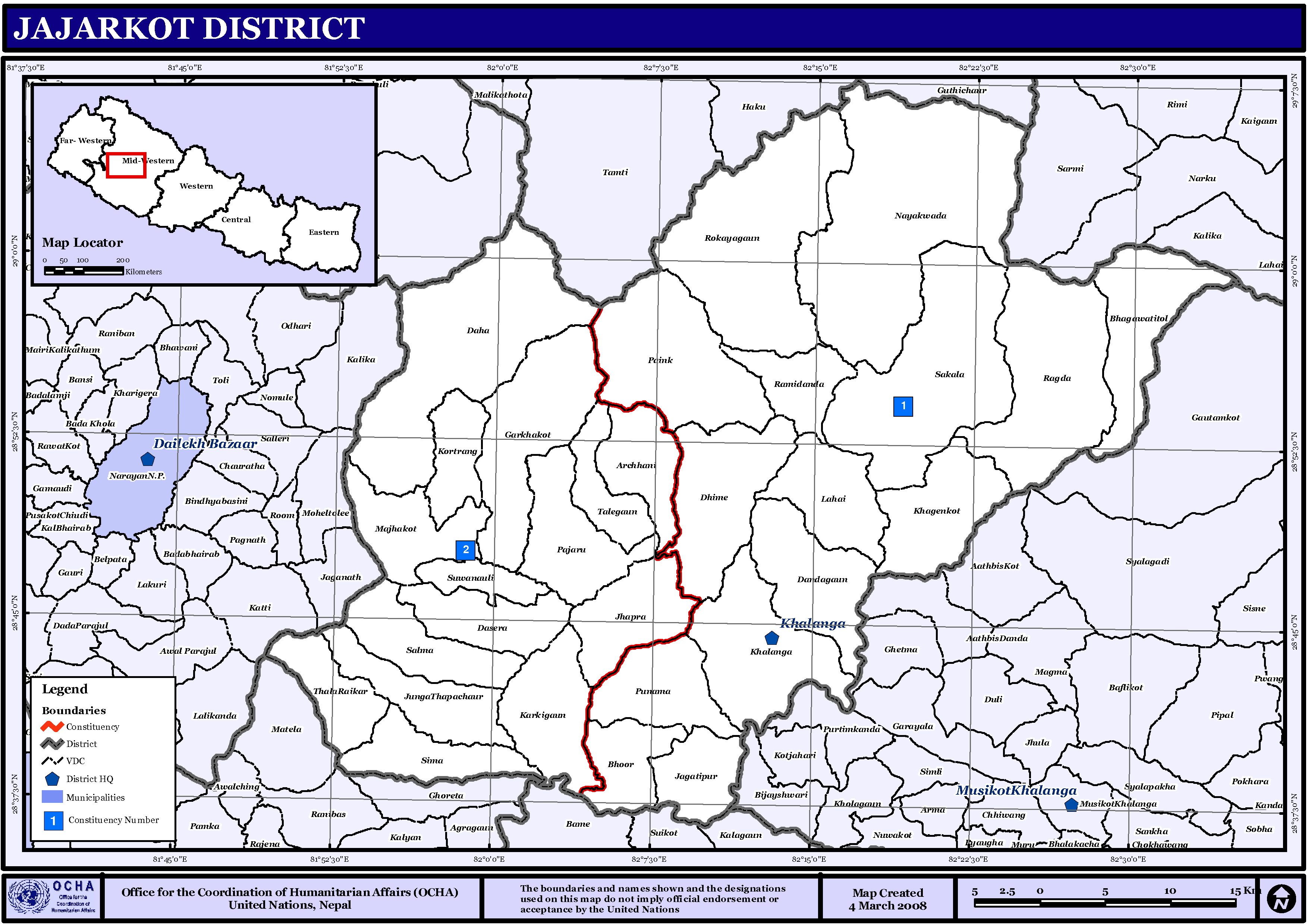
Jajarkot
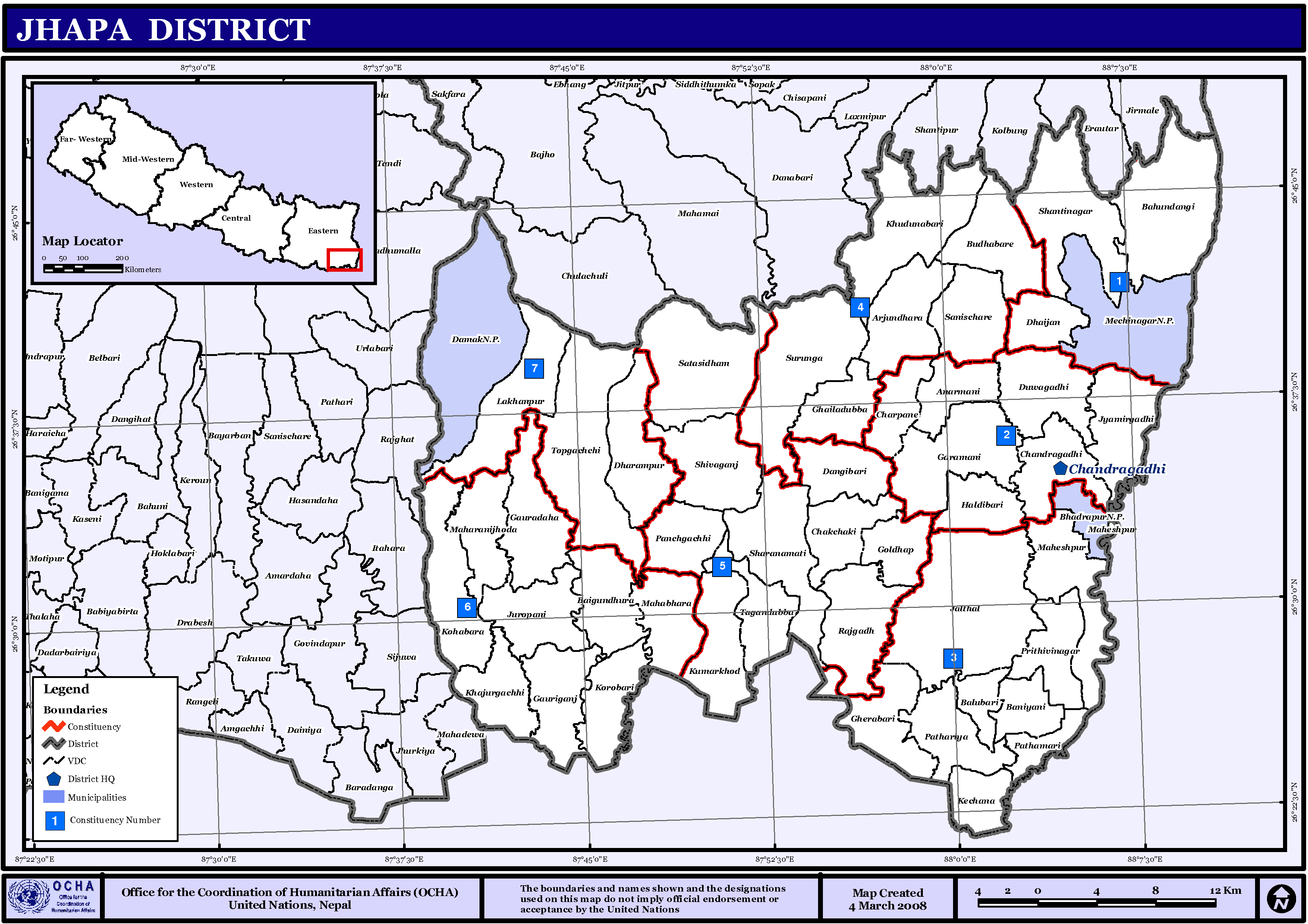
Jhapa
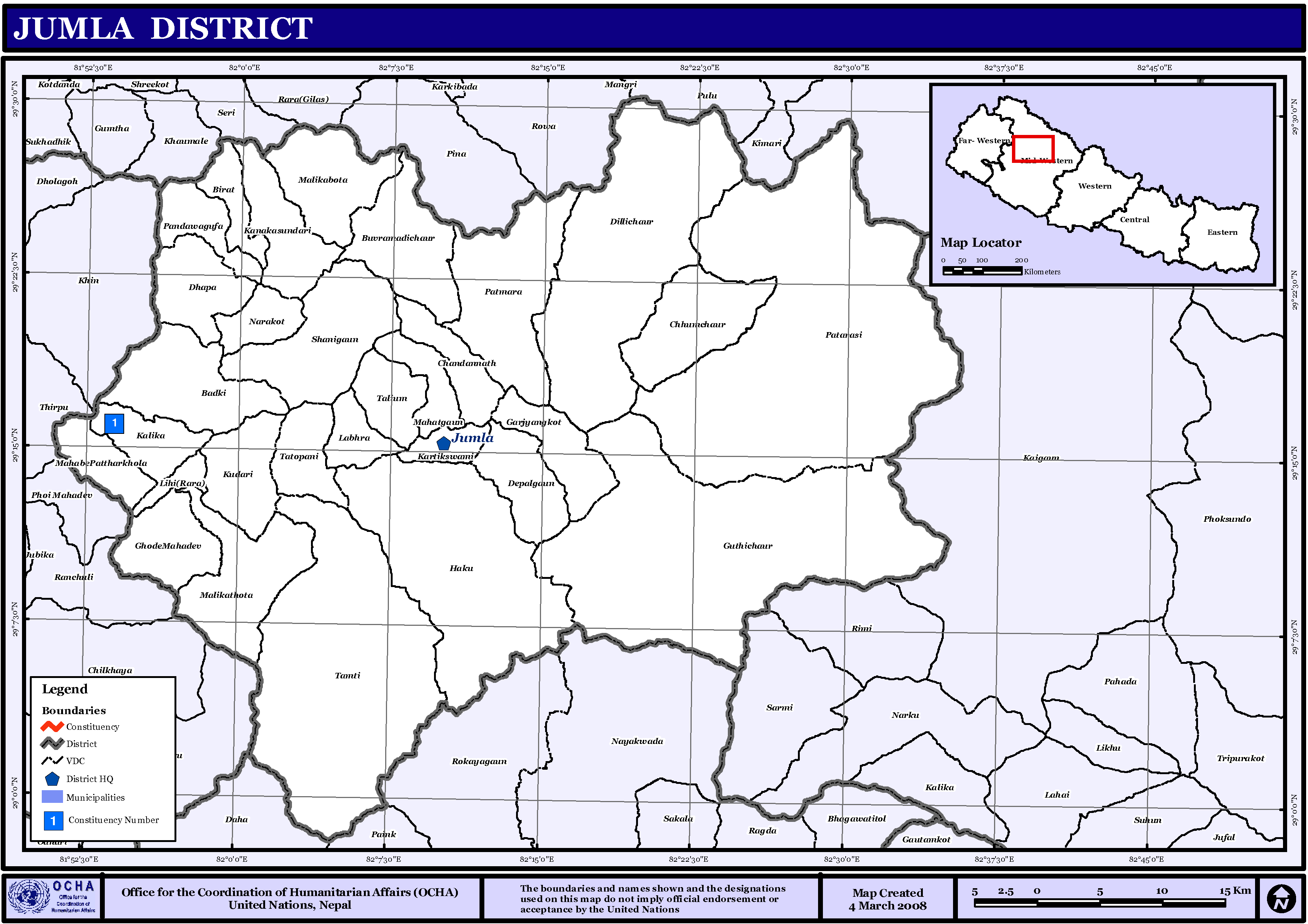
Jumla

Baraigaun,
Bargaun,
Chhipra,
Dami,
Dandaphaya,
Gothi,
Hepka,
Jaur,
Kalika,
Kermi,
Khagalgaun,
Kharpunath,
Lali,
Lauthi,
Limi,
Madana,
Maila,
Melchham,
Mimi,
Muchu,
Raya,
Ripa,
Rodikot,
Sarkideu,
Saya,
Shrinagar,
Shrimastha,
Simikot,
Syada,
Thechaya,
Yanchu
- Ilam
- Jajarkot
- Jhapa
- Jumla

### Ilam
Amchok,
Bajho,
Barbote,
Chameta,
Chisapani,
Chulachuli,
Danabari,
Dhuseni,
Ebhang,
Ektappa,
Emang,
Erautar,
Gajurmukhi,
Ghuseni,
Goduk,
Gorkhe,
Ilam (Munizipalität),
Jamuna,
Jirmale,
Jitpur,
Jogmai,
Kanyam,
Kolbung,
Lakshmipura,
Lumbe,
Mabu,
Mahamai,
Maimajhuwa,
Maipokhari,
Mangalbare,
Namsaling,
Naya Bazar,
Panchakanya,
Pashupatinagar,
Phakphok,
Phikal Bazar,
Phuyatappa,
Puwamajwa,
Pyang,
Sakphara,
Sakhejung,
Samalpung,
Sangrumba,
Shanti Danda,
Shantipur,
Shri Antu,
Siddhithumka,
Soyak (Nepal),
Soyang,
Sulubung,
Sumbek

### Jajarkot
Archhani,
Bhagwati Tol,
Bhur,
Daha,
Dandagaun,
Dasera,
Dhime,
Garkhakot,
Jagatipur,
Jhapra,
Junga Thapachaur,
Karkigaun,
Khagenkot,
Khalanga,
Kortrang,
Lahai,
Majhkot,
Nayakwada,
Paink,
Pajaru,
Punama,
Ragda,
Ramidanda,
Rokayagaun,
Sakala,
Salma,
Sima,
Suwanauli,
Talegaun,
Thala Raikar

### Jhapa
Anarmani, Arjundhara, Bahundangi, Baigundhara, Balubari, Baniyani, Bhadrapur (Munizipalität), Budhabare, Chakchaki, Chandragadhi, Charpani, Damak (Munizipalität), Dangibari, Dhaijan, Dharmpur, Dhulabari, Duhagadhi, Garamani, Gauradaha, Gauriganj, Ghailadubba, Gherabari, Golchhap, Haldibari, Jalthal, Juropani, Jyamirgadhi, Kankarbhitta, Kechana, Khajurgachhi, Khudnabari, Kohabara, Korabari, Kumarkhod, Lakhanpur, Mahabhara, Maharanijhoda, Maheshpur, Mechinagar (Munizipalität), Panchganchi, Pathabhari, Pathariya, Prithivinagar, Rajghadh, Sanischare, Satasidham, Shantinagar, Sharanamati, Shivaganj, Surunga, Taganduba, Topgachchi

### Jumla
Badki, Birat, Buvramadichaur, Chandan Nath, Chhumchaur, Depalgaun, Dhapa, Dillichaur, Garjyangkot, Ghode Mahadev, Gothichaur, Haku, Kalikakhetu, Kanakasundari, Kartik Swami, Labhra, Lihi, Mahabe Pattharkhola, Mahadev, Mahat Gaun, Malika Bota, Malikathota, Narakot, Pandawagufa, Patarasi, Patmara, Sanigaun, Talium, Tamti, Tatopani

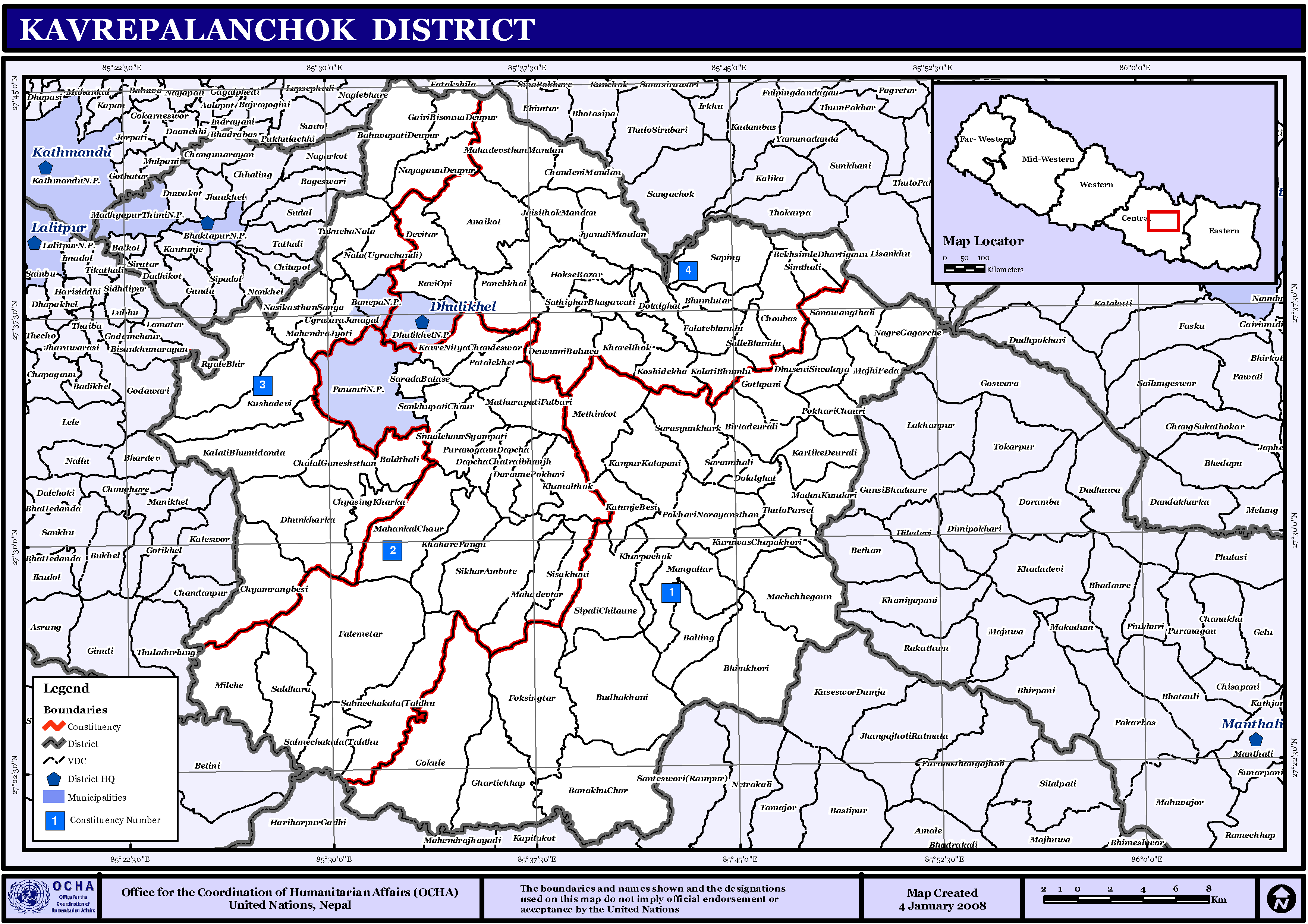
Kabhrepalanchok
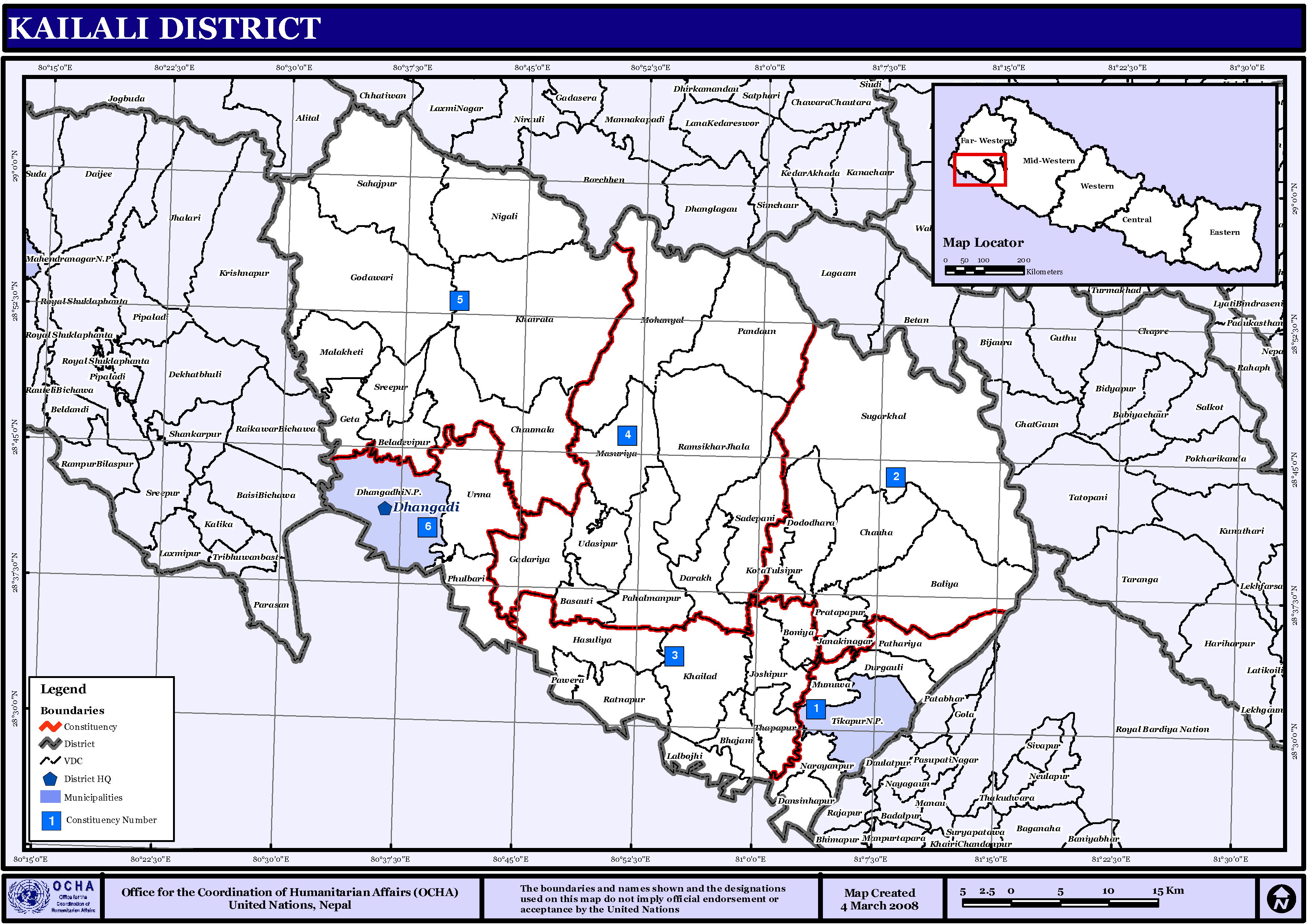
Kailali
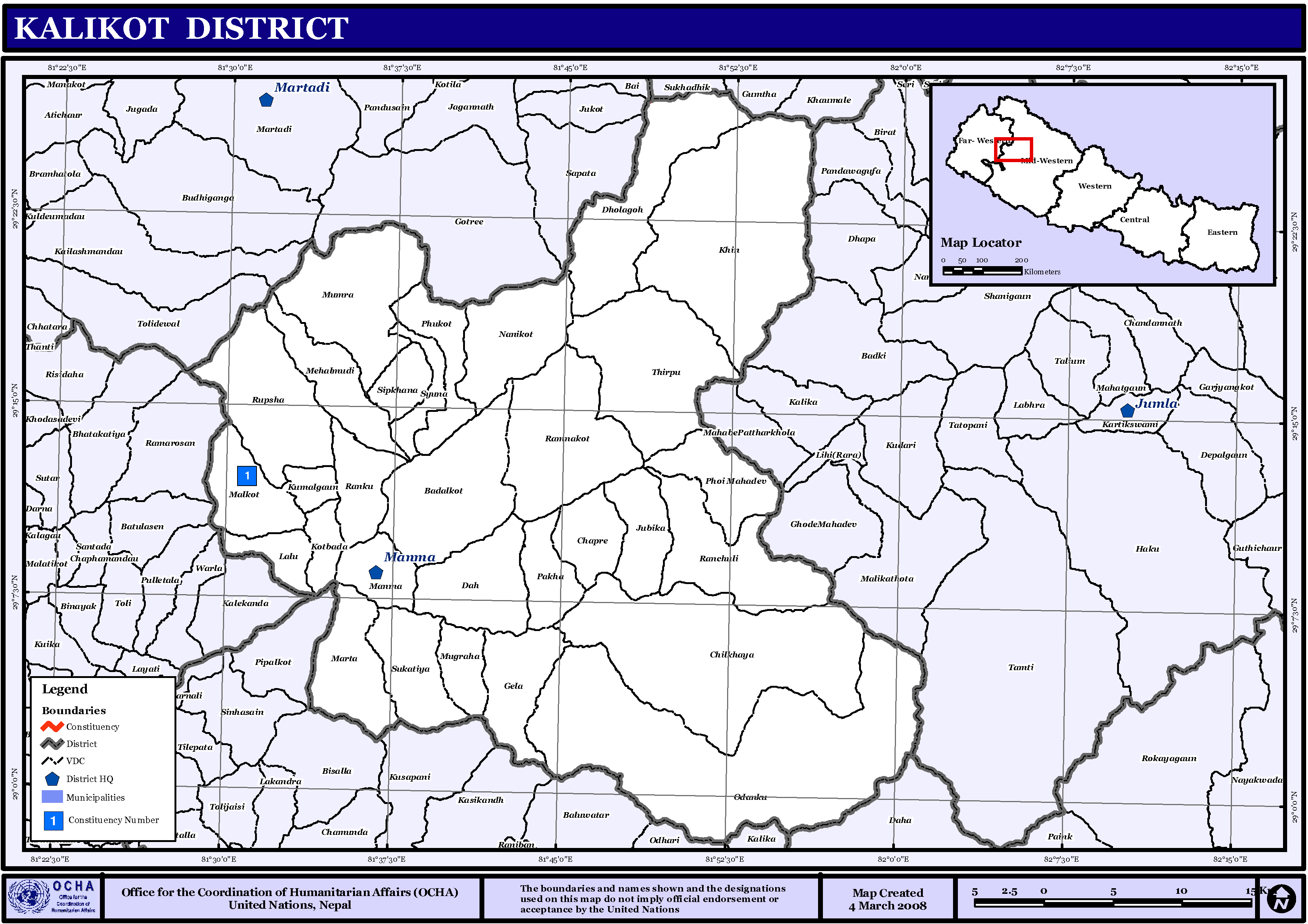
Kalikot
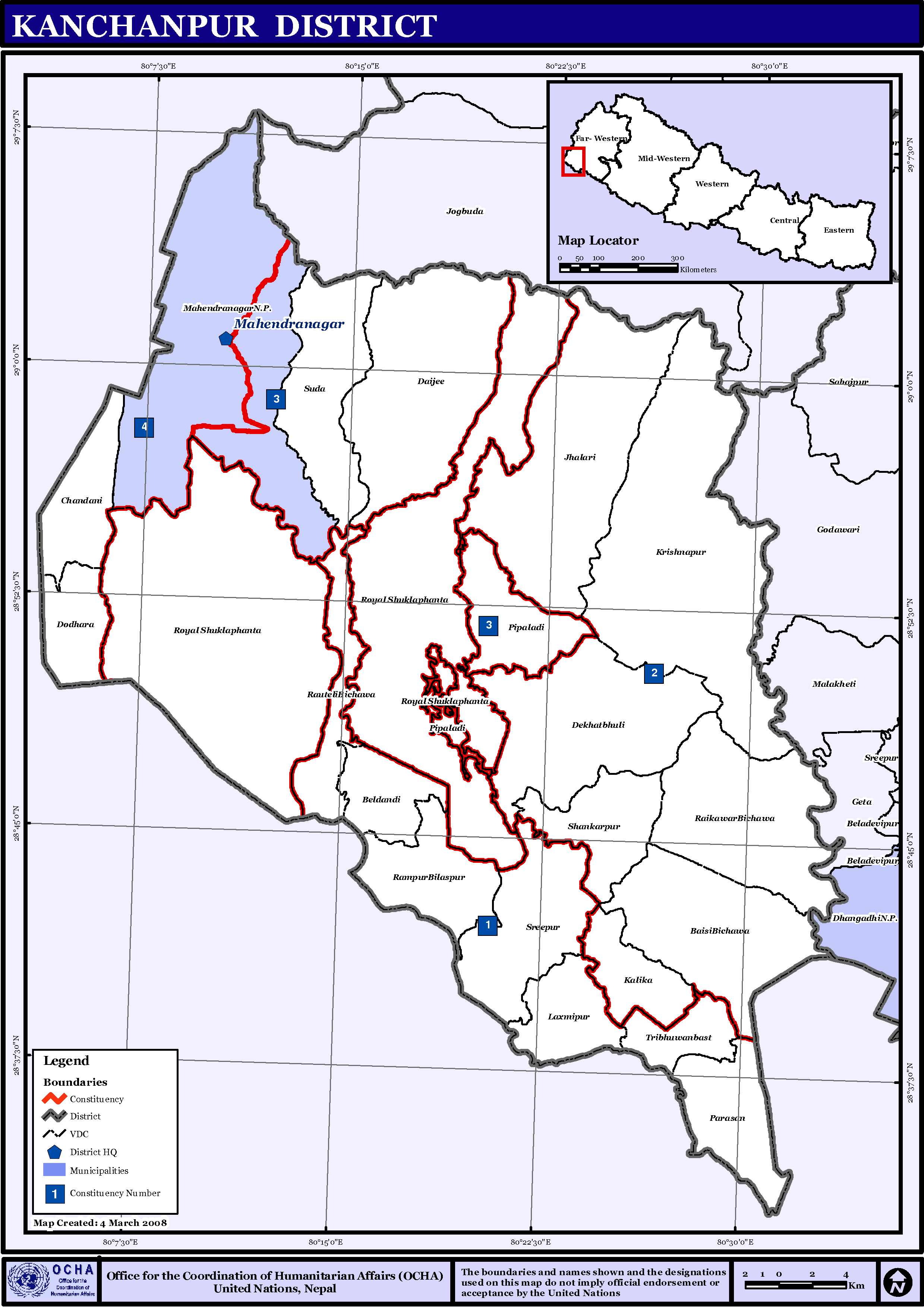
Kanchanpur
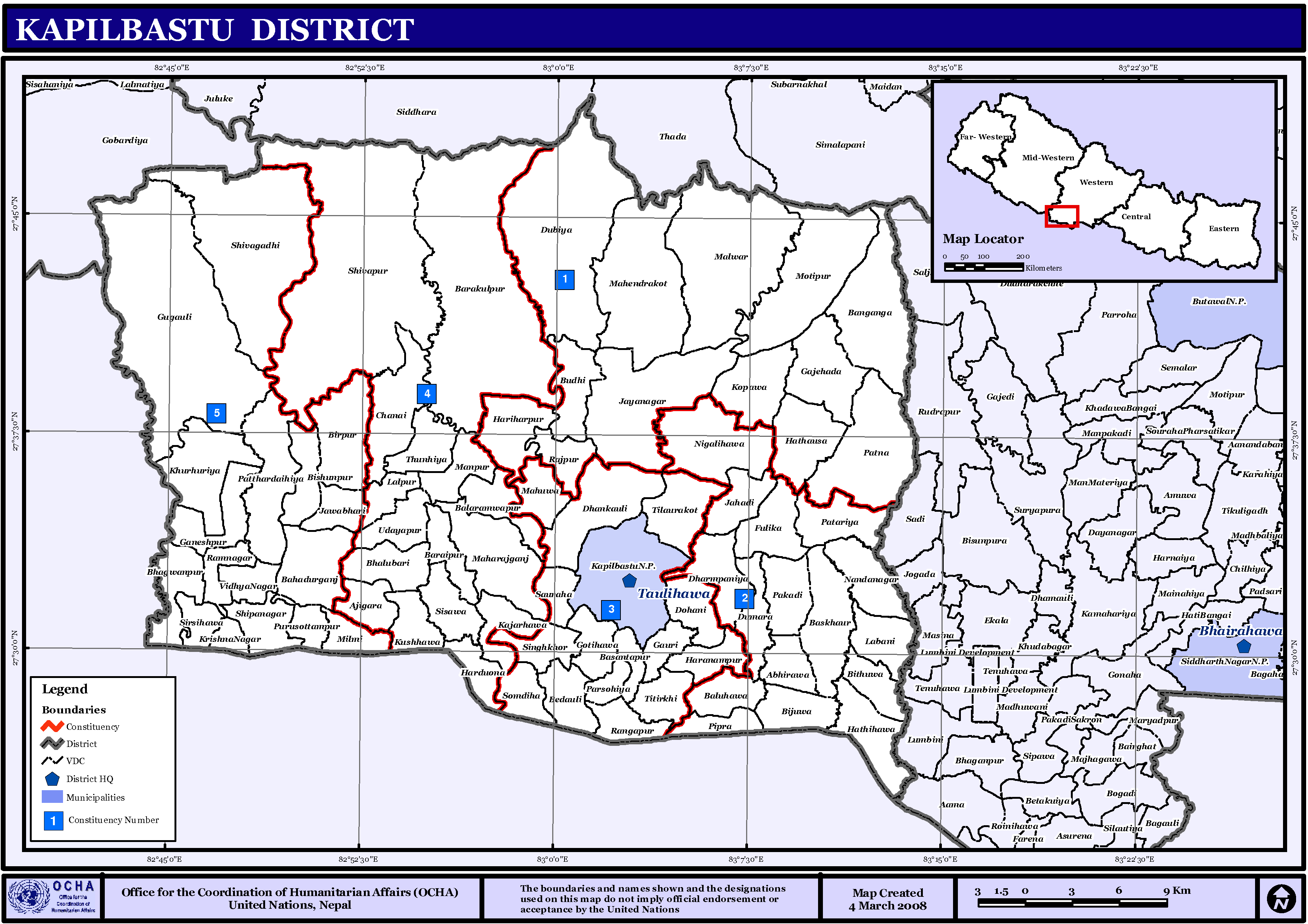
Kapilbastu

### Kabhrepalanchok
Anekot,
Balthali,
Walting,
Baluwa,
Baluwapatti Deupur,
Banakhuchaur,
Banepa (Munizipalität),
Batase,
Bekhsimle, 
Bhimkhori,
Bhumidanda,
Bhumlungtar,
Birtadeurali,
Bolde Phediche,
Budhakhani,
Chalal Ganeshsthan,
Chandeni Mandan,
Chaubas,
Chyamrangbesi,
Chyasing Kharka,
Dandagaun,
Dapcha Chatrebas,
Daraune Pokhari,
Deuvumi Baluwa,
Devitar,
Dhulikhel (Munizipalität),
Dhungkharka Bahrabise,
Dhuseni Siwalaya,
Dolalghat,
Gairi Bisauna Deupur,
Ghartichhap,
Gokule,
Gothpani,
Hokse Bazar,
Indreshwar,
Jaisithok Mandan,
Janagal,
Jyamdi Mandan,
Kalati Bhumidanda,
Kanpur Kalapani
Kartike Deurali,
Katunje Besi,
Kabhre Nitya Chandeshwari,
Khahare Pangu,
Khanalthok,
Kharelthok,
Kharpachok,
Khopasi,
Kolati Bhumlu,
Koshidekha,
Kurubas Chapakhori,
Kushadevi,
Machchhegaun,
Madan Kundari,
Mahadevsthan Mandan,
Mahadevtar,
Mahankal Chaur,
Mahendra Jyoti,
Majhi Pheda,
Malpi,
Mangaltar,
Mathurapati Phulbari,
Methinkot,
Milche,
Nagre Gagarche,
Nala,
Nasiksthan Sanga,
Nayagaun Deupur,
Panauti (Munizipalität),
Panchkhal,
Pangu,
Patlekhet,
Phalante Bhumlu,
Phalametar,
Phoksingtar,
Pokhari Chaunri,
Pokhari Narayansthan,
Puranogaun Dapcha,
Ravi Opi,
Rayale,
Saldhara,
Salle Bhumlu,
Salmechakala,
Sankhu Patichaur,
Sanowangthali,
Saping,
Sarada Batase,
Saramthali,
Sarasyunkharka,
Sisakhani,
Sathighar Bhagwati,
Sikhar Ambote,
Simalchaur Syampati,
Simthali,
Sipali Chilaune,
Subbagaun,
Sunthan,
Syampati,
Thaukhal,
Thulo Parsel,
Tukucha Nala,
Ugratara Janagal

### Kailali
Baliya,
Basauti,
Beladevipur,
Bhajani,
Boniya,
Chauha,
Chaumala,
Dansinhapur,
Darakh,
Dhangadhi (Munizipalität),
Dododhara,
Durgauli,
Gadariya,
Geta,
Godawari,
Hasuliya,
Janakinagar,
Joshipur,
Khailad,
Khairala,
Kota Tulsipur,
Lalbojhi,
Malakheti,
Masuriya,
Mohanyal,
Munuwa,
Narayanpur,
Nigali,
Pahalmanpur,
Pandaun,
Pawera,
Phulbari,
Pratapur,
Ramsikhar Jhala,
Ratnapur,
Sadepani,
Sahajpur,
Sripur,
Sugarkhal,
Thapapur,
Tikapur (Munizipalität),
Udasipur,
Urma

### Kalikot
Badalkot, Chhapre, Chilkhaya, Daha, Dholagohe, Gela, Jubika, Khin (Nepal), Kotbada, Kumalgaun, Lalu, Marta, Mehal Madi, Mugraha, Mumra, Nanikot, Odanku, Pakha, Phoi Mahadev, Phukot, Raku, Ramanakot, Ranchuli, Rupsa, Sipkhana, Siuna, Sukitaya, Thirpu

### Kanchanpur
Baise Bichwa, Beldandi, Bhim Datta (Munizipalität), Chandani, Daiji, Dekhatbhuli, Dodhara, Jhalari, Kalika, Krishnapur, Lakshmipur, Parasan, Pipaladi, Raikawar Bichawa, Rampur Bilaspur, Rauteli Bichawa, Sankarpur, Sripur, Suda, Tribhuwanbasti

### Kapilbastu
Abhirawa, Ajingara, Bahadurganj, Jamuni, Sukharampur, Balarampur, Baluhawa, Bangai, Banganga, Baraipur, Barakulpur, Basantapur, Baskhaur, Bedauli, Bhagwanpur Choti, Bhalabari, Bijuwa, Birpur, Bishunpur, Bithuwa, Budhi, Chanai, Dhankauli, Dharampaniya, Dohani, Dubiya, Dumara, Phulika, Gajehada, Ganeshpur, Gauri, Gotihawa, Gugauli, Haranampur, Hardauna, Hariharpur, Hathausa, Hathihawa, Jahadi, Jawabhari, Jayanagar, Kajarhawa, Kapilavastu (Munizipalität), Khurhuriya, Kopawa, Krishnanagar, Kushawa, Labani, Lalpur, Maharajganj, Mahendrakot, Mahuwa, Malwar, Manpur, Milmi, Motipur, Nandanagar, Nigalihawa, Pakadi, Parsohiya, Patariya, Patna, Patthardaihiya, Pipari, Purusottampur, Rajpur, Ramghat, Ramnagar, Rangapur, Sauraha, Shivagadhi, Shivanagar, Shivapur, Shivapur Palta, Singhkhor, Sirsihawa, Sisawa, Somdiha, Taulihawa, Thunhiya, Tilaurakot, Titirkhi, Udayapur, Vidhyanagar

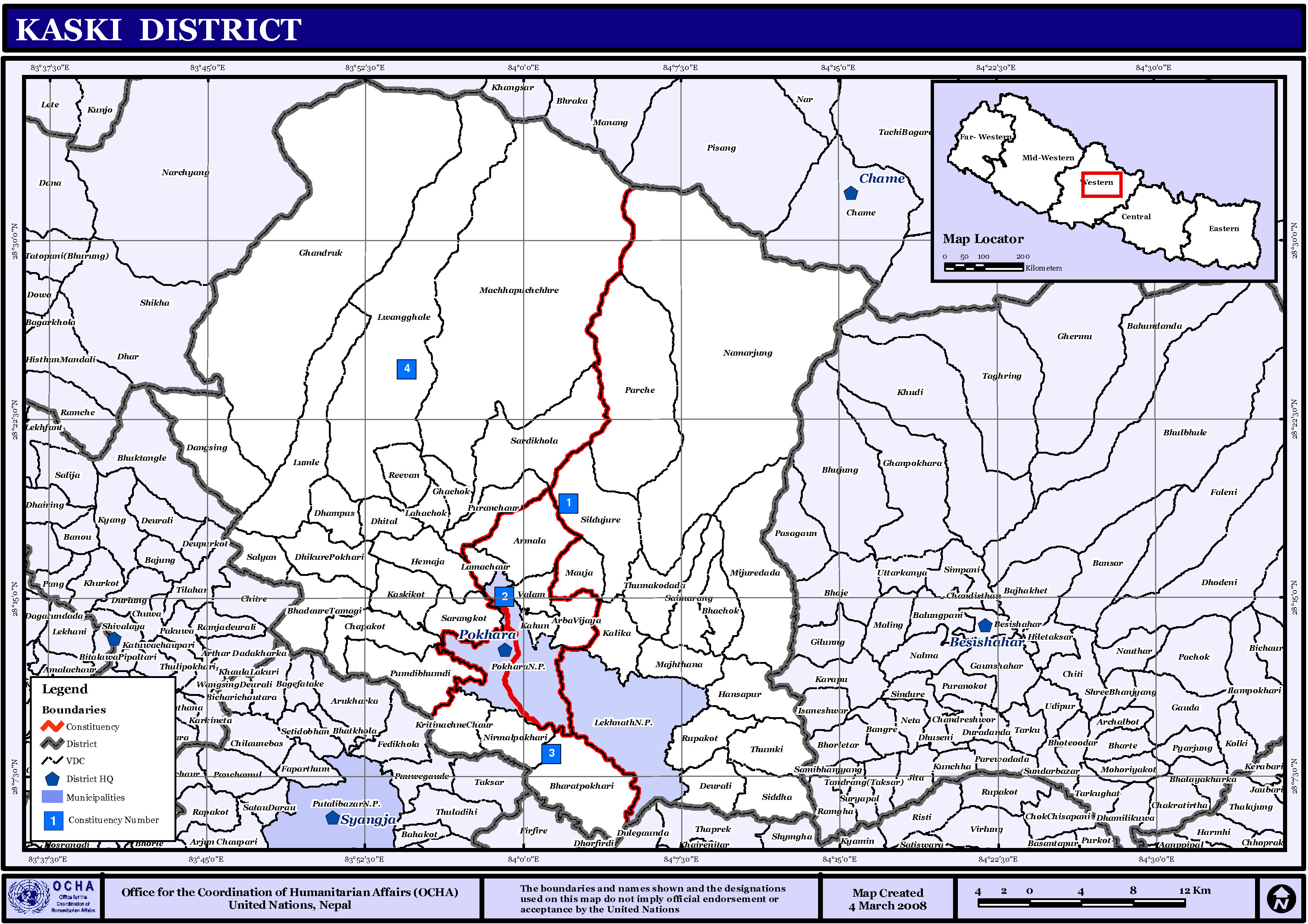
Kaski
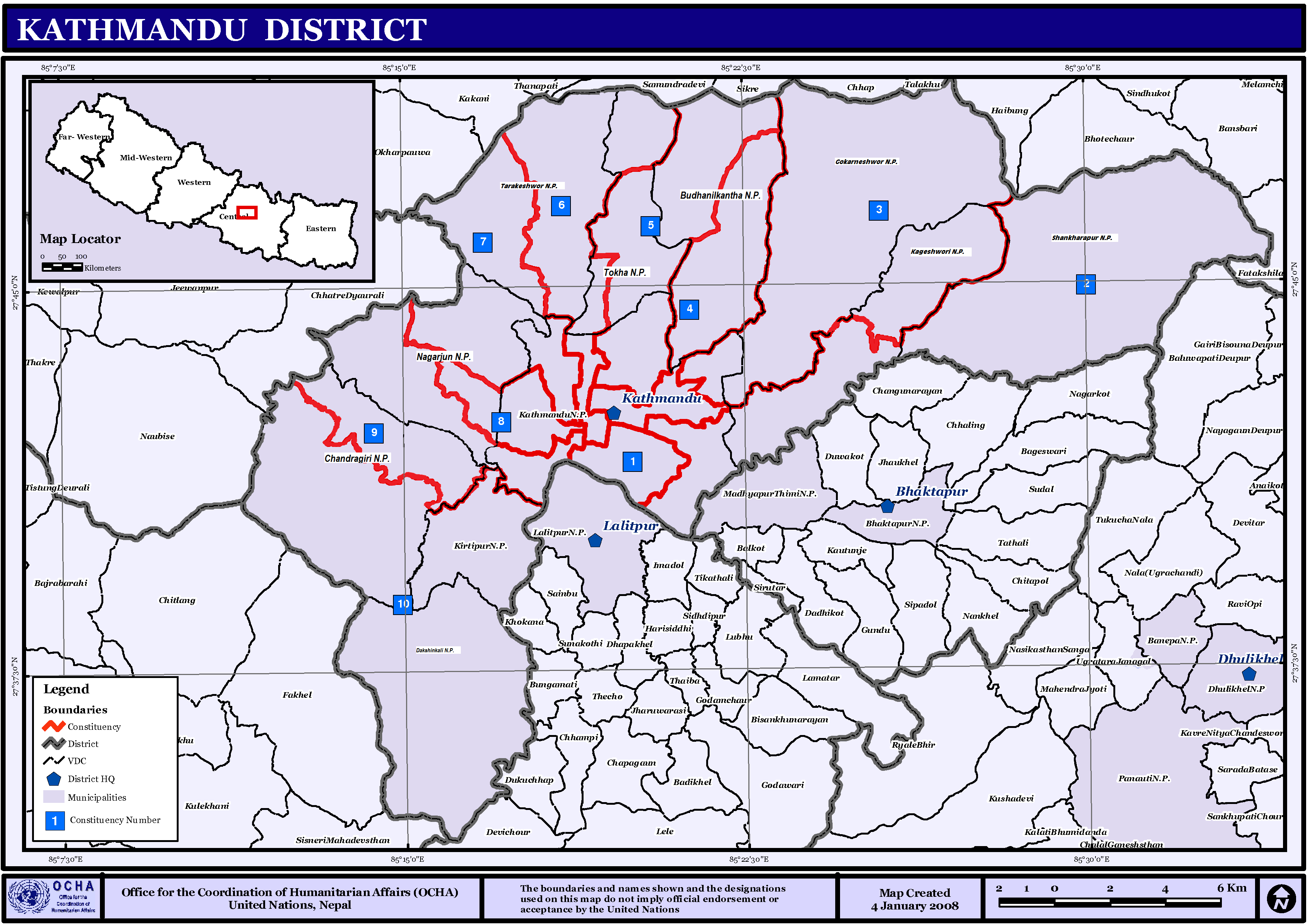
Kathamdnu
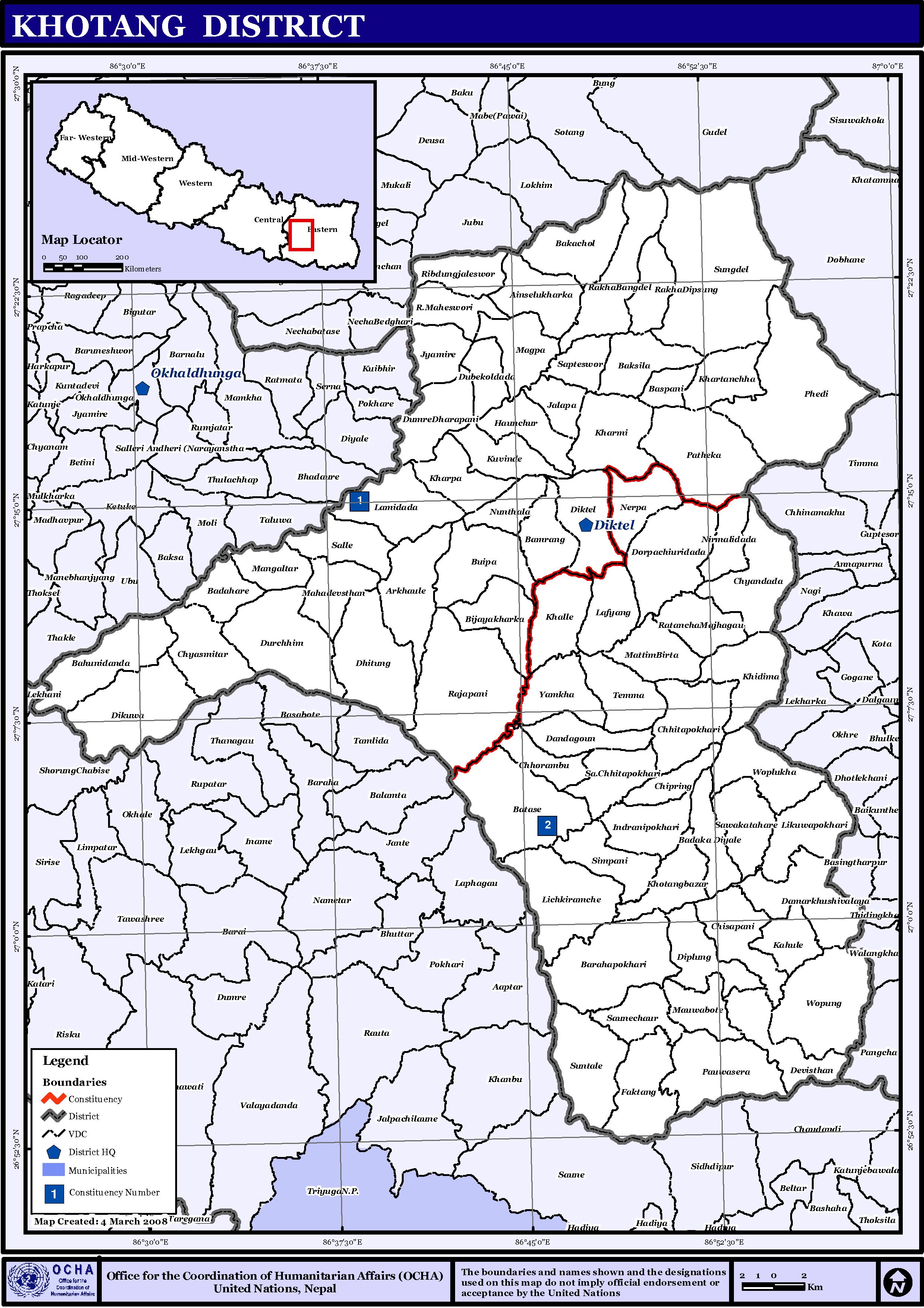
Khotang

### Kaski
Arba Vijaya,
Armala,
Garlang,
Balam (Nepal),
Begnas,
Bhachok,
Bhadaure Tamagi,
Bharat Pokhari,
Chapakot,
Dangsing,
Deurali,
Dhampus,
Dhikure Pokhari,
Dhital,
Ghachok,
Ghandruk,
Hansapur,
Hemaja,
Kahun,
Kalika,
Kaskikot,
Kristinachnechaur,
Lahachok,
Lamachaur,
Lekhnath (Munizipalität),
Lumle,
Lwangghale,
Machhapuchchhre,
Majhthana,
Mala,
Mauja,
Mijuredada,
Namarjung,
Nirmalpokhari,
Parche,
Pokhara (Munizipalität),
Pumdibhumdi,
Puranchaur,
Rakhi,
Rivan,
Rupakot,
Saimarang,
Salyan,
Sarangkot,
Sardikhola,
Shisuwa,
Siddha,
Sildujure,
Thumakodada,
Thumki

### Kathmandu
Aalapot,
Band Bhanjyang,
Bajrayogini,
Balambu,
Baluwa,
Bhadrabas,
Bhimdhunga,
Budanilkantha,
Chalnakhel,
Chapali Bhadrakali,
Chhaimale,
Chobhar,
Chauketar Dahachok,
Chunikhel,
Danchhi,
Dakchinkali,
Dhapasi,
Dharmasthali,
Phutung,
Gapalphedi,
Gokarna,
Goldhunga,
Gonggabu,
Gothatar,
Ichangu Narayan,
Indrayani,
Jhor Mahankal,
Jitpurphedi,
Jorpati,
Kathmandu (Munizipalität),
Kabhresthali,
Kapan,
Khadka Bhadrakali,
Kirtipur Chitubihar,
Kirtipur (Munizipalität),
Koteshwar,
Lapsiphedi,
Machhegaun,
Mahadevsthan,
Mahankal,
Manmaiju,
Matatirtha,
Mulpani,
Nanglebhare,
Naikap Naya Bhanjyang,
Naikap Purano Bhanjyang,
Nayapati,
Pukhulachhi,
Ramkot, 
Sangla,
Satungal,
Seuchatar,
Sheshnarayan,
Sitapaila,
Sokhek,
Sundarijal,
Suntol,
Talkududechaur,
Thankot,
Tinthana,
Tokha Chandeshwari,
Tokha Saraswati

### Khotang

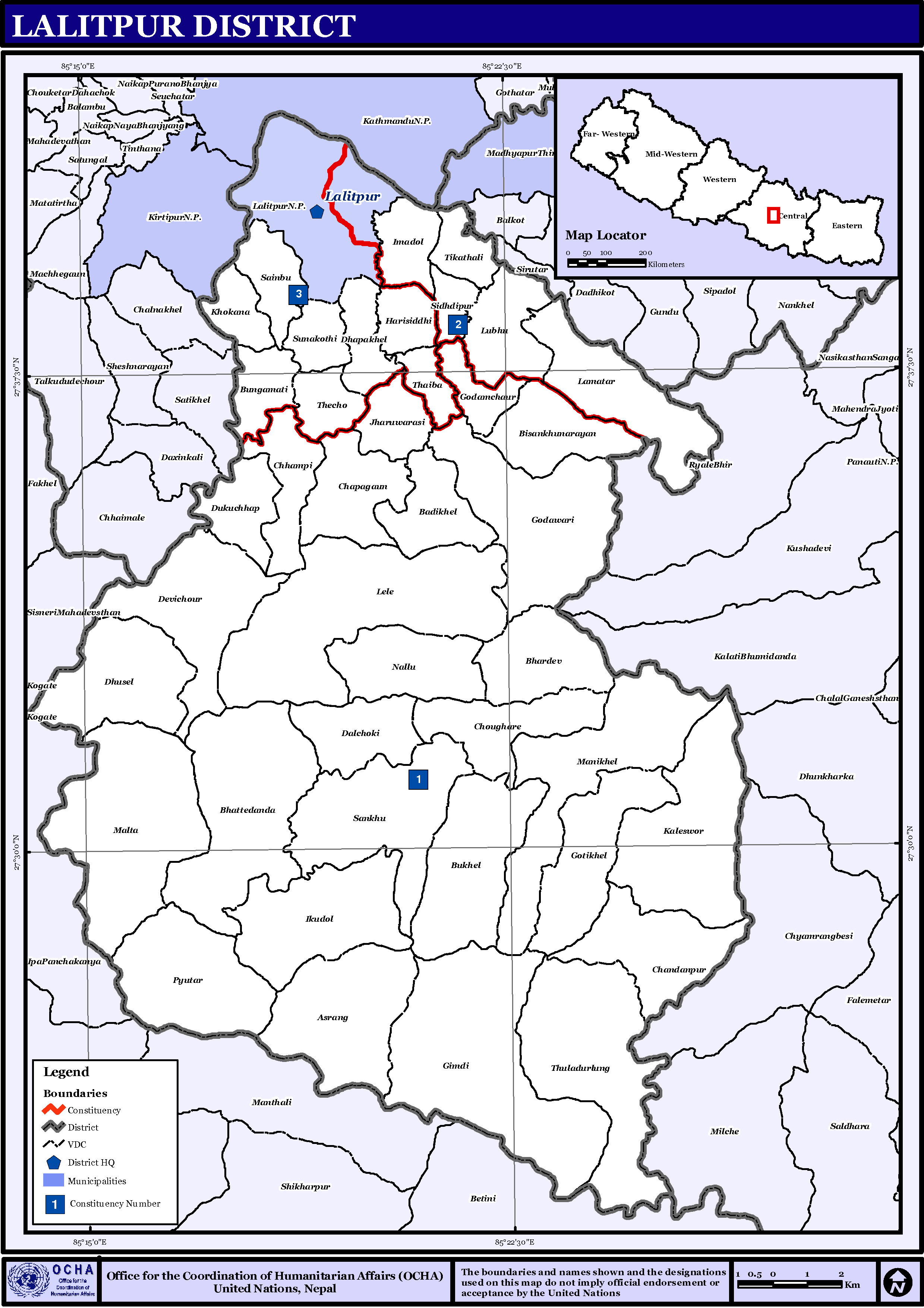
Lalitpur
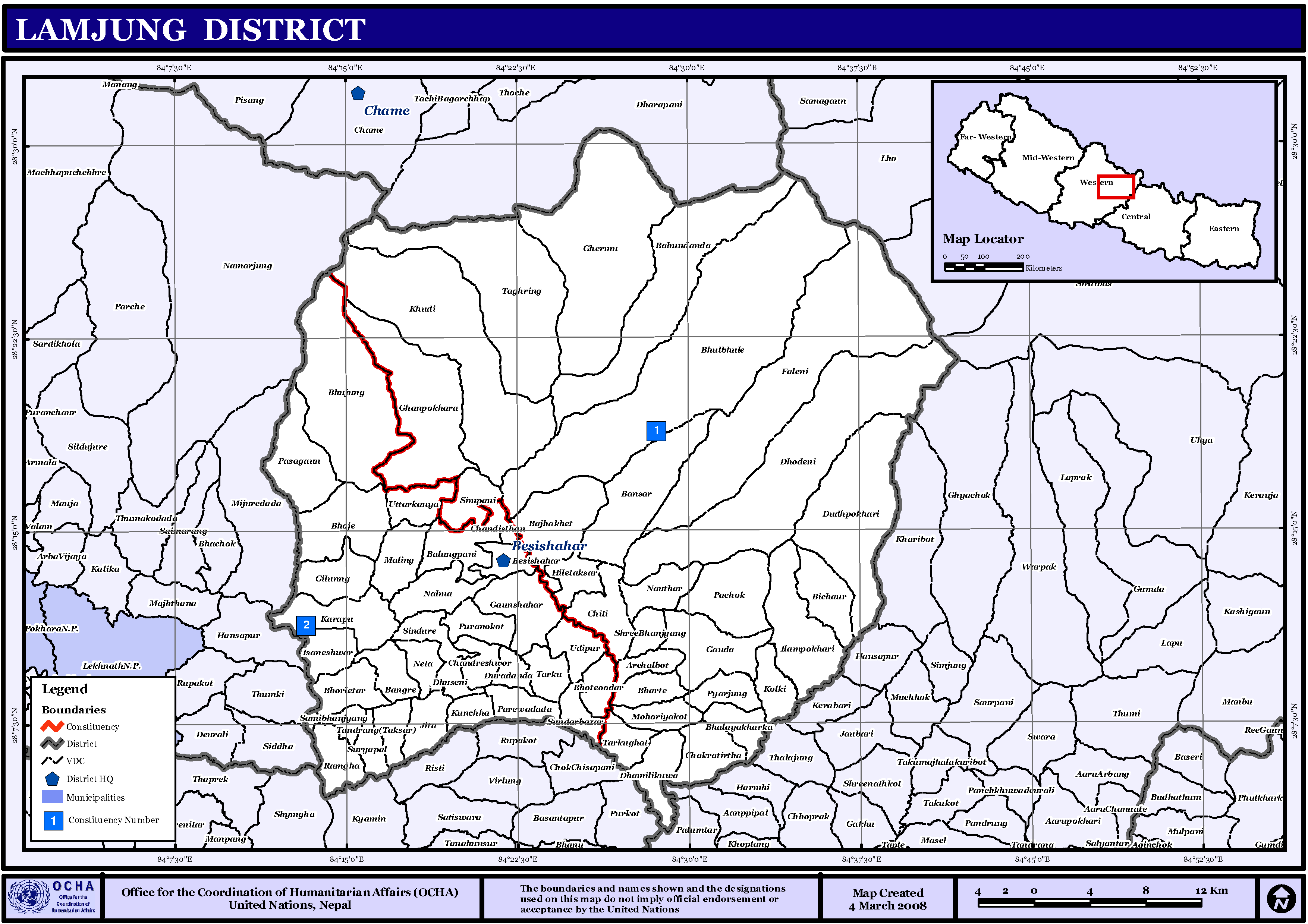
Lamjung
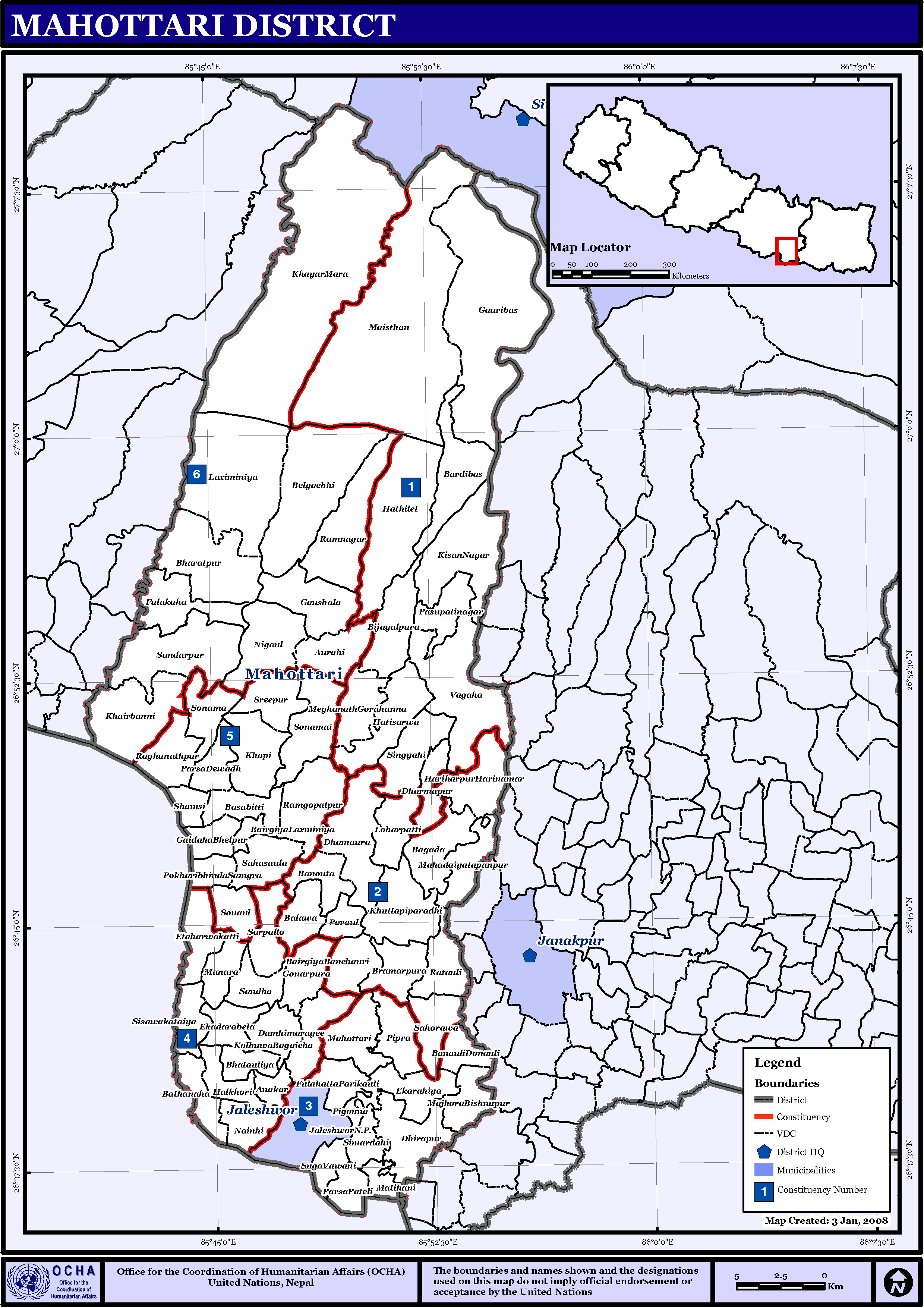
Mahottari
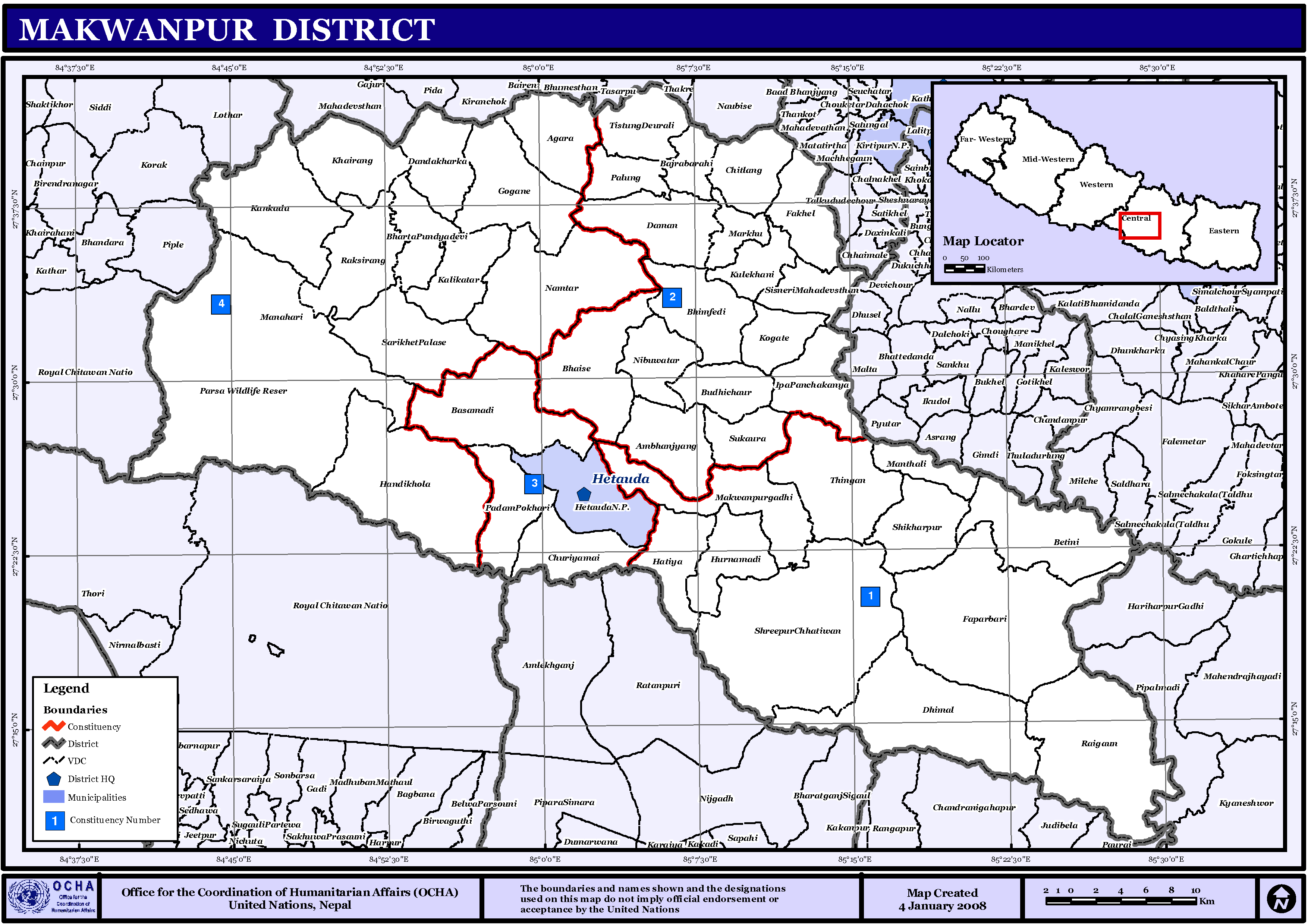
Makwanpur

Ainselu Kharka,
Arkhale,
Badahare,
Badka Diyale,
Bahunidanda,
Bakachol,
Baksila,
Bamrang,
Barahapokhari,
Baspani,
Batase,
Bijaya Kharka,
Buipa,
Chhitapokhari,
Chhorambu,
Chipring,
Chisapani,
Chyandada,
Chyasmitar,
Damarkhu Shivalaya,
Dandagaun,
Devisthan,
Dharapani,
Dhitung,
Dikuwa,
Diplung,
Dipsung,
Dorpachiuridada,
Dumekoldada,
Dumre Dharapani,
Durchhim,
Ghitung,
Hauchaur,
Indrayani Pokhari,
Jalapa,
Jyamire,
Kahalle,
Kaule,
Kharmi,
Kharpa,
Khartamchha,
Khidima,
Khotang Bazar,
Kubinde,
Laphyang,
Lamidanda,
Lichki Ramche,
Linkuwa Pokhari,
Magpa,
Mahadevasthan,
Mangaltar,
Mattim Birta,
Mauwabote,
Nerpa,
Nirmalidanda,
Nunthala,
Patheka,
Pauwasera,
Phaktang,
Phedi,
Rajapani,
Rakha Bangdel,
Rakha Dipsung,
Ratancha Majhagau,
Ribdung Jaleshwari,
Ribdung Maheshwari,
Salle,
Santeswor Chhitapokhari,
Sapteshwar,
Saunechaur,
Sawakatahare,
Simpani,
Sungdel,
Suntale,
Tempa,
Woplukha,
Wopung,
Yamkhya
- Lalitpur
- Lamjung
- Mahottari
- Makwanpur

### Lalitpur
Ashrang, Badikhel, Bhardev, Bhattedanda, Bisankhunarayan, Bukhel, Bungamati, Chandanpur, Chapagaun, Chaughare, Chhampi, Dalchoki, Devichaur, Dhapakhel, Ghusel, Dukuchhap, Durlung, Gimdi, Godamchaur, Godawari, Gotikhel, Harisiddhi, Ikudol, Imadol, Jharuwarasi, Kaleshwar, Khokana, Lalitpur (Munizipalität), Lamatar, Lele, Lubhu, Malta, Manikhel, Nallu, Pyutar, Sainbu, Sankhu, Siddhipur, Sunakothi, Thaiba, Thecho, Thuladurlung, Tikathali

### Lamjung
Archalbot, Bahundanda, Bajhakhet, Balungpani, Bangre, Bansar, Besisahar, Bhalayakharka, Bharte, Bhoje, Bhorletar, Bhoteodar, Bhujung, Bhulbhule, Bichaur, Chakratirtha, Chandisthan, Chandreshwar, Chiti, Dhamilikuwa, Dhodeni, Dhuseni, Dudhpokhari, Duradanda, Phaleni, Gaunda, Gaunsahar, Ghanpokhara, Ghermu, Gilung, Hiletaksar, Ilampokhari, Isaneshwar, Jita, Karapu, Khudi, Kolki, Kunchha, Maling, Mohoriyakot, Nalma, Nauthar, Neta, Pachok, Parewadanda, Pasagaun, Purankot, Pyarjung, Ramgha, Samibhanjyang, Sri Manjyang, Simpani, Sindure, Sundarbazar, Suryapal, Taghring, Tandrang, Tarku, Tarkughat, Udipur, Uttarkanya

### Mahottari
Anakar, Aurahi, Bagada, Bagiya Banchauri, Bairgiya Lakshminiya, Balawa, Banauli Donauli, Banauta, Bardibas, Basabitti, Bathnaha, Belgachhi, Bharatpur, Bhatauliya, Bijayalpura, Bramarpura, Damhimaid, Dhamaura, Dharmapur, Dhirapur, Ekadarabela, Ekarahiya, Etaharwakatti, Gaidaha Bhelpur, Gaurivas, Gaushala, Gonarpura, Halkhori, Hariharpur Harinagari, Hathilet, Hatisarwa, Jaleshwar (Munizipalität), Khairbanni, Khaya Mara, Khopi, Khuttapipradhi, Kisannagar, Kolhusa Bagaiya, Laksminiya, Loharpatti, Mahadaiyatapanpur, Mahottari, Maisthan, Majhora Bishnupur, Manara, Matihani, Meghanath Gorhanna, Nainhi, Nigauli, Padaul, Parsa Pateli, Parsadewadh, Pashupatinagar, Pigauna, Pipra, Phulahatta Parikauli, Phulakaha, Pokharibhinda Samgrampur, Raghunathpur, Ramgopalpur, Ramnagar, Ratauli, Sahasaula, Sahorawa, Samdha, Sarpallo, Shamsi, Sripur, Simardahi, Singyahi, Sisawakataiya, Sonama, Sonamar, Sonaum, Suga Bhawani, Sundarpur, Vangaha

### Makwanpur
Ambhanjyang, Bajrabarahi, Basamadi, Betini, Bhaise, Bharta Pundyadevi, Bhimphedi, Budhichaur, Chhatiwan, Chitlang, Churiyamai, Daman, Dandakharka, Dhimal, Gogane, Handikhola, Hatiya, Hetauda (Munizipalität), Hurnamadi, Ipa Panchakanya, Kalikatar, Kankada, Khairang, Kogate, Kulekhani, Makwanpurgadhi, Manahari, Manthali, Markhu, Marta Punchedevi, Namtar, Nibuwatar, Padma Pokhari, Palung, Phakhel, Phaparbadi, Raigaun, Raksirang, Sarikhet Palase, Shikharpur, Sripur Chhatiwan, Sisneri Mahadevsthan, Sukaura, Thingan, Tistung Deurali

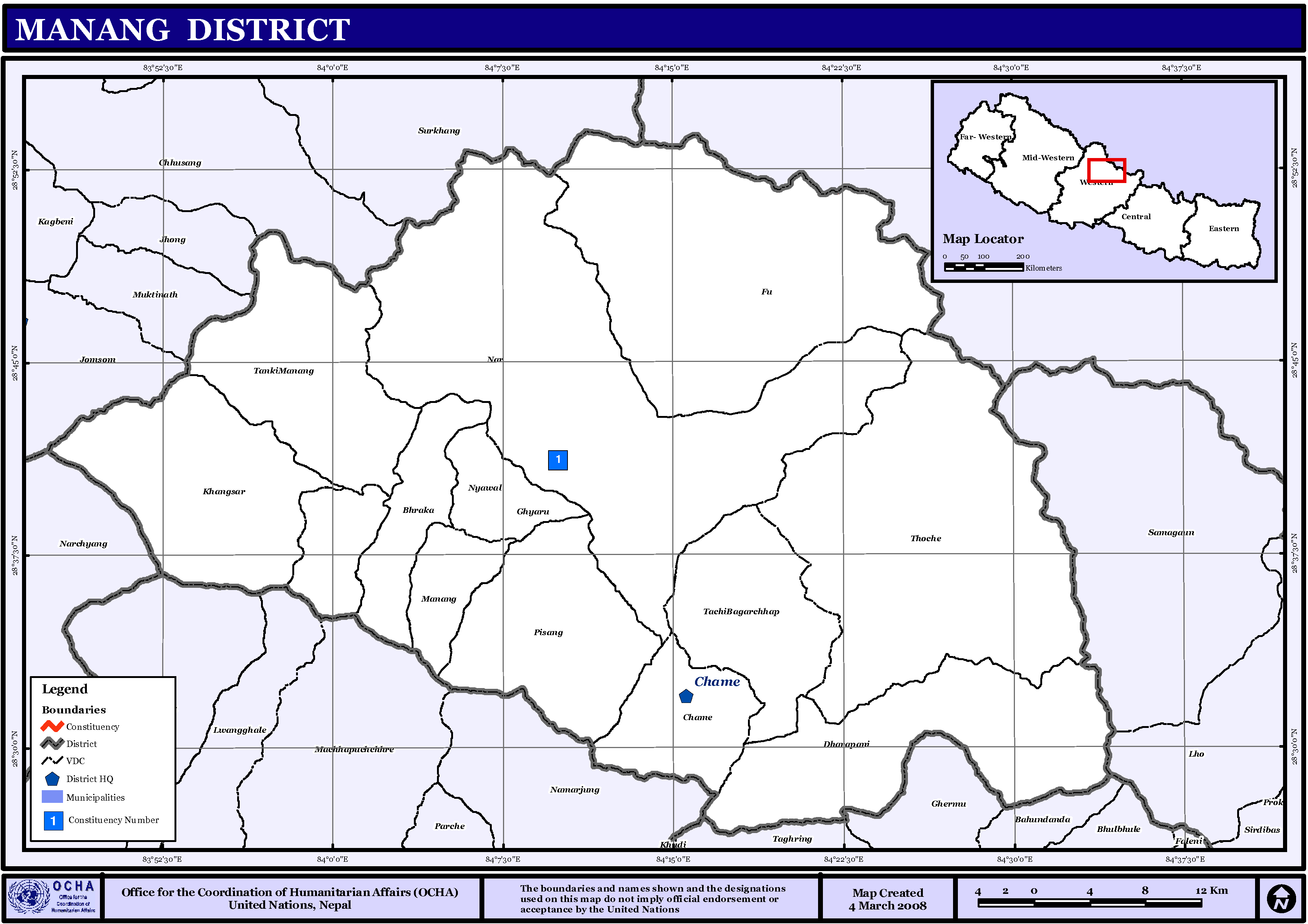
Manang
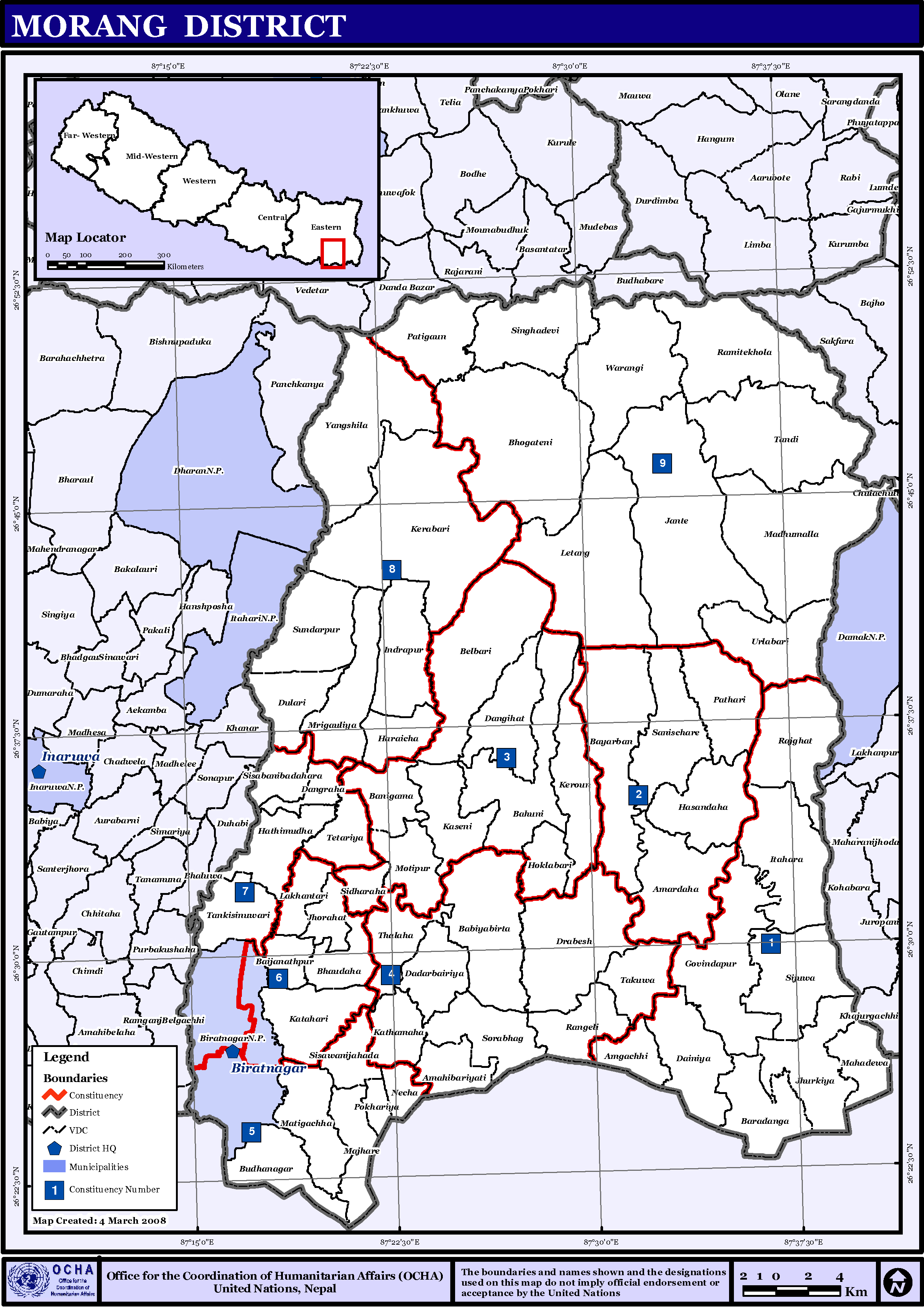
Morang
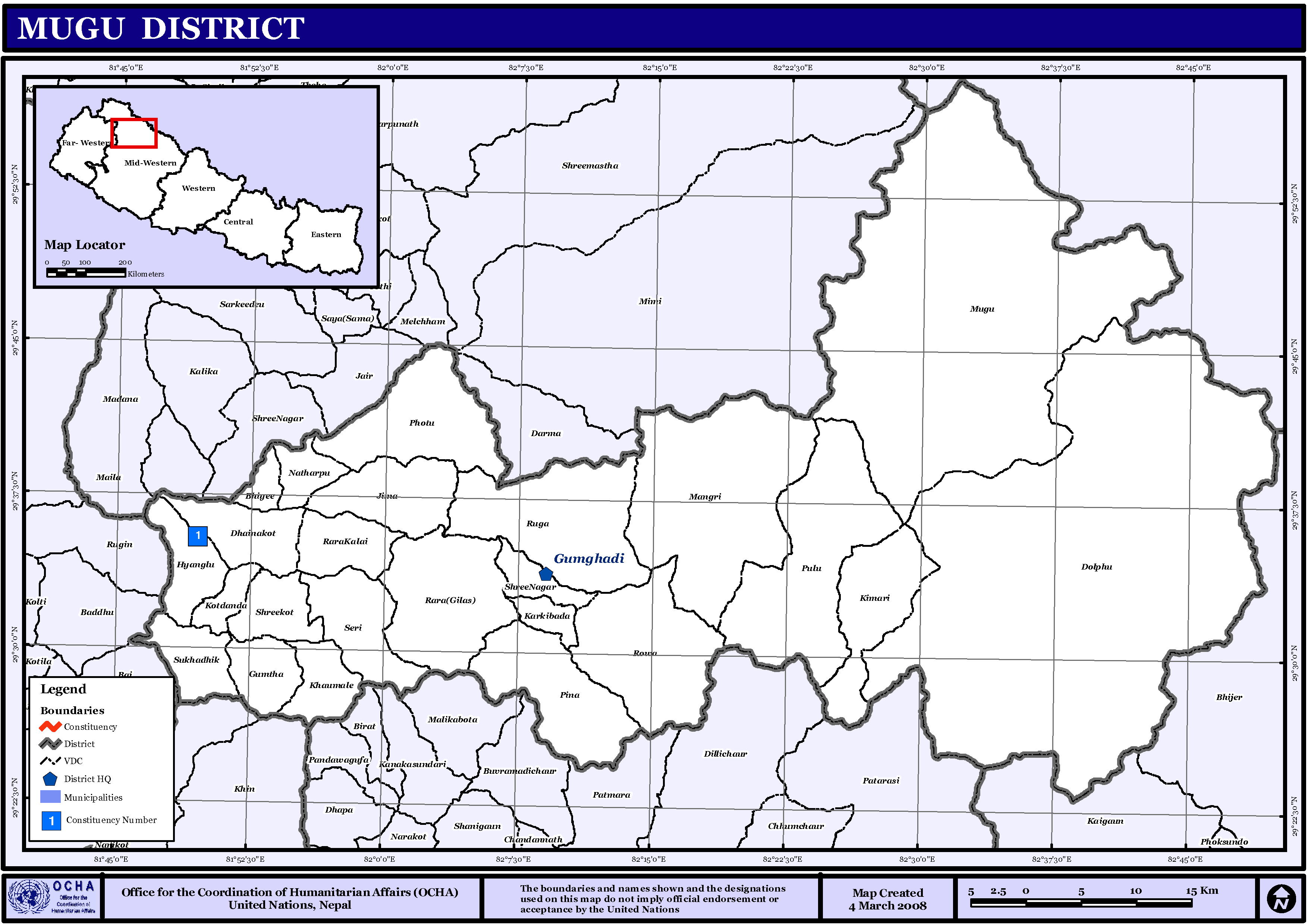
Mugu
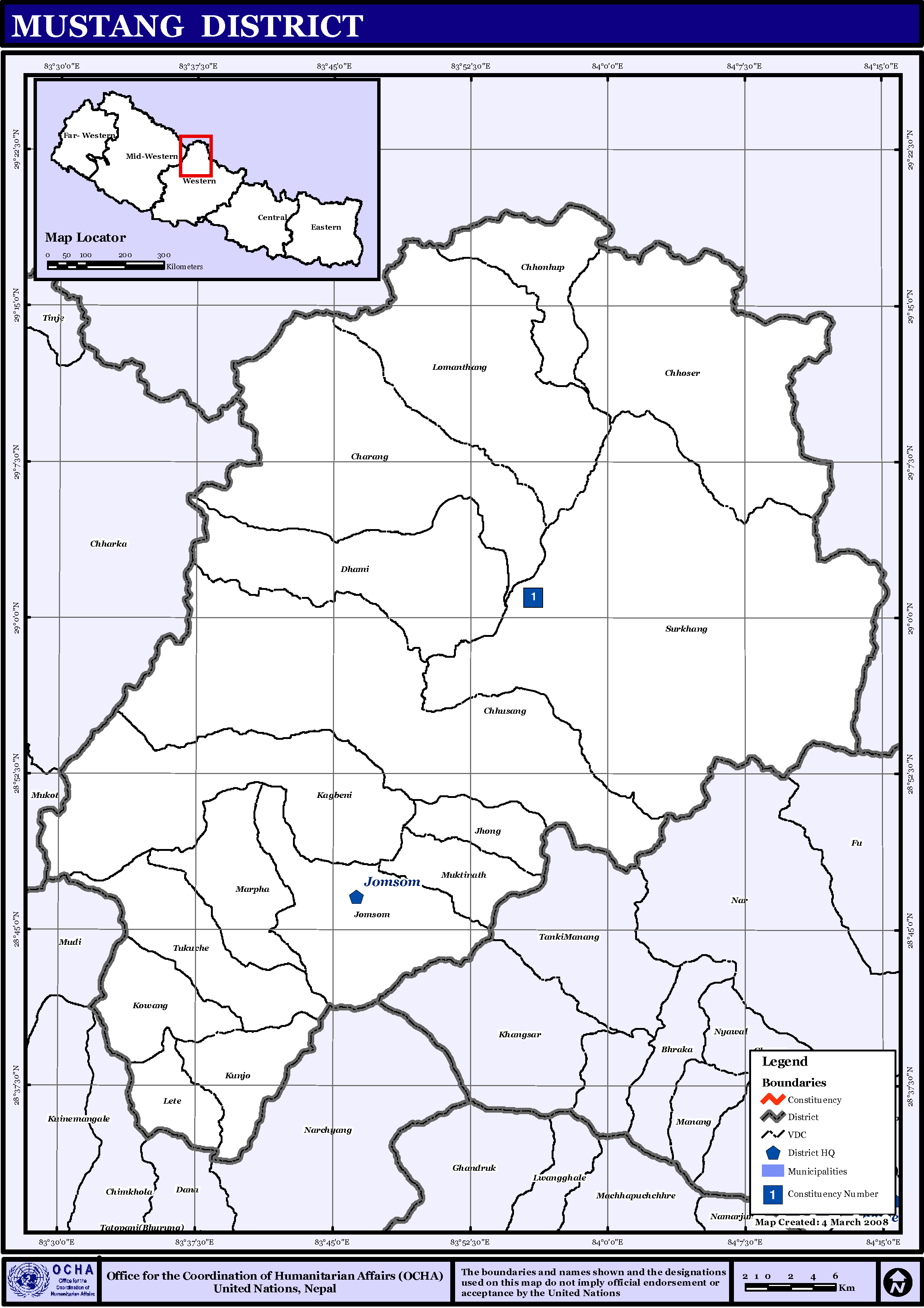
Mustang

### Manang
Bhraka, Chame, Dharapani, Ghyaru, Khangshar, Manang, Nar, Nyawal, Phu, Pisang, Tachi Bagarchhap, Tanki Manang, Thoche

### Morang
Amaibariyati, Amardaha, Amgachhi, Babiya Birta, Bahuni, Bairban, Banigama, Baradanga, Bayarban, Belbari, Bhaudaha, Bhogateni, Biratnagar (Munizipalität), Budhanagar, Dainiya, Dangihat, Dangraha, Darbairiya, Drabesh, Dulari, Govindapur, Haraicha, Hasandaha, Hathimudha, Hoklabari, Indrapur, Itahara, Jante, Jhapa Baijanathpur, Jhorahat, Jhurkiya, Kadamaha, Kaseni, Katahari, Kathamaha, Kerabari, Keraun, Lakhantari, Letang, Madhumalla, Mahadeva, Majhare, Matigachha, Motipur, Salakpur, Necha, Pathari, Patigaun, Pokhariya, Rajghat, Ramailo Ramite Khola, Rangeli, Sanischare, Sidharaha, Sijuwa, Sinhadevi Sombare, Sisabanibadahara, Sisawanijahada, Sorabhaj, Sundarpur, Takuwa, Tandi, Tankisinuwari, Tetariya, Thalaha, Urlabari, Warangi, Yangshila

### Mugu
Bhiyi, Dhainakot, Dolphu, Ghaina, Gumtha, Hyanglung, Jima, Kale, Karkibada, Kimari, Kotdanda, Mangri, Mihi, Mugu, Natharpu, Photu, Pina, Pulu, Rara, Rara Kalai, Rowa, Ruga, Rumale, Seri, Sri Kot, Sri Nagar, Sukhadhik

### Mustang
Charang, Chhonhup, Chhoser, Chhusang, Dhami, Jhong, Jomsom, Kagbeni, Kowang, Kunjo, Lete, Lo Manthang, Marpha, Muktinath, Surkhang, Tukuche

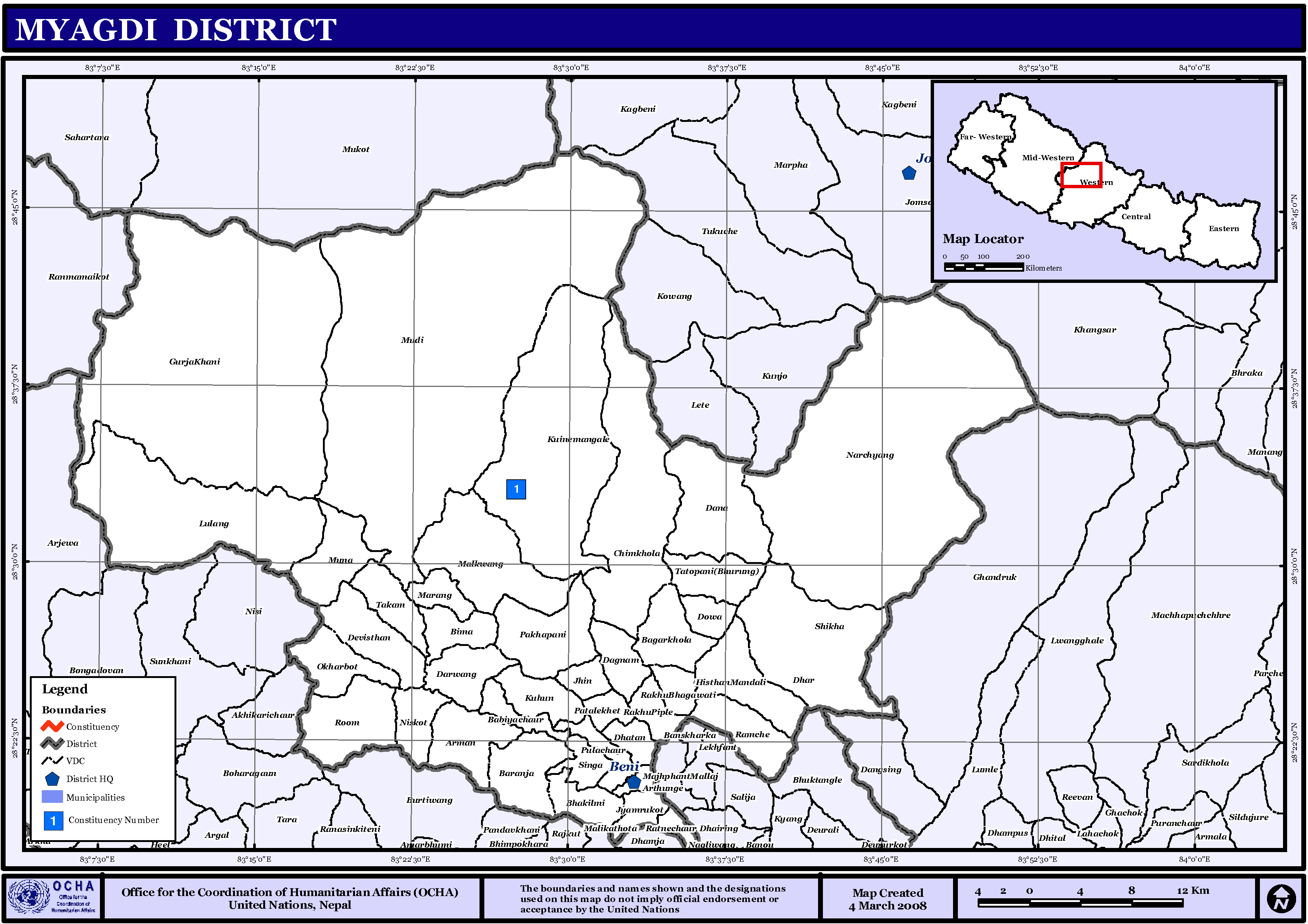
Myagdi
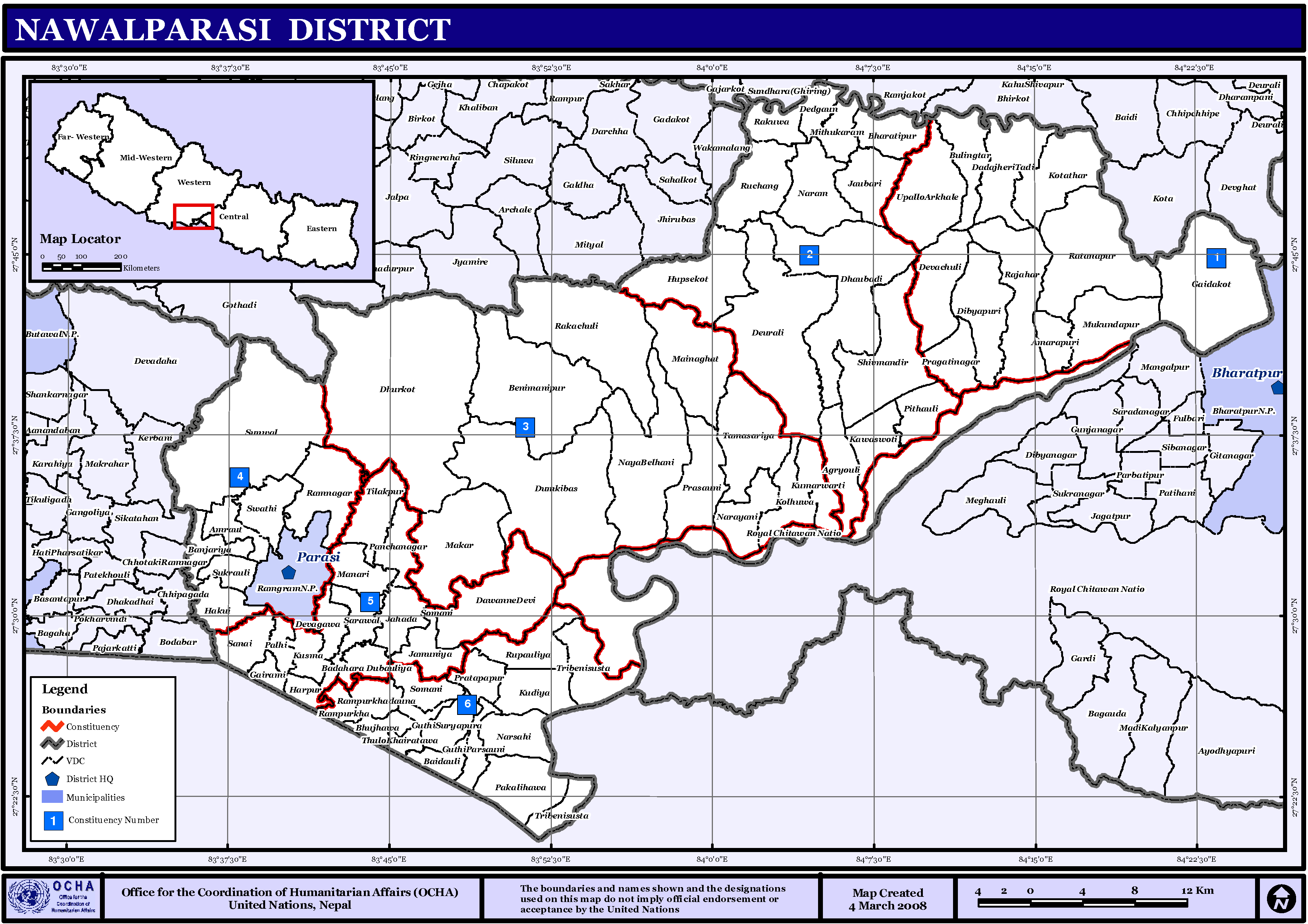
Nawalparasi
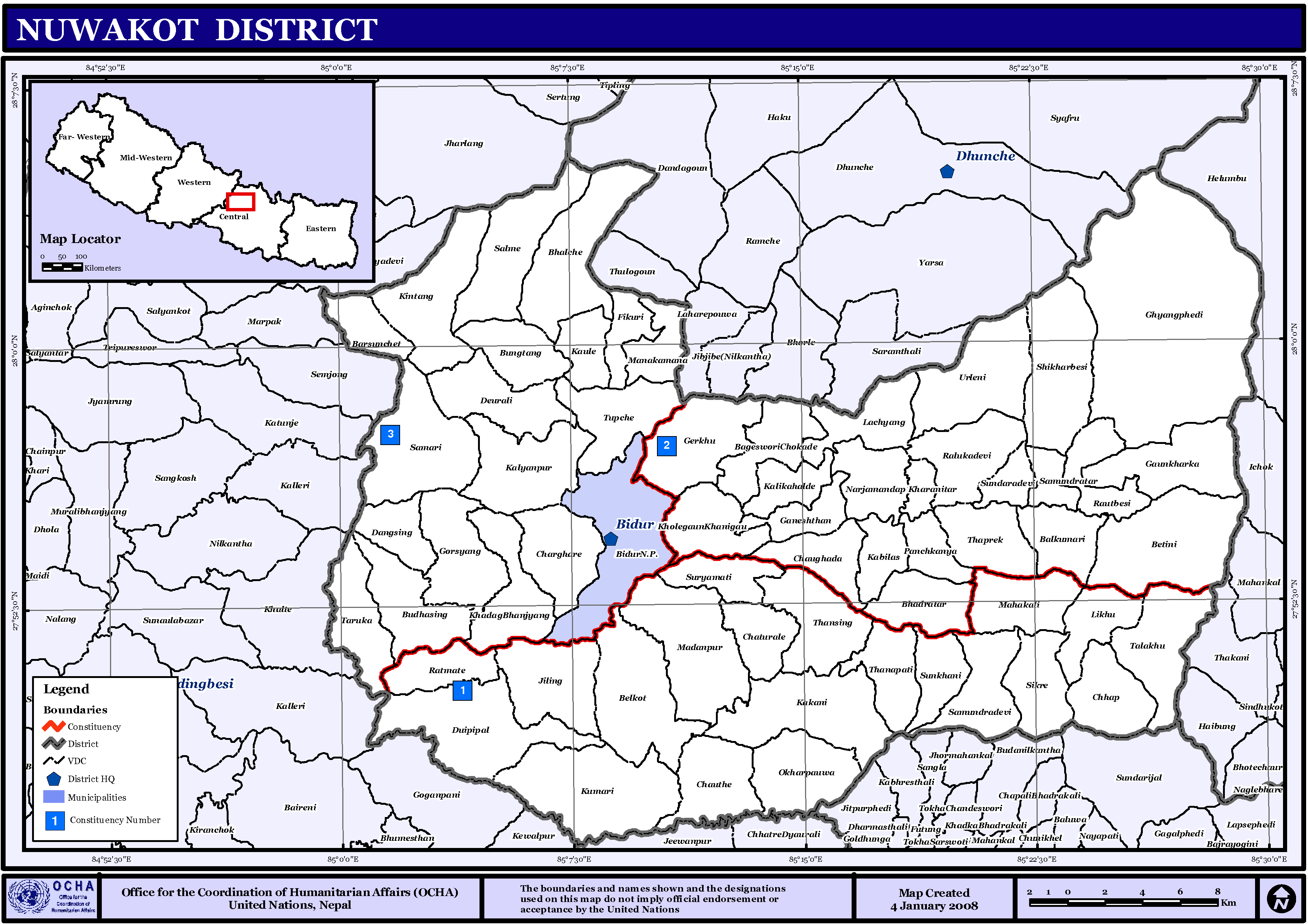
Nuwakot
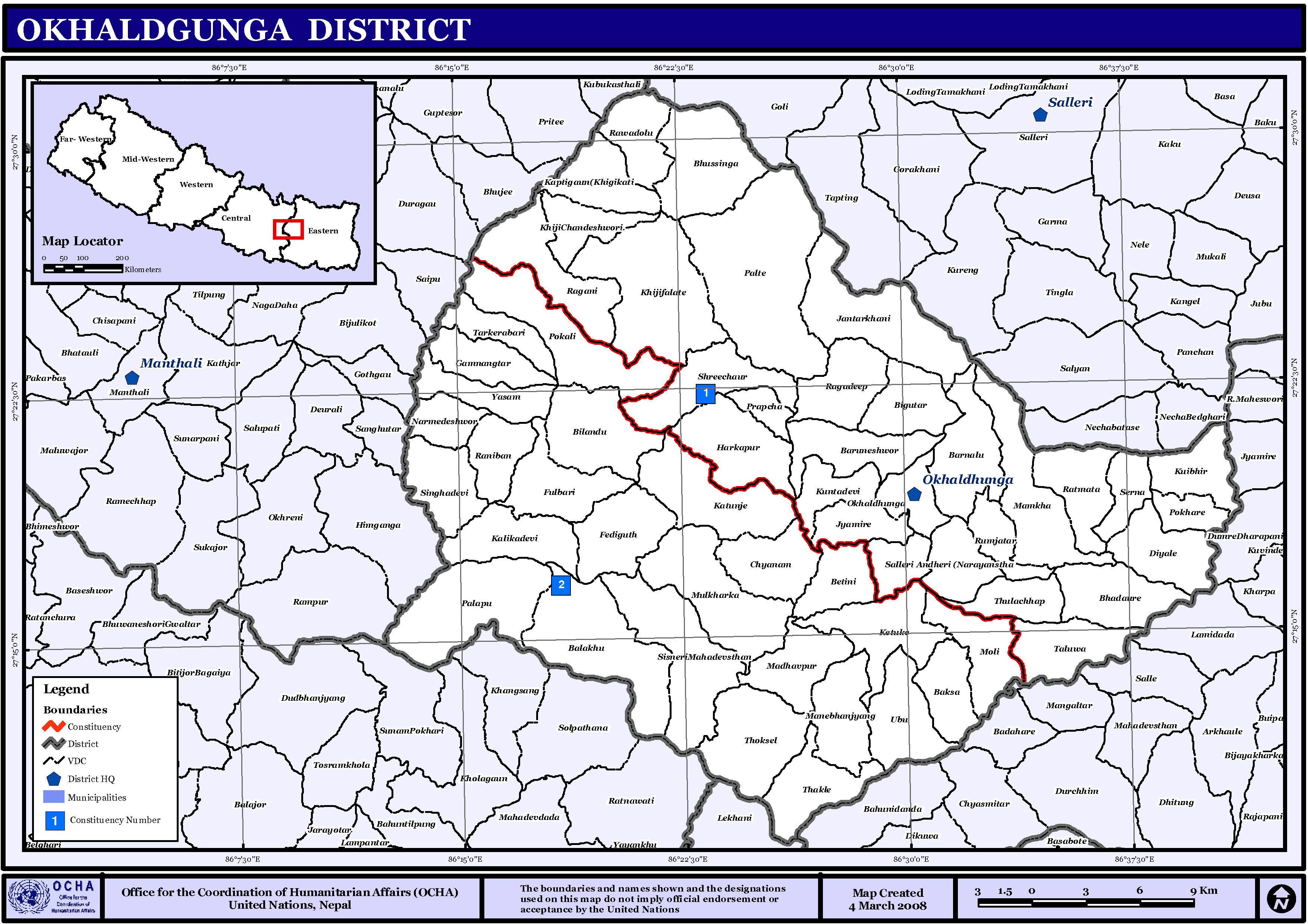
Okhaldhunga

### Myagdi
Arman, Arthunge, Babiyachaur, Baranja, Begkhola, Bhakilmi, Bima, Chimkhola, Dagnam, Dana, Darwang, Devisthan, Dhatan, Dowa, Gurja Khani, Histhan Mandali, Jhin, Jyamrukot, Kuhunkot, Kuinemangale, Lulang, Malkwang, Marang, Mudi, Muna, Narchyang, Niskot, Okharbot, Pakhapani, Patlekhet, Pulachaur, Rakhu Bhagwati, Rakhupiple, Ramche, Ratnechaur, Rumaga, Shikha, Singa, Takam, Tatopani

### Nawalparasi
Agryauli, Amarapuri, Amraut, Badahara Dubauliya, Baidauli, Banjariya, Benimanipur, Bharatipur, Bhujhawa, Bulingtar, Dadajheri Tadi, Dawanne Devi, Dedgaun, Deurali, Devachuli, Devagawa, Dhobadi, Dhurkot, Dibyapuri, Dumkibas, Gaidakot, Gairami, Guthi Parsauni, Guthisuryapura, Hakui, Harpur, Humsekot, Jahada, Jamuniya, Jamuwad, Jaubari, Kawashwati, Kolhuwa, Kotathar, Kudiya, Kumarwarti, Kusma, Mainaghat, Makar, Manari, Manjhariya, Mithukaram, Mukundapur, Naram, Narsahi, Naya Belhani, Pakalihawa, Palhi, Panchanagar, Parasi, Parsauni, Pithauli, Pragatinagar, Pratappur, Rajahar, Rakachuli, Rakuwa, Ramgram (Munizipalität), Ramnagar, Rampur Khadauna, Rampurwa, Ratnapur, Ruchang, Rupauliya, Sanai, Sarawal, Shivamandir, Somani, Sukrauli, Sunwal, Suryapura, Swathi, Tamasariya, Thulo Khairatawa, Tilakpur, Tribenisusta, Upallo Arkhale

### Nuwakot
Bageshwari Chokade,
Balkumari,
Barsunchet,
Belkot,
Beteni,
Bhadratar,
Bhalche,
Bidur (Munizipalität),
Budhasing,
Bungtang,
Charghare,
Chaturale,
Chaughada,
Chauthe,
Chhap,
Dangsing,
Deurali,
Dhyangphedi,
Duipipal,
Ganeshthan,
Gaunkharka,
Gerkhu,
Ghyangphedi,
Gorsyang,
Jiling,
Kakani,
Kalibas,
Kalikahalde,
Kalyanpur,
Kaule,
Khadag Bhanjyang,
Kharanitar,
Kholegaun Khanigaun,
Kintang,
Kumari,
Lachyang,
Likhu,
Madanpur,
Mahakali,
Manakamana,
Narjamandap,
Okharpauwa,
Panchkanya,
Phikuri,
Ralukadevi,
Ratmate,
Rautbesi,
Salme,
Samari,
Samundradevi,
Samundratar,
Shikharbesi,
Sikre,
Sundaradevi,
Sunkhani,
Suryamati,
Talakhu,
Taruka,
Thanapati,
Thansing,
Thaprek,
Tupche,
Urleni

### Okhaldhunga

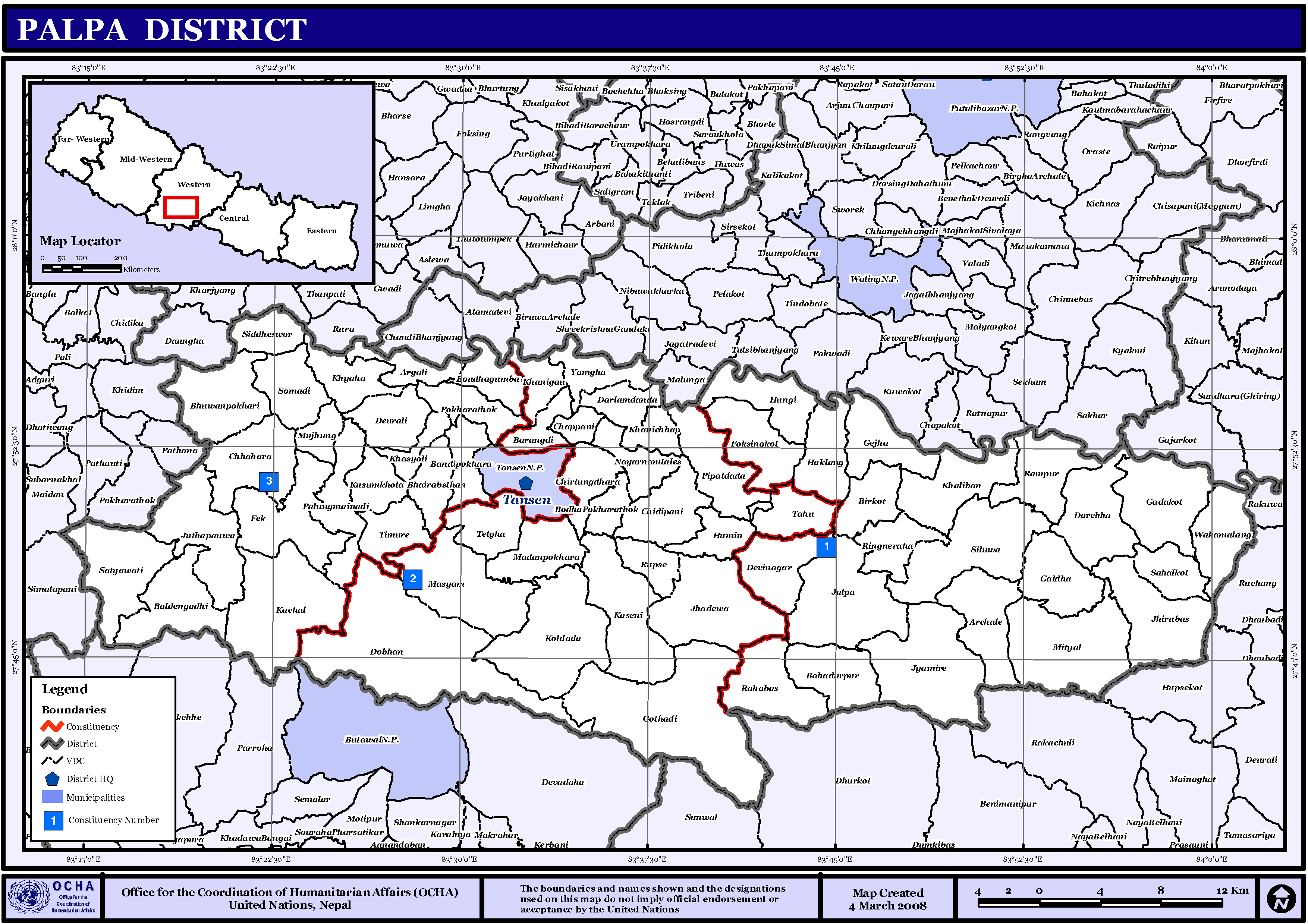
Palpa
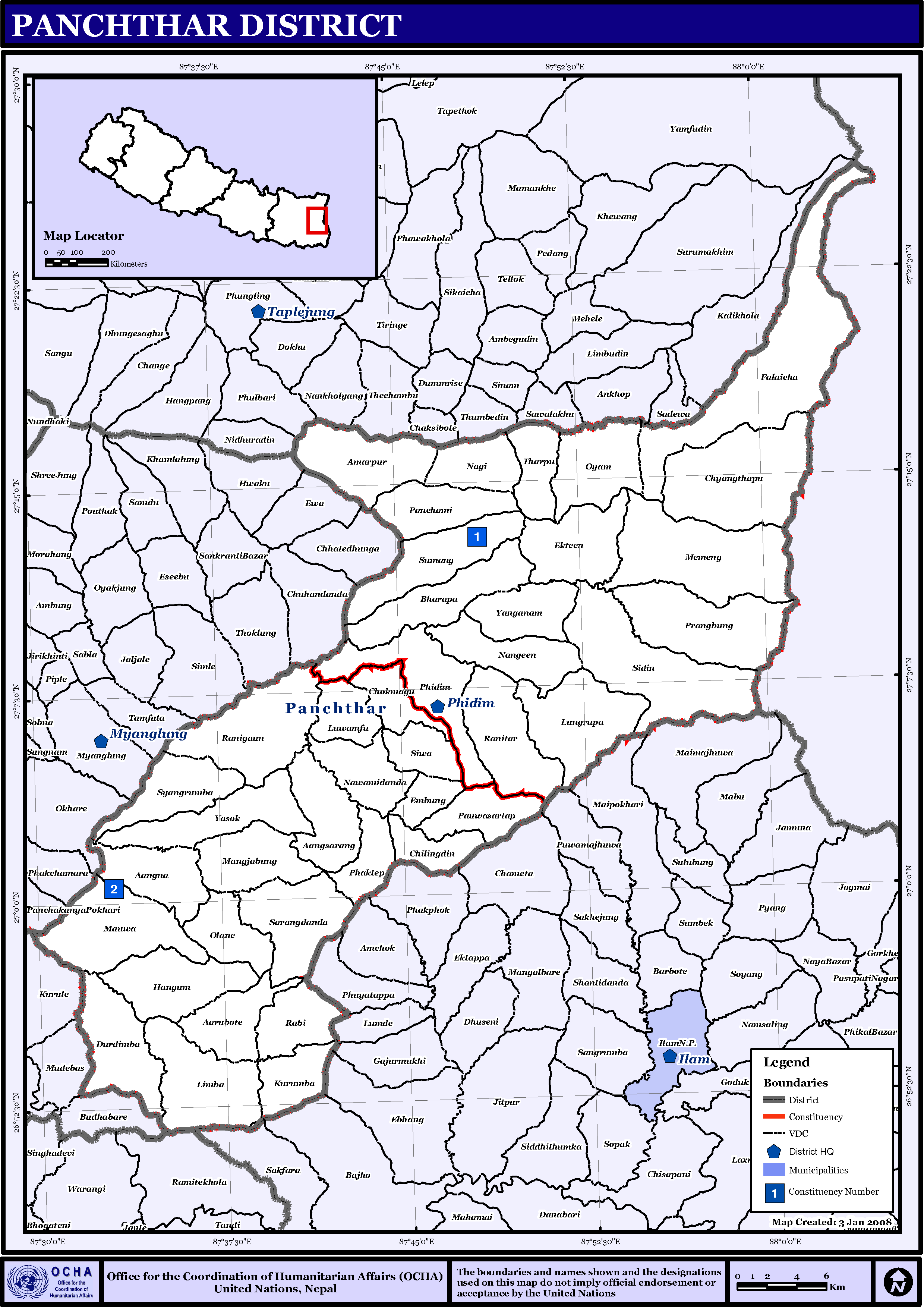
Panchthar
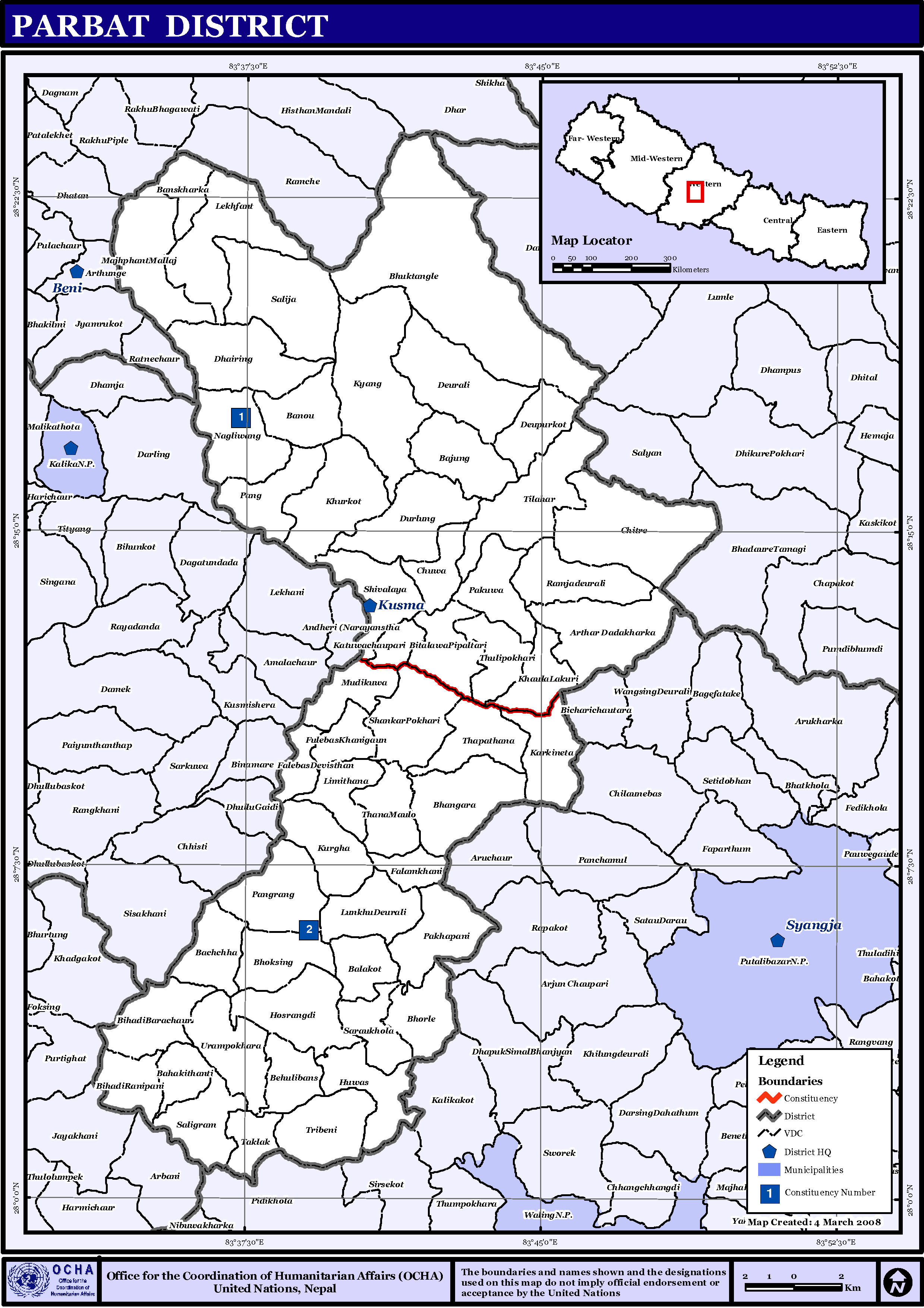
Parbat
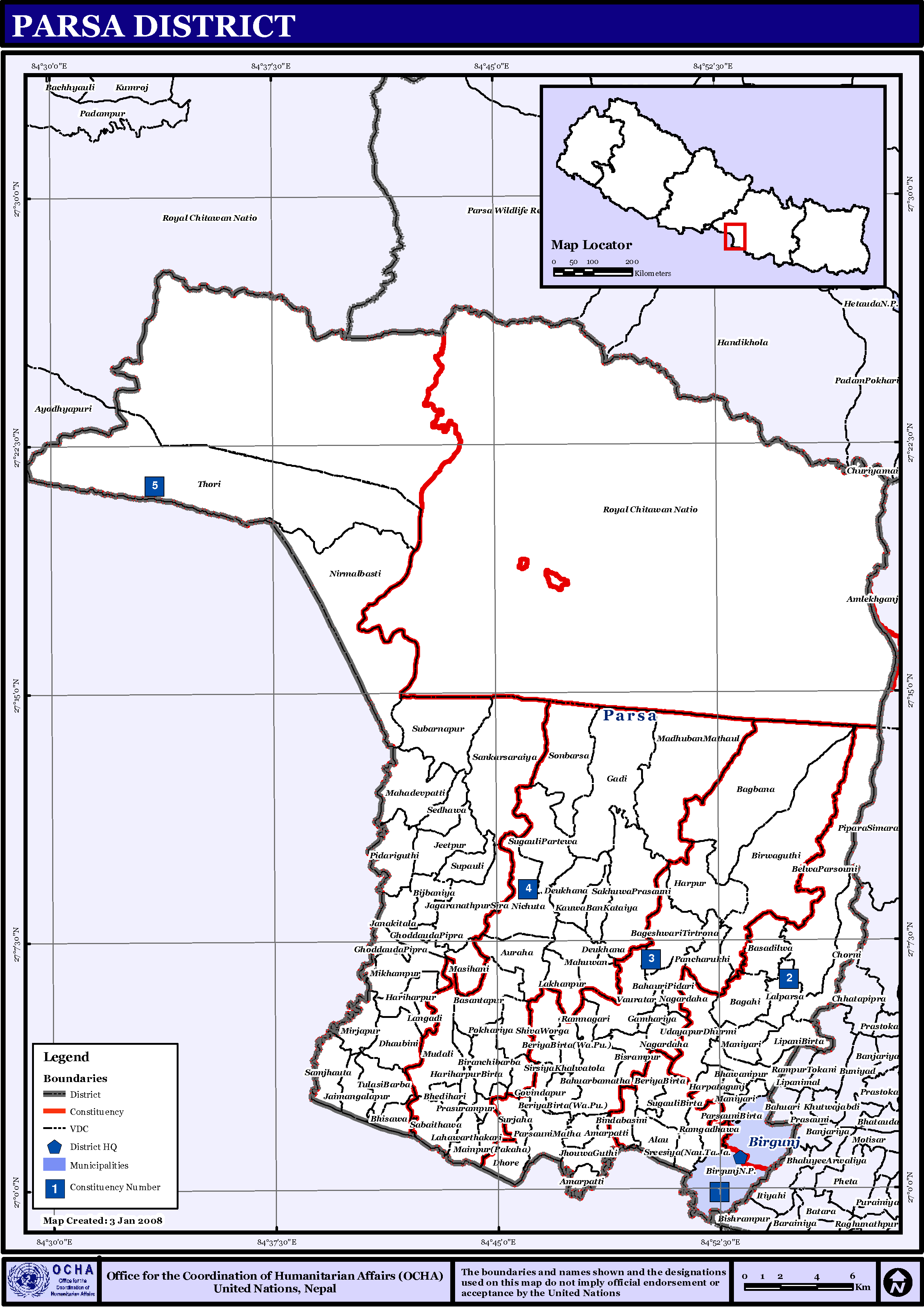
Parsa

Andhari -
Baksa -
Balakhu -
Baraneshwar -
Barnalu -
Betini -
Bhadaure -
Bhussinga -
Bigutar -
Bilandu -
Chyanam -
Diyale -
Gamnangtar -
Harkapur -
Jantarkhani -
Jyamire -
Kalikadevi -
Kaptigaun -
Katunje -
Ketuke -
Khiji Chandeshwari -
Khijiphalate -
Kuibhir -
Kuntadevi -
Madhavpur -
Mamkha -
Manebhanjyang -
Moli -
Mulkharka -
Narmedeshwar -
Okhaldhunga -
Palapu -
Patle -
Phediguth -
Phulbari -
Pokhare -
Pokli -
Prapchan -
Ragani -
Rajadip -
Raniban -
Ratmata -
Rawadolu -
Rumjatar -
Salleri -
Serna -
Srichaur -
Singhadevi -
Sisneri -
Taluwa -
Tarkerabari -
Thakle -
Thoksela -
Thulachhap -
Ubu -
Vadaure -
Yasam
- Palpa
- Panchthar
- Parbat
- Parsa

### Palpa
Archale, Argali, Bahadurpur, Baldengadhi, Bandi Pokhara, Barandi,
Bhairabsthan, Bhuwan Pokhari, Birkot, Bodhapokharathok, Boudhagumba, Chappani, Chhahara, Chidipani, Chirtungdhara, Darchha, Darlamdanda, Deurali, Devinagar, Dobhan, Gadakot, Galgha, Gegha, Gothadi, Haklang, Humin, Hungi, Jalpa, Jhadewa, Jhirubas, Juthapauwa, Jyamire, Kachal, Kaseni, Khaliban, Khaniban, Khanichhap, Khanigau, Khasyoli, Khyaha, Koldada, Kusumkhola, Madanpokhara, Mainadi, Masyam, Mityal, Mujhung, Narayanmatales, Palung Mainadi, Phek, Phoksingkot, Pipaldada, Pokharathok, Rahabas, Rampur, Ringneraha, Rupse, Sahalkot, Satyawati, Siddheshwor, Siluwa, Somadi, Tansen (Munizipalität), Tahu, Telgha, Thu, Timurekha, Walamalang, Yangha

### Panchthar
Aangna, Aangsarang, Aarubote, Ambarpur, Bharpa, Chilingdin, Chokmagu, Chyangthapu, Durdimba, Ektin, Embung, Hangum, Khandrung, Khunga, Kurumba, Lalikharka, Limba, Lungrupa, Luwamphu, Mangjabung, Mauwa, Memeng, Nagi, Nangin, Nawamidanda, Olane, Oyam, Panchami, Parangbung, Pauwa Sartap, Phaktep, Phalaicha, Phidim, Prangbung, Rabi, Ranigaun, Ranitar, Salleri, Sarangdanda, Sidin, Siwa, Sumang, Syangrumba, Tharpu, Yangnam, Yasok

### Parbat
Arthar Dadakharka, Bachchha, Bahaki Thanti, Bajung, Balakot, Banau, Baskharka, Behulibans, Bhangara, Bhoksing, Bhorle, Bhuk Deurali, Bhuktangle, Bihadi Barachaur, Bihadi Ranipani, Bitalawa Pipaltari, Chitre, Chuwa, Deupurkot, Deurali, Devisthan, Dhairing, Durlung, Hosrangdi, Huwas, Karkineta, Katuwa Chaupari, Khola Lakuri, Khurkot, Kurgha, Kyang, Lekhphant, Limithana, Lunkhu Deurali, Mallaj Majhphant, Mudikuwa, Nagliwang, Pakhapani, Pakuwa, Pang, Pangrang, Phalamkhani, Phalebas Devisthan, Phalebas Khanigaun, Ramja Deurali, Saligram, Salija, Saraukhola, Shankar Pokhari, Shivalaya, Taklak, Tanglekot, Thana Maulo, Thapathana, Thuli Pokhari, Tilahar, Tribeni, Urampokhara

### Parsa
Alau, Amarpatti, Auraha, Bagahi, Bagbana, Bageshwari, Bahauri Pidari, Bahurbamatha, Basadilwa, Basantpur, Belwa Parsauni, Beriya Birta, Bhawanipur, Bhedihari, Bhisawa, Bijbaniya, Bindyabasini, Biranchibarba, Birganj (Munizipalität), Biruwa Guthi, Bisrampur, Charani, Deukhana, Dhaubini, Gadi, Gamhariya, Ghoddauda Pipra, Ghore, Govindapur, Hariharpur, Hariharpur Birta, Harpataganj, Harpur, Jagarnathpur Sira, Jaimanglapur, Janikatala, Jitpur, Jhauwa Guthi, Jitpur, Kauwa Ban Kataiya, Lahawarthakari, Lakhanpur, Lal Parsa, Langadi, Lipani Birta, Madhuban Mathaul, Mahadevpatti, Mahuwan, Mainiyari, Mainpur, Mikhampur, Mirjapur, Mosihani, Mudali, Nagardaha, Nirchuta, Nirmal Basti, Pancharukhi, Parsauni Birta, Parsauni Matha, Patbari Tola-Warwa, Paterwa Sugauli, Pidariguthi, Pokhariya, Prasurampur, Ramgadhawa, Ramnagari, Sabaithawa, Sakhuwa Prasauni, Samjhauta, Sankar Saraiya, Sapauli, Sedhawa, Shiva Worga, Sirsiya Khalwatola, Sonbarsa, Srisiya, Subarnapur, Sugauli Birta, Sugauli Partewa, Surjaha, Thori, Tulsi Barba, Udaypur Dhursi, Vauratar

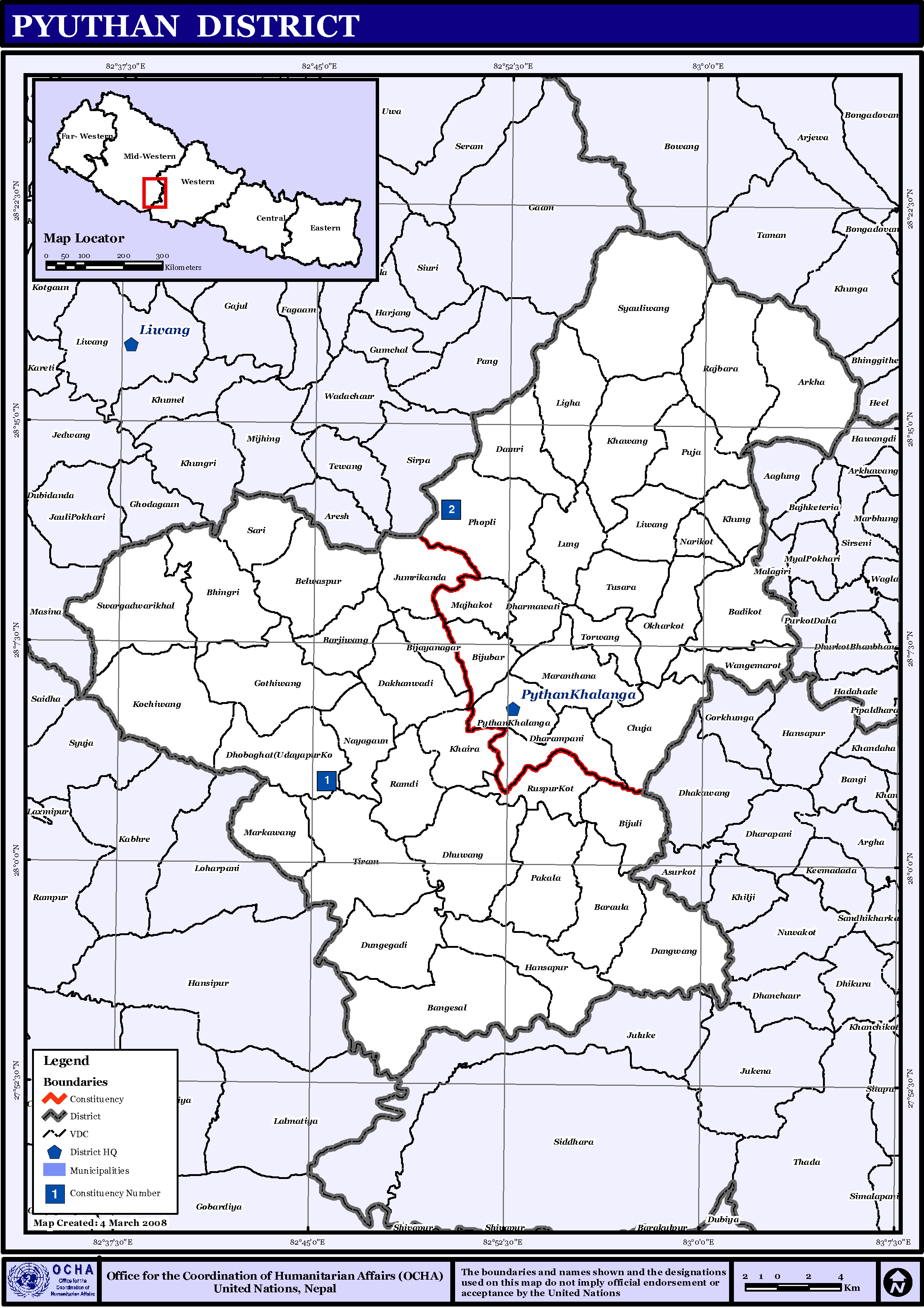
Pyuthan
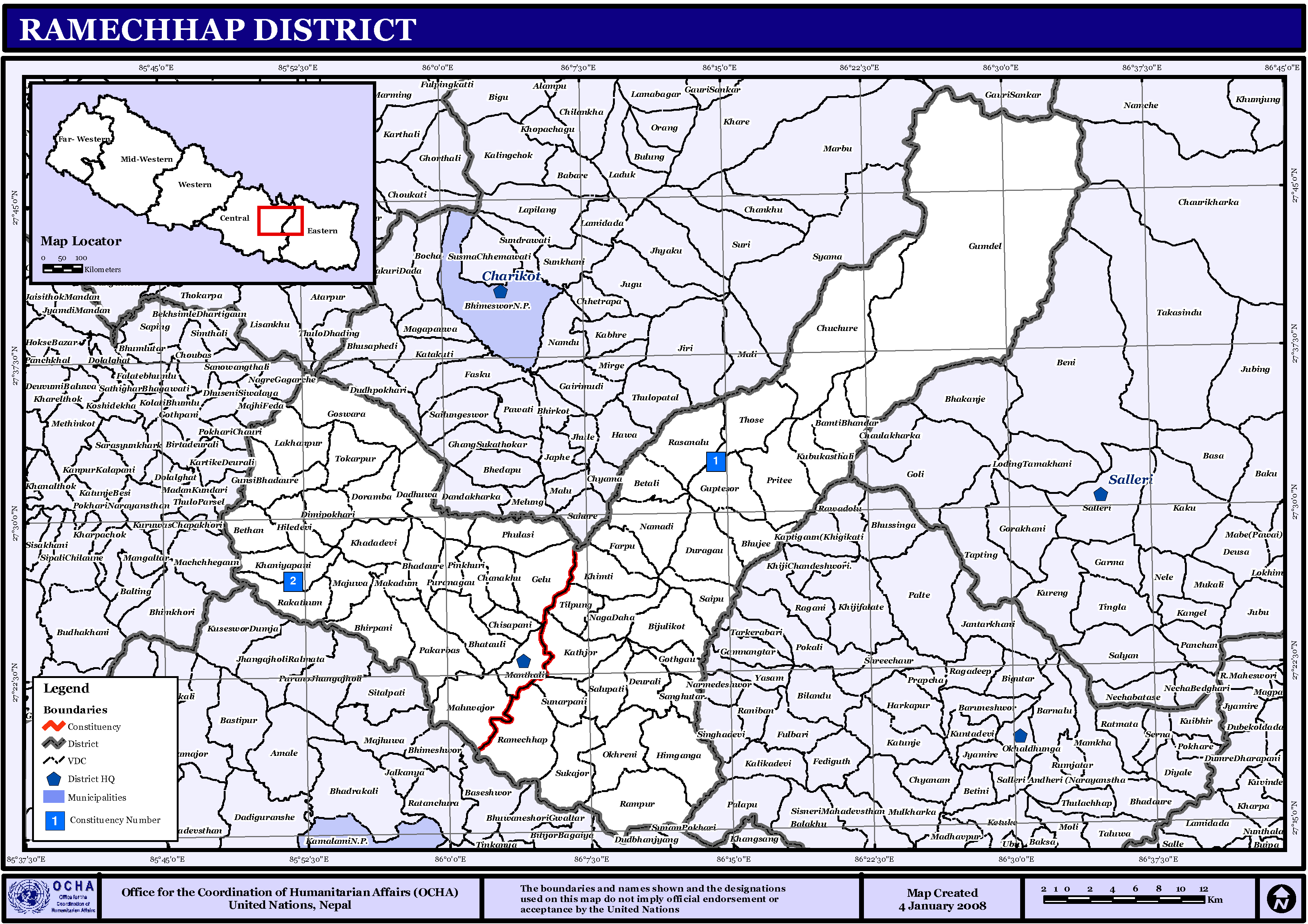
Ramechhap
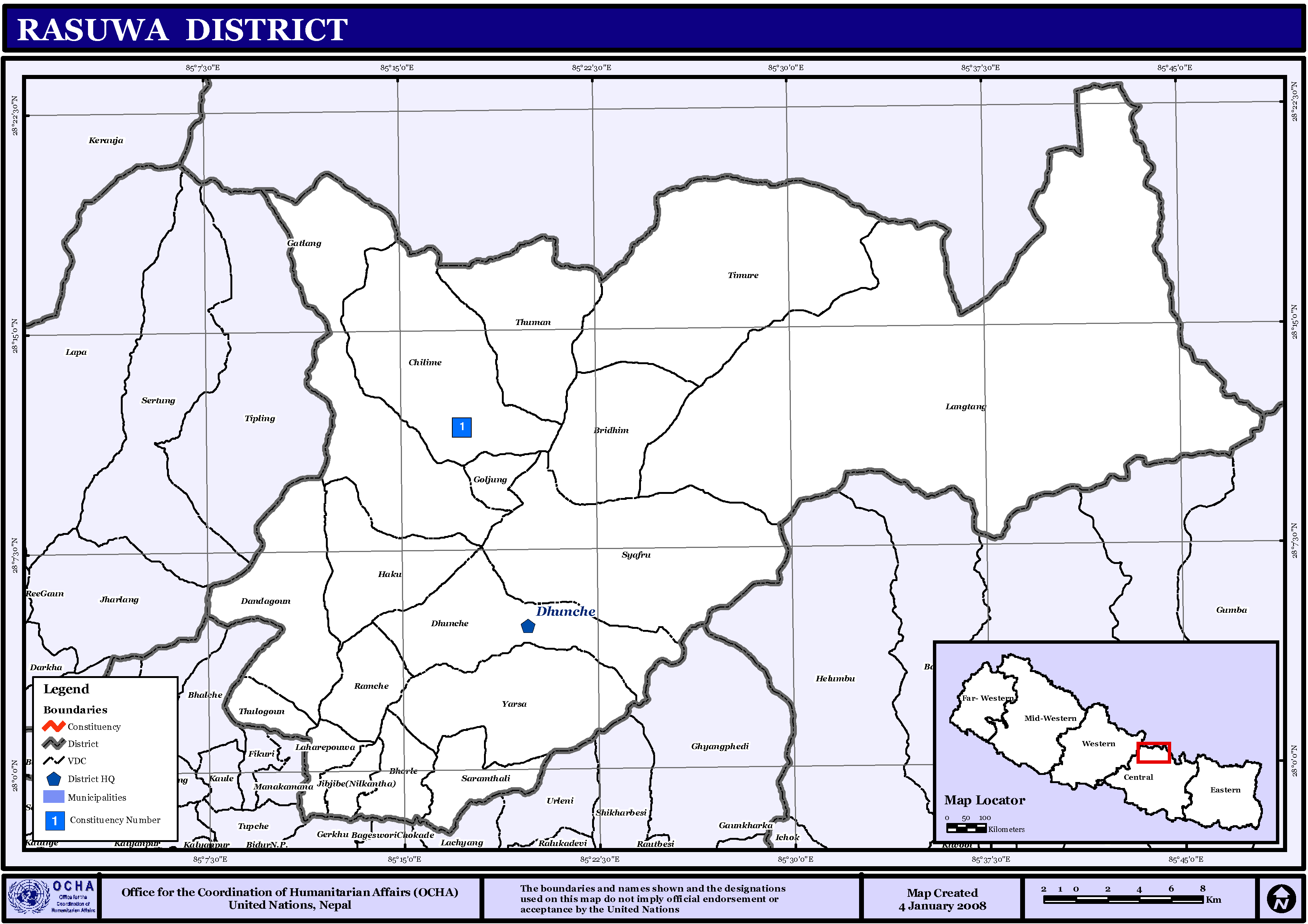
Rasuwa
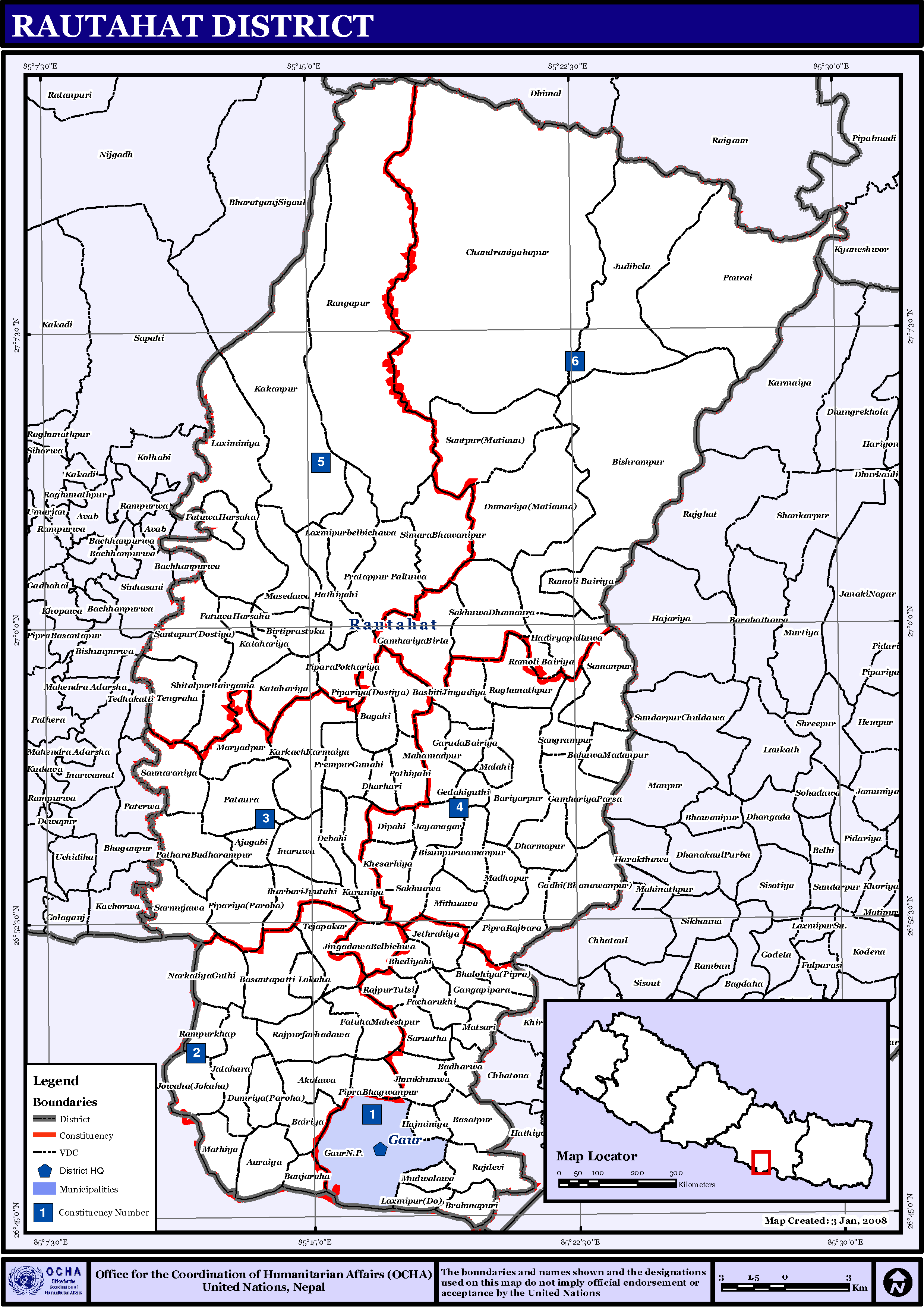
Rautahat

### Pyuthan
Arkha,
Badikot,
Bangemarkot,
Bangesal,
Baraula,
Barjibang,
Belbas,
Bhingri,
Bijaya Nagar,
Bijuwar,
Bijuli,
Chuja,
Dakhanwadi,
Damri,
Dangbang,
Dharamawati,
Dharampani,
Dhobaghat
Dhubang,
Dungegadi,
Gothibang,
Hansapur,
Jumrikanda,
Khaira,
Khabang,
Khung,
Kochibang,
Ligha,
Libang,
Lung,
Majhakot,
Maranthana,
Markabang,
Narikot,
Naya Gaun,
Okharkot,
Pakala,
Phopli,
Puja,
Pythan,
Rajbara,
Ramdi,
Ruspur Kot,
Sari,
Swargadwarikhal,
Syaulibang,
Tarwang,
Tiram,
Tusara

### Ramechhap
Bamti Bhandar, Betali, Bethan, Bhadaure, Bhatauli, Bhirpani, Bhuji, Bijulikot, Chanakhu, Chisapani, Chuchure, Dadhuwa, Daragaun, Deurali, Dhyaurali, Dimipokhari, Doramba, Duragau, Gelu, Goswara, Gothgau, Gumdel, Gunsi Bhadaure, Gupteshwar, Hiledevi, Himganga, Kathjor, Khandadevi, Khaniyapani, Khimti, Kubukasthali, Lakhanpur, Majuwa, Makadum, Maluwajor, Manthali, Naga Daha, Namadi, Okhreni, Pakarbas, Pharpu, Phulasi, Piukhuri, Priti, Puranagau, Rakathum, Rampur, Rasanalu, Sainbu, Salupati, Sanghutar, Sukajor, Sunarpani, Those, Tilpung, Tokarpur, Wapti

### Rasuwa
Bhorle,
Briddhim,
Chilime,
Dandagaun,
Dhaibung,
Dhunche,
Gatlang,
Goljung,
Haku,
Laharepauwa,
Langtang,
Ramche,
Saramthali,
Syaphru,
Thulogaun,
Thuman,
Timure,
Yarsa

### Rautahat
Ajagabi, Akolawa, Auraiya, Badharwa, Bagahi, Bahuwa Madanpur, Bairiya, Banjaraha, Bariyarpur, Basantapatti, Basatpur, Basbiti Jingadiya, Bhalohiya, Bhediyahi, Birtipraskota, Bishrampur, Bisunpurwa Manpur, Brahmapuri, Chandrapur (Munizipalität), Debahi, Dharampur, Dharhari, Dipahi, Dumriyachaur, Gadhi, Gamhariya Birta, Gamhariya Parsa, Gangapipra, Garuda Bairiya, Gaur (Munizipalität), Gedahiguthi, Gunahi, Hajminiya, Hardiya Paltuwa, Harsaha, Hathiyahi, Inarbari Jyutahi, Inaruwa, Jatahare, Jayanagar, Jethrahiya, Jhunkhunma, Jingadawa Belbichhwa, Jingadiya, Jowaha, Kakanpur, Karkach Karmaiya, Karuniya, Katahariya, Khesarhiya, Lakshminiya, Lakshmipur, Lakshmipur Belbichhawa, Lokaha, Madanpur, Madhopur, Mahamadpur, Malahi, Maryadpur, Masedawa, Mathiya, Matsari, Mithuawa, Mudwalawa, Narkatiya Guthi, Pacharukhi, Pataura, Pathara Budharampur, Phatuha Maheshpur, Phatuwa Harsaha, Pipariya, Pipra Bhagwanpur, Pipra Pokhariya, Pipra Rajbara, Pothiyahi, Pratappur Paltuwa, Prempur Gunahi, Purainawma, Raghunathpur, Rajdevi, Rajpur Pharhadawa, Rajpur Tulsi, Ramoli Bairiya, Rampur Khap, Rangapur, Sakhuwa, Sakhuwa Dhamaura, Samanpur, Sangrampur, Santapur, Sarmujawa, Saruatha, Saunaraniya, Sawagada, Shitalpur Bairgania, Simara Bhawanipur, Sirsiya, Tejapakar, Tengraha, Tikuliya

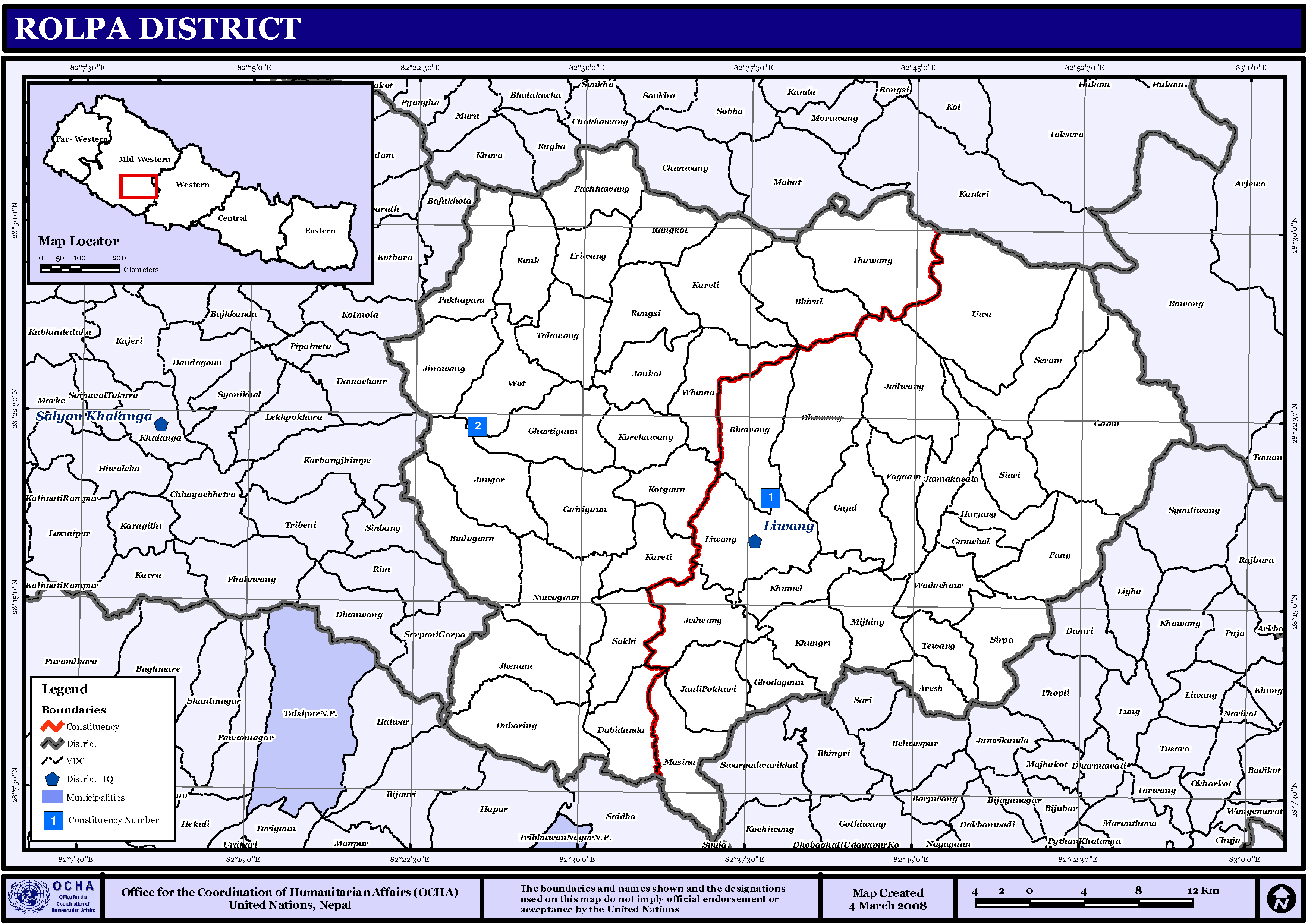
Rolpa
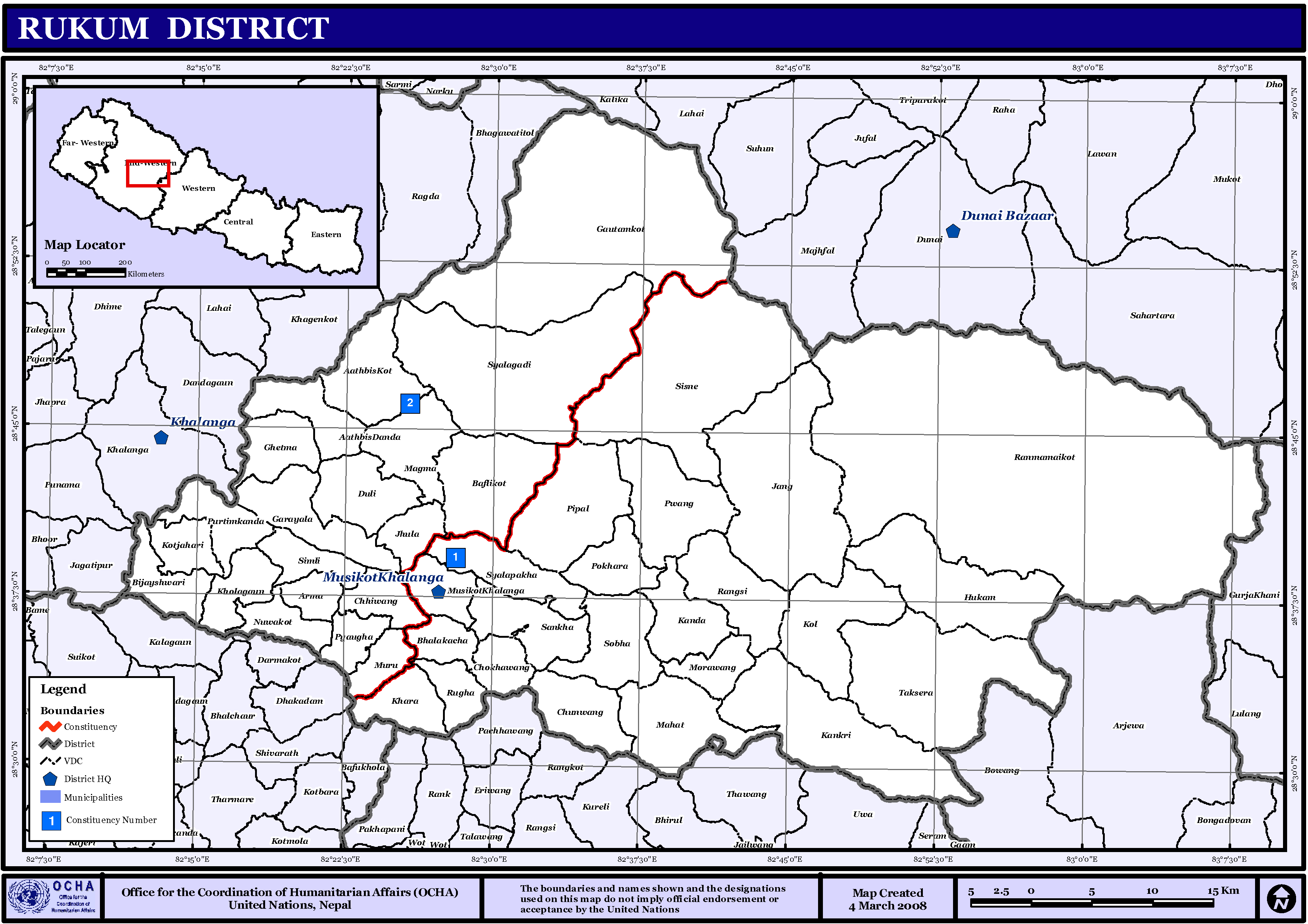
Rukum
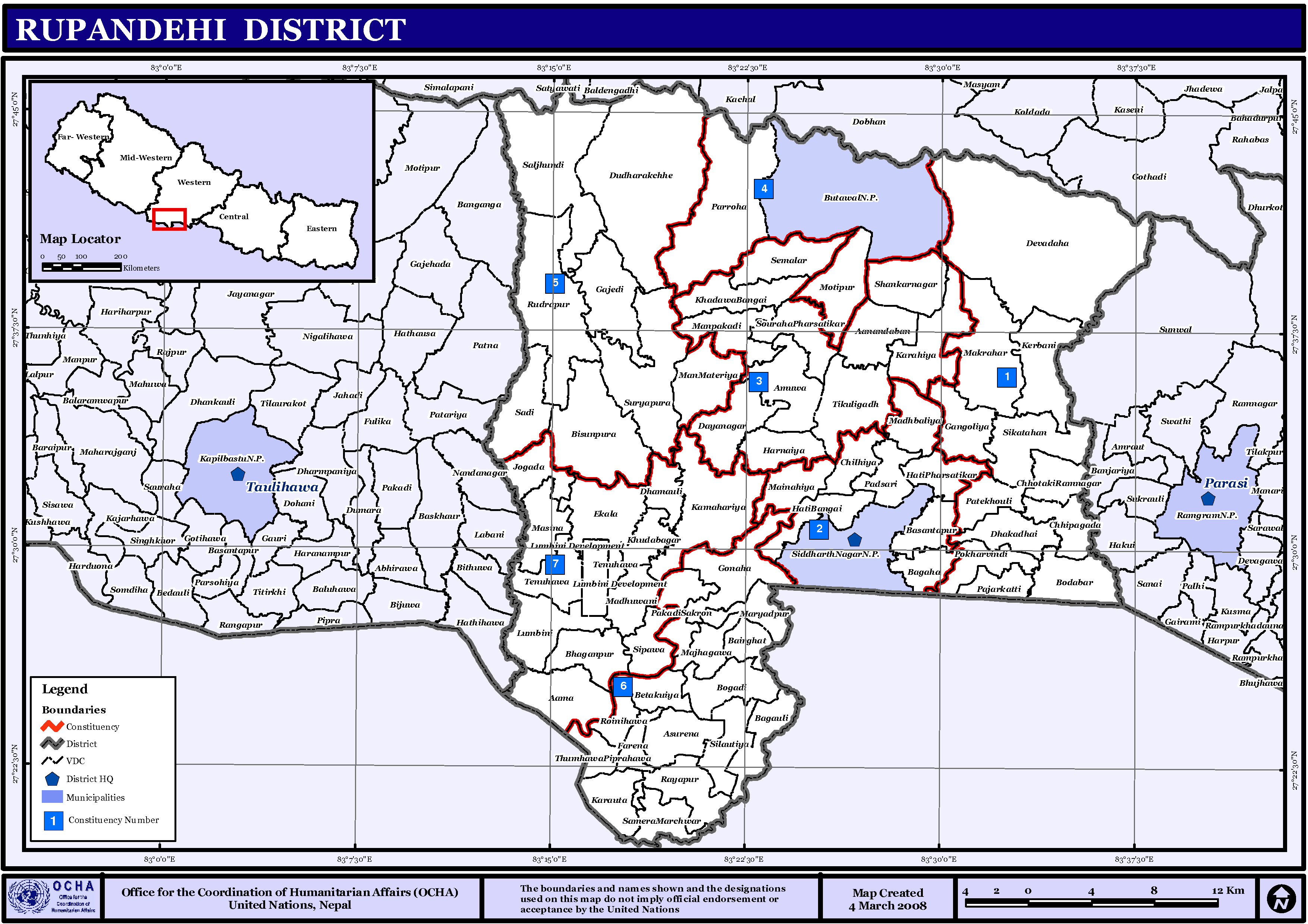
Rupandehi
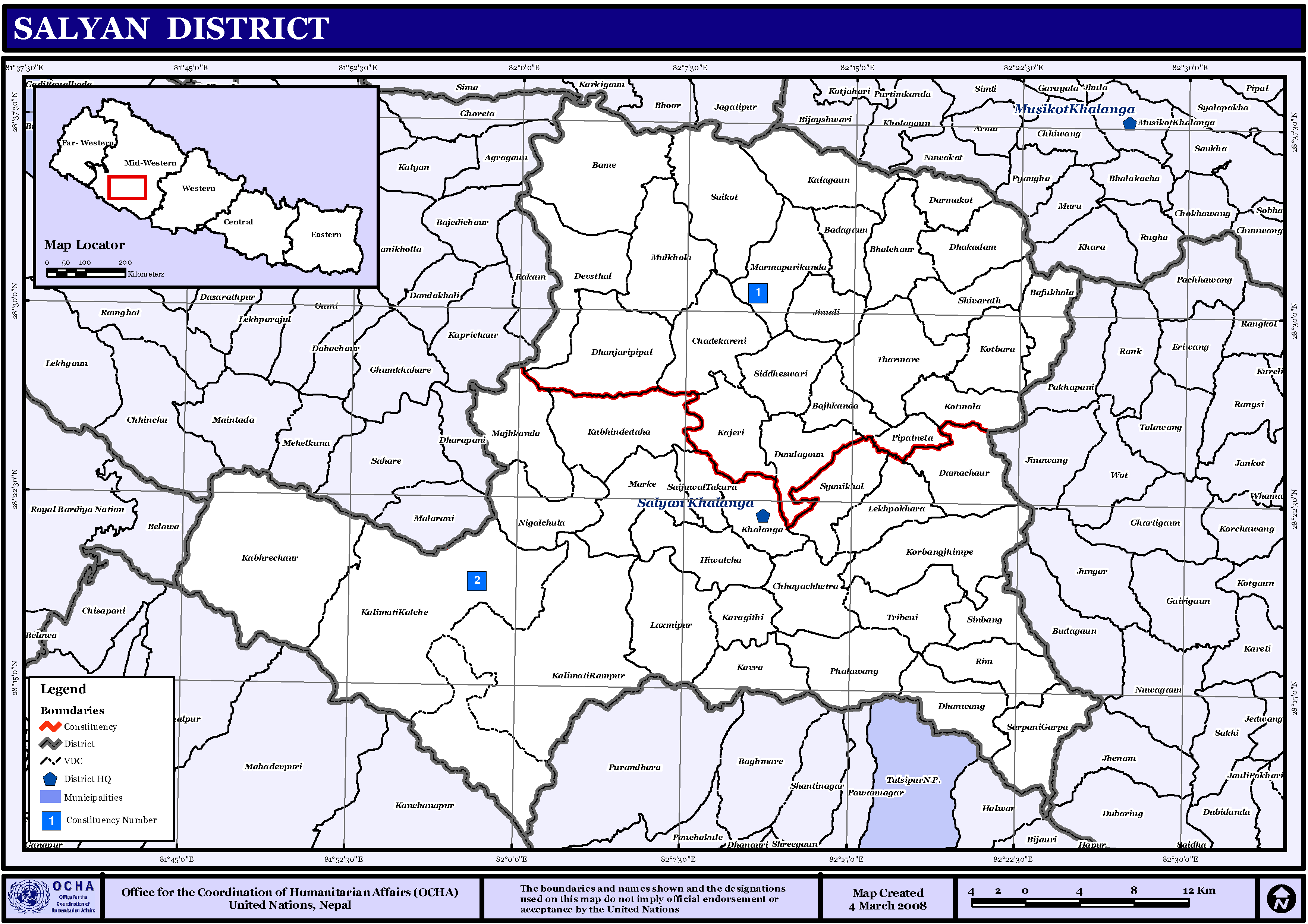
Salyan

### Rolpa
Aresh, Bhawang, Bhirul, Budagaun, Dhawang, Dubidanda, Dubring, Eriwang, Fagaam, Gaam, Gajul, Gaurigaun, Gharti Gaun, Ghodagaun, Gumchal, Harjang, Jailwang, Jaimakasala, Jankot, Jauli Pokhari, Jedwang, Jhenam, Jinawang, Jungar, Karchawang, Kareti, Khumel, Khungri, Kotgaun, Kureli, Liwang, Masina, Mijhing, Nuwagaun, Pachhawang, Pakhapani, Pang, Rangkot, Rangsi, Rank, Sakhi, Seram, Sirpa, Siuri, Talawang, Tewang, Thawang, Uwa, Wadachaur, Whama, Wot

### Rukum
Aathbis Danda, Aathbis Kot, Arma, Bapsekot, Bhalakachha, Chaurjahari, Chhiwang, Chokhawang, Chunwang, Duli, Garayala, Gautamkot, Ghetma, Hukam, Jang, Jhula, Kanda, Kankri, Khara, Kholagaun, Kol, Kotjahari, Magma, Mahat, Morawang, Muru, Musikot Khalanga, Nuwakot, Pipal, Pokhara, Purtim Kanda, Pwang, Pyaugha, Rangsi, Ranmamekot, Rugha, Simli, Sisne, Sobha, Syalagadi, Syalapakha, Taksera

### Rupandehi
Aama, Aanandaban, Amari, Amawa Marchawar, Amuwa Paschim, Asurena, Babhani, Bagaha, Bagauli, Bairghat, Balarampur, Bangai, Bangai Marchwar, Baragadewa, Barsauli, Basantapur, Betakuiya, Bhagwanpur, Bisunpura, Bodabar, Bogadi, Butwal (Munizipalität), Chhipagada, Chhotaki Ramnaga, Chilhiya, Dayanagar, Devadaha, Dhakadhai, Dhamauli, Dudharakchhe, Ekala, Gajedi, Gangoliya, Gonaha, Hanaiya, Hati Bangai, Hati Pharsatika, Jogada, Kamahariya, Karaiya, Karauta, Karmahawa, Kataya, Kerbani, Khadawa Bangai, Khudabazar, Lumbini, Madhabaliya, Madhuwani, Mainahiya, Makrahar, Man Materiya, Man Pakadi, Maryadpur, Masina, Motipur, Padsari, Pajarkatli, Pakadi Sakron, Parroha, Parsa, Patekhauli, Pharena, Pharsatikar, Pharsatikarhati, Piprahawa, Pokharvindi, Rayapur, Roinihawa, Rudrapur, Sadi, Saljhundi, Samera Marchwar, Semalar, Shankarnagar, Siddharthanagar (Munizipalität), Sikatahan, Silautiya, Sipawa, Sauraha Pharsatikar, Suryapura, Tamanagar, Tarkulaha, Tenahawa, Tharki, Thumhawa Piprahawa, Tikuligadh

### Salyan
Badagaun, Baphukhola, Bajh Kanda, Bame Banghad, Bhalchaur, Chande, Chhayachhetra, Damachaur, Dandagaun, Darmakot, Devisthal, Dhagari Pipal, Dhakadam, Dhanwang, Hiwalcha, Jhimpe, Jimali, Kabhrechaur, Kajeri, Kalagaun, Kalimati Kalche, Kalimati Rampur, Kavra, Khalanga, Korbang Jhimpe, Kotbara, Kotmala, Kubhinde, Lakshmipur, Lekhpokhara, Majh Khanda, Marke, Marmaparikhanda, Mulkhola, Nigalchula, Phalawang, Pipal Neta, Rim, Saijuwal Takura, Sarpani Garpa, Sibaratha, Siddheshwar, Sinwang, Suikot, Syanikhal, Tharmare, Tribeni

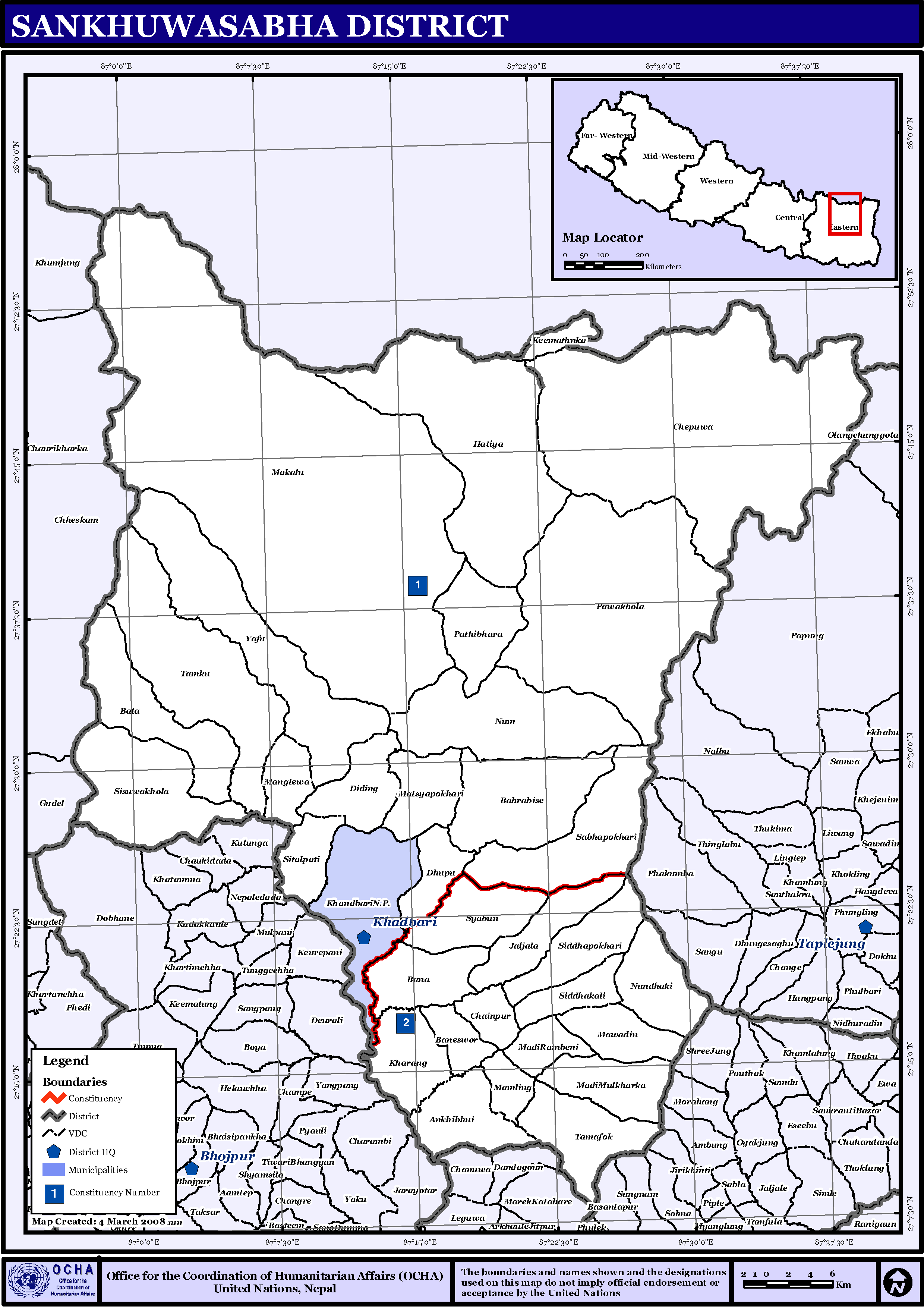
Sankhuwasabha
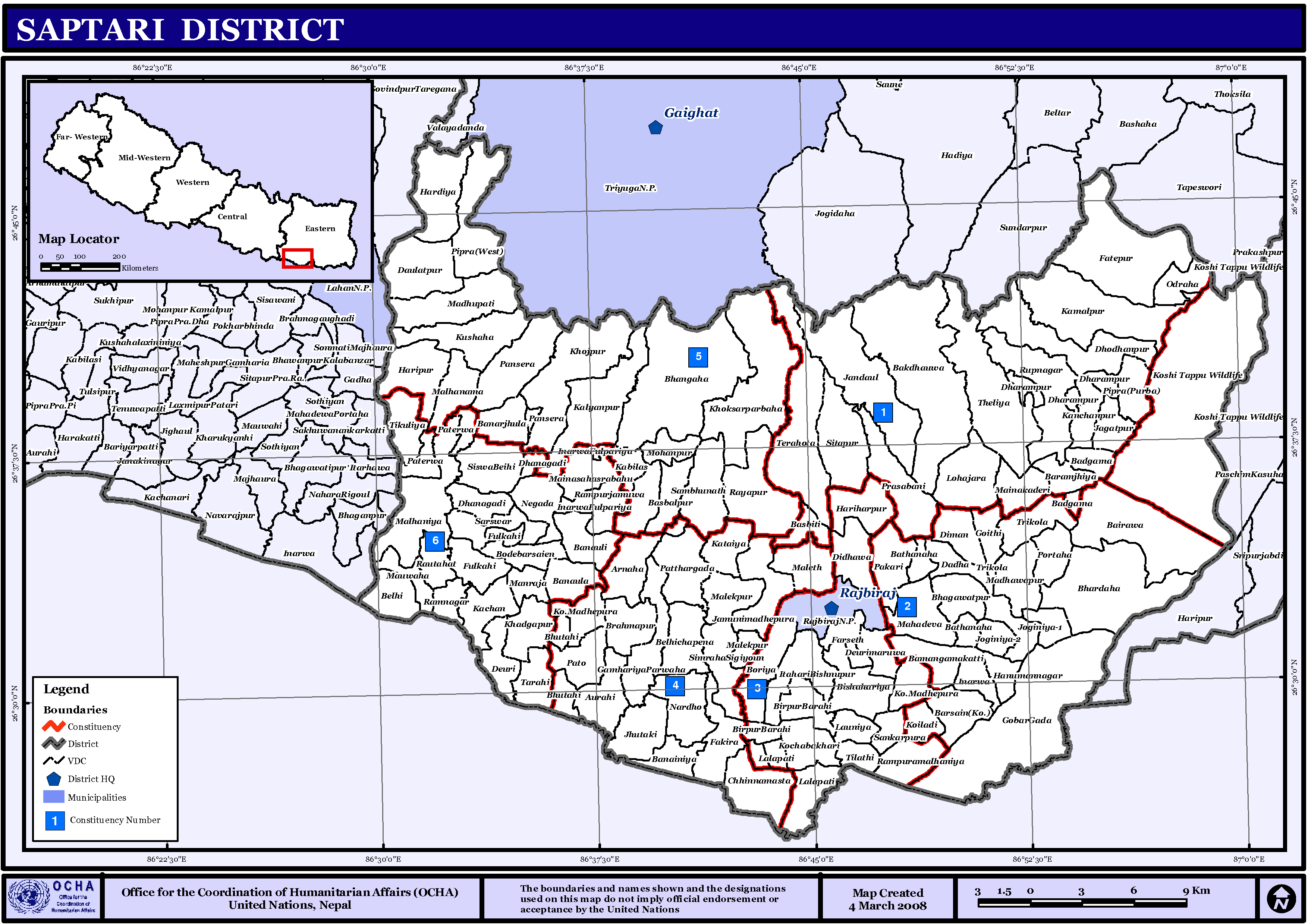
Saptari
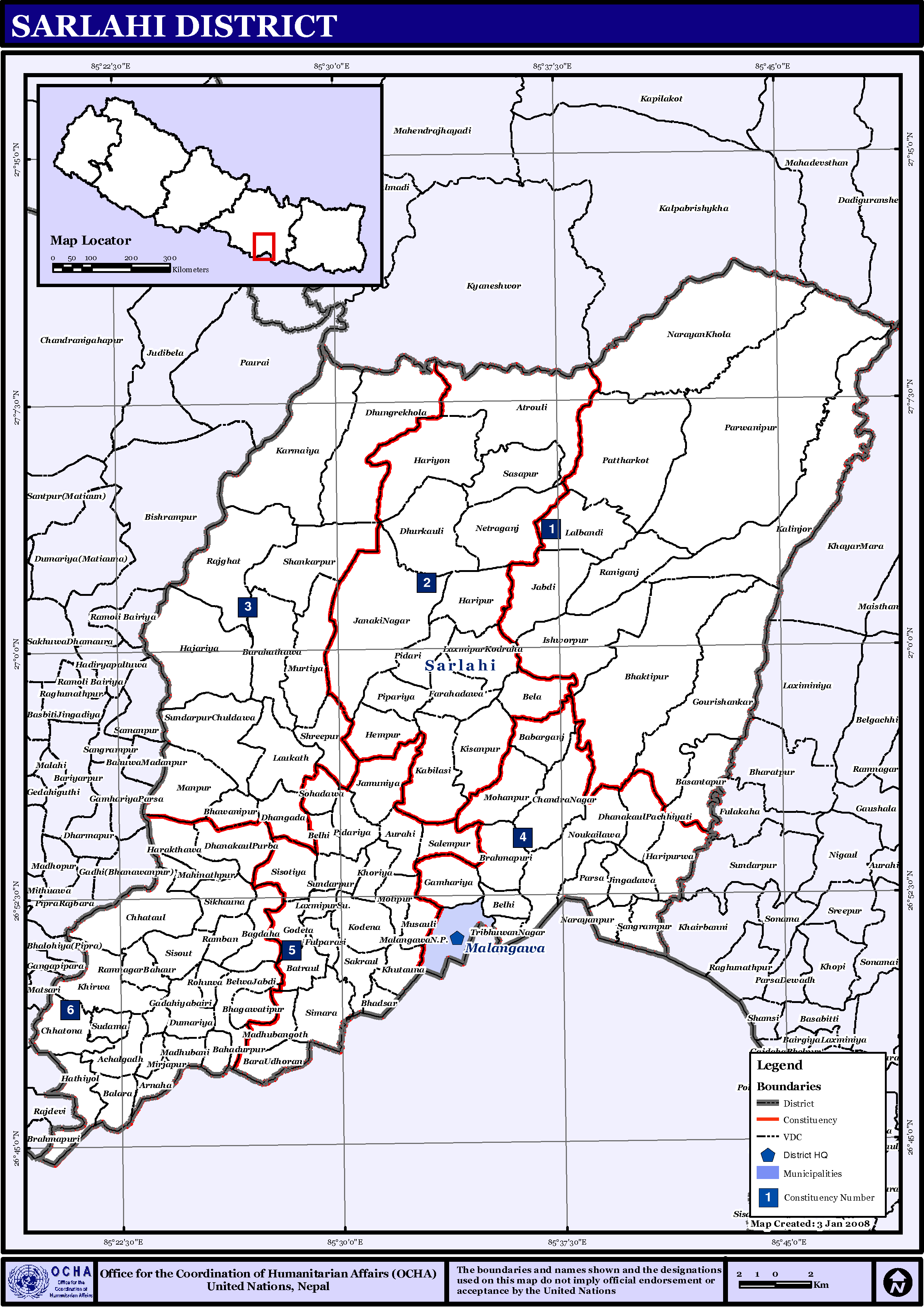
Sarlahi
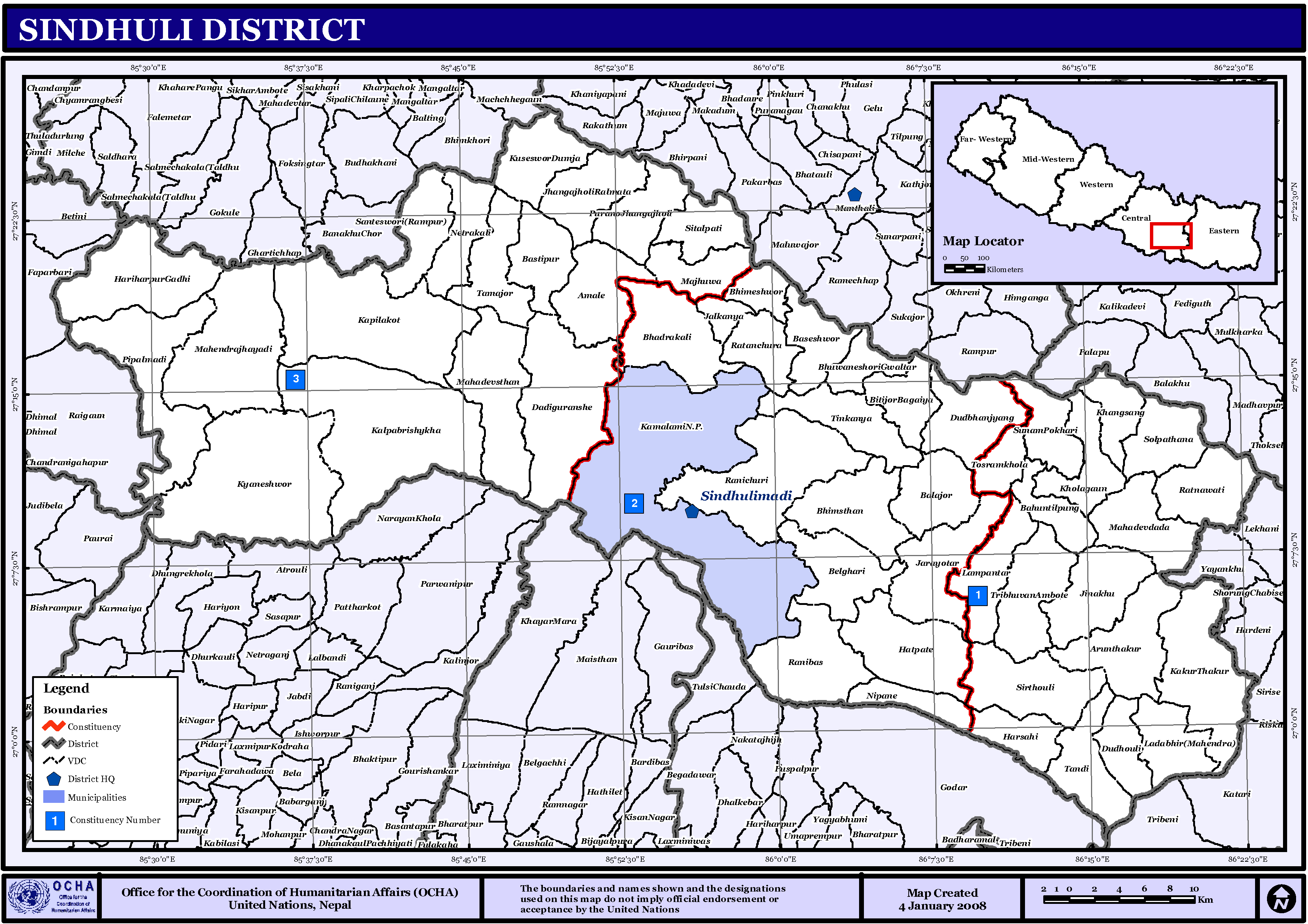
Sindhuli

### Sankhuwasabha
Ankhibhui, Bahrabise Bazar, Bala, Baneshwar, Chainpur, Chepuwa, Dhupu, Diding, Hatiya, Jaljala, Khandbari (Munizipalität), Kimathnka, Kharang, Madi Mulkharka, Madi Rambeni, Makalu, Malta, Mamling, Manakamana, Mangtewa, Matsya Pokhari, Mawadin, Num, Nundhaki, Pangma, Pathibhara, Pawakhola, Savapokhari, Siddhakali, Siddhipokhari, Sisuwakhola, Sitalpati, Syabun, Tamphok, Tamku, Yaphu

### Saptari
Arnaha, Audaha, Aurahi, Badgama, Bainiya, Bairawa,
Bakdhauwa, Bamangamakatti, Banarjhula, Banaula, Banauli Nankar, Baramjhiya, Barhmapur, Barsain, Basbalpur, Basbiti, Bathnaha, Belhi, Belhi Chapma, Bhagawatpur, Bhangha, Bhardaha, Bhutahi, Birpur Barahi, Bishariya, Bodebarsaien, Boriya, Brahmapur, Chhinnamasta, Dauda, Daulatpur, Deuri, Deurimaruwa, Dhanagadi, Dharampur, Dhodhanpur, Didhawa, Diman, Gamhariya Parwaha, Gobargada, Goithi, Hanumannagar, Hardiya, Hariharpur, Haripur, Inarwa, Inarwa Phulpariya, Itahari Bishnupur, Jagatpur, Jamuni Madhapura, Jandaul, Jhutaki, Joginiya-1, Joginiya-2, Kabilash, Kachan, Kalyanpur, Kamalpur, Kanchanpur, Kataiya, Khadgapur, Khojpur, Khoksar Parbaha, Khoksar Madhepura, Kochabakhari, Koiladi, Kushaha, Lalapati, Launiya, Lohajara, Madhawapur, Madhupati, Mahadeva, Maina Kaderi, Maina Sahasrabahu, Malekpur, Maleth, Malhanama, Malhaniya, Manraja, Mauwaha, Mohanpur, Nargho, Negada, Pakari, Pansera, Parasbani, Paterwa, Pato, Patthargada, Phakira, Pharseth, Phatepur, Phulkahi, Pipra (Ost), Pipra (West), Portaha, Rajbiraj (Munizipalität), Ramnagar, Rampur Jamuwa, Rampur Malhaniya, Rautahat, Rayapur, Rupnagar, Sambhunath, Sankarpura, Sarashwar, Simraha Sigiyaun, Siswa Beihi, Sitapur, Tarahi, Terahota, Theliya, Tikuliya, Tilathi, Trikola

### Sarlahi
Achalgadh,
Arnaha,
Atrauli,
Aurahi,
Babarganj,
Bagdaha,
Bahadurpur,
Balara,
Bara Udhoran,
Barahathawa,
Basantapur,
Batraul,
Bela, 
Belhi, 
Belwajabdi, 
Bhadsar, 
Bhagwatipur, 
Bhaktipur, 
Bhawanipur, 
Brahmapuri, 
Chandranagar, 
Chhataul, 
Chhatona, 
Dhana Palbhawari, 
Dhanakaul Purba, 
Dhangada, 
Dhaurkauli, 
Dhungrekhola, 
Dumariya, 
Gadahiyabairi, 
Gamhariya, 
Godeta, 
Gaurishankar, 
Hajariya, 
Harakthawa, 
Haripur, 
Haripurwa, 
Hariyon, 
Hathiyol, 
Hempur, 
Ishwarpur, 
Jabdi, 
Jamuniya, 
Janakinagar, 
Jingadawa, 
Kabilasi, 
Kalinjor, 
Karmaihiya, 
Khairwa, 
Khoriya, 
Khutauna, 
Kisanpur, 
Kodena, 
Lalbandi,
Laukat,
Lakshmipur Kodraha,
Lakshmipur Su.,
Madhubangoth,
Madhubani,
Mahinathpur,
Mailhi,
Malangwa (Munizipalität),
Manpur,
Masaili,
Mirjapur,
Mohanpur,
Motipur,
Murtiya,
Musauli,
Narayan Khola,
Narayanpur,
Netraganj,
Noukailawa,
Parsa,
Parwanipur,
Pattharkot,
Pharahadawa,
Phulparasi,
Pidari,
Pidariya,
Pipariya,
Rajghat,
Ramnagar Bahaur,
Ranban,
Raniganj,
Rohuwa,
Sakraula,
Salempur,
Sangrampur,
Sankarpur,
Sasapur,
Shahorwa,
Shripur,
Sikhauna,
Simara,
Sisotiya,
Sisaut,
Snakarpur,
Sohadawa,
Sudama,
Sundarpur,
Sundarpur Choharwa,
Tribhuwannagar

### Sindhuli
Amale, Arun Thakur, Bahuntilpung, Balajor, Baseshwar, Bastipur, Belghari, Bhadrakali, Bhiman, Bhimeshwar, Bhimsthan, Bhuwaneshwar Gwaltar, Bitijor Bagaincha, Dadiguranshe, Dudbhanjyang, Dudhauli, Hariharpur Gadhi, Harsahi, Hatpate, Jalkanya, Jarayotar, Jhangajholi Ratmati, Jinakhu, Kakur Thakur, Kalpabrishykha, Kamalamai (Munizipalität), Kapilakot, Khang Sang, Kholagaun, Kuseshwar Dumja, Kyaneshwar, Ladabhir, Lampantar, Mahadevdada, Mahadevsthan, Mahendrajhayadi, Majuwa, Netrakali, Nipane, Pipalmadi, Purano Jhangajholi, Ranibas, Ranichauri, Ratnachura, Ratnawati, Santeshwari, Siddheshwari, Sirthauli, Sitalpati, Solpathana, Sunam Pokhari, Tamajor, Tandi, Tinkanya, Tosramkhola, Tribhuvan Ambote

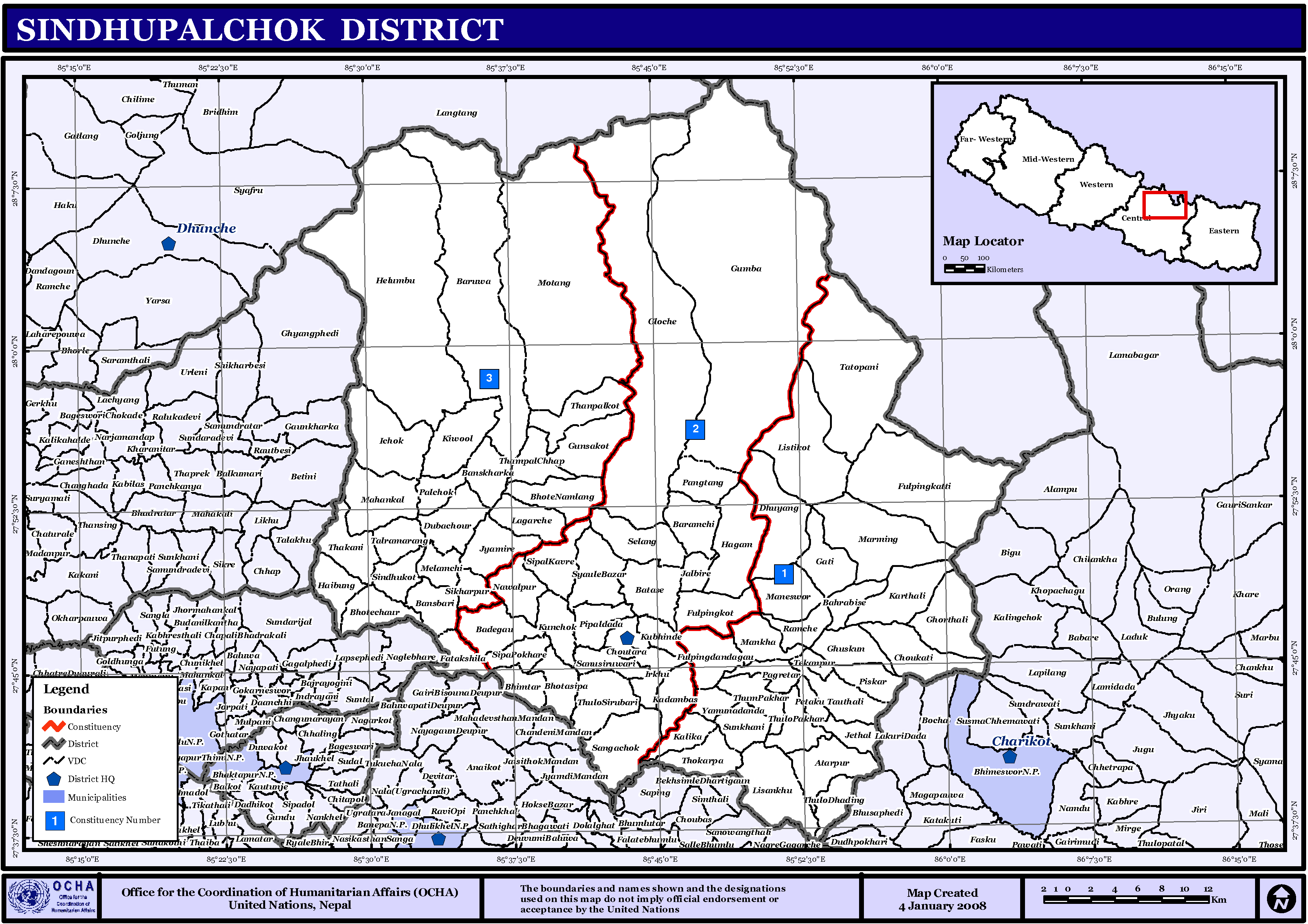
Sindhupalchok
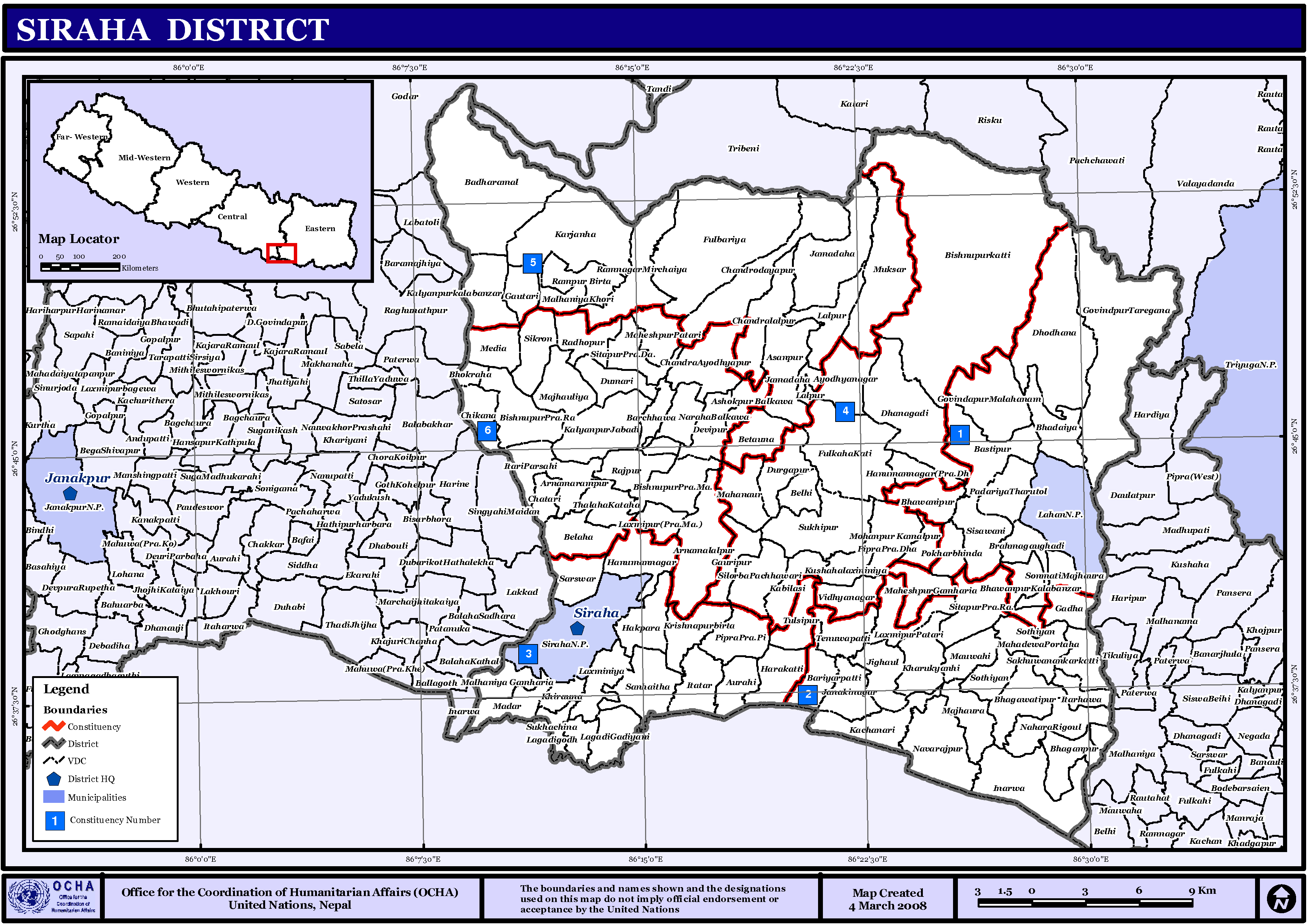
Sirha
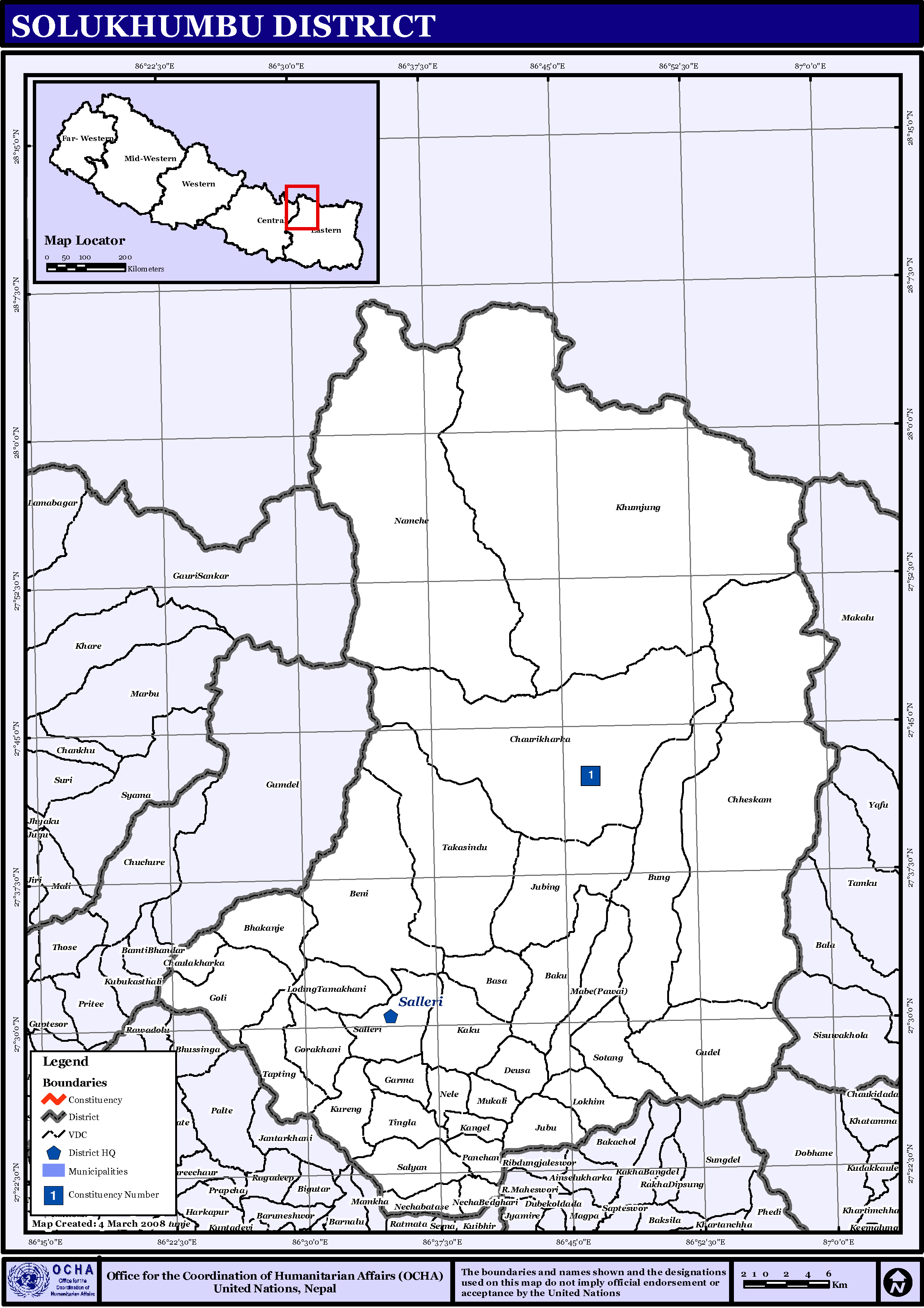
Solukhumbu
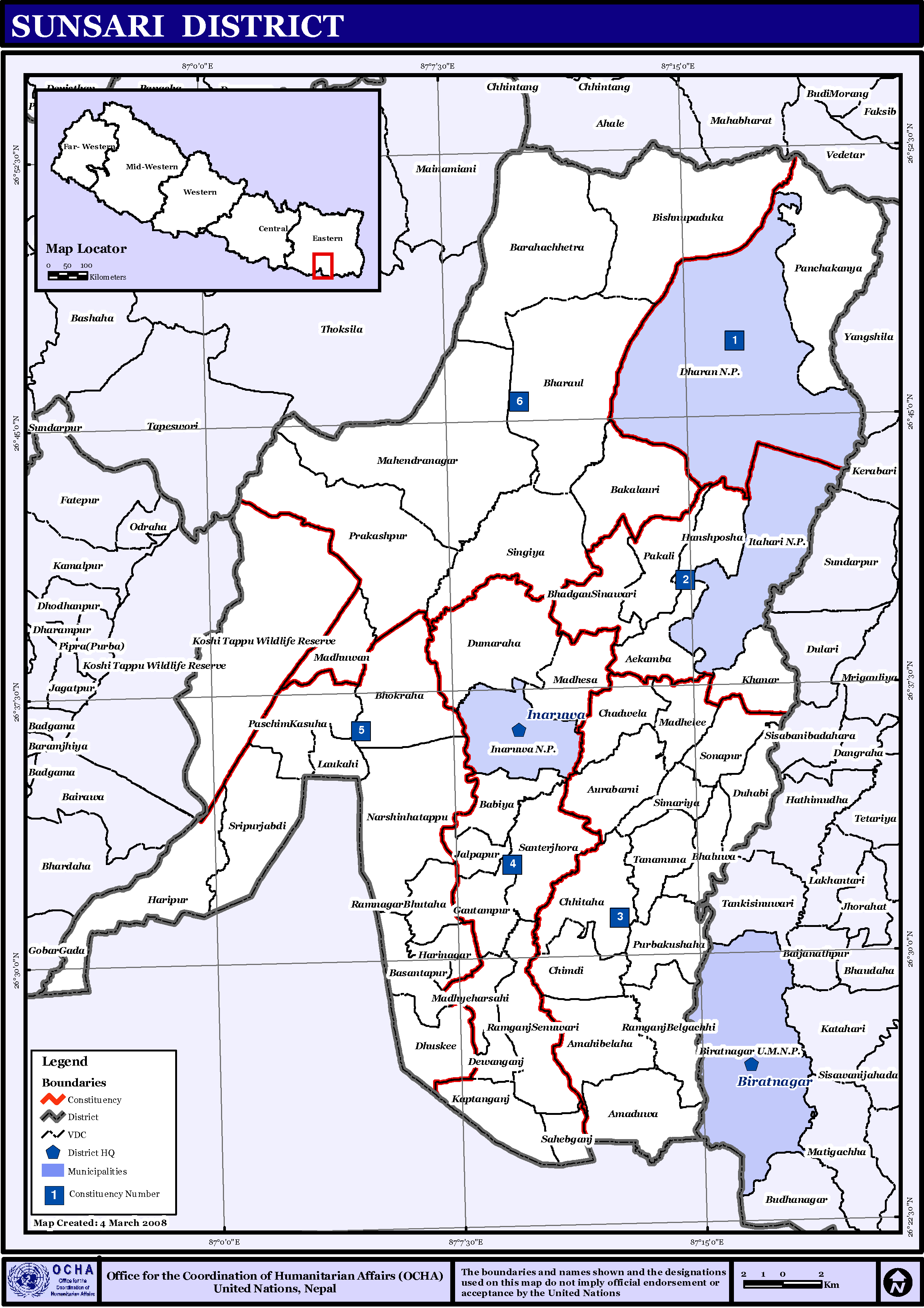
Sunsari

### Sindhupalchok
Atarpur,
Badegau,
Bansbari,
Banskharka,
Baramchi,
Barhabise,
Baruwa,
Batase,
Bhimtar,
Bhote Namlang,
Bhotechaur,
Bhotsiba,
Choukati,
Dhumthang,
Dubarchaur,
Gati,
Ghorthali,
Ghuskun,
Gloche,
Gumba,
Gunsakot,
Hagam,
Haibung,
Helumbu,
Ichok,
Ikhu Bhanjyang,
Jalbire,
Jethal,
Jyamire,
Kalika,
Karkhali,
Katambas,
Kiwul,
Kubhinde,
Kunchok,
Langarche,
Lisankhu,
Listikot,
Mahankal,
Maneshwar,
Mankha,
Marming,
Melamchi,
Motang,
Nawalpur,
Pagretar,
Palchok,
Pangtang,
Petaku,
Phatakshila,
Phulping Katti,
Phulpingdandagau,
Phulpingkot,
Pipaldanda,
Piskar,
Ramche,
Sangachok,
Sanusiruwari,
Selang,
Sikharpur,
Sindhukot,
Sipa Pokhare,
Sipal Kabhre,
Sunkhani,
Syaule Bazar,
Talamarang,
Tatopani,
Tauthali,
Tekanpur,
Thakani,
Thampalchhap,
Thanpalkot,
Thokarpa,
Thulo Dhading,
Thulo Pakhar,
Thulo Sirubari,
Thum Pakhar,
Timpul Ghyangul,
Yamanadanda

### Siraha
Arnama Lalpur, Arnama Rampur, Asanpur, Ashokpur Balkawa, Aurahi, Ayodhyanagar, Badharamal, Barchhawa, Bariyarpatti, Basbita, Bastipur, Belaha, Belhi, Betauna, Bhadaiya, Bhagwanpur, Bhagwatipur, Bhawanipur, Bhawanpur Kalabanzar, Bhokraha, Bishnupur Pra. Ma., Bishnupur Pra. Ra., Bishnupurkahi, Brahmagaughadi, Chandra Ayodhyapur, Chandralalpur, Chandrodayapur, Chatari, Chikana, Devipur, Dhangadi, Dhodhana, Dumari, Durgapur, Gadha, Gauripur, Gautari, Govindapur Malahanama, Govindpur Taregana, Hakpara, Hanumannagar, Hanumannagar, Harakathi, Inarwa, Itarhawa, Itari Parsahi, Itatar, Jamadaha, Janakinagar, Jighaul, Kabilasi, Kachanari, Kalyanpur Jabadi, Kalyanpurkalabanzar, Karjanha, Kharukyanhi, Khirauna, Krishnapur Birta, Kushahalakshminiya, Lagadi Gadiyani, Lagadigoth, Lahan (Munizipalität), Lalpur, Lakshminiya, Lakshmipur (Pra. Ma.), Lakshmipur Patari, Madar, Mahadewa Portaha, Mahanaur, Maheshpur Gamharia, Maheshpur Patari, Majhauliya, Majhaura, Makhanaha, Malhaniya Gamharia, Malhaniyakhori, Mauwahi, Media, Mohanpur Kamalpur, Muksar, Nahara Rigaul, Naraha Balkawa, Navarajpur, Padariya Tharutol, Phulbariya, Phulkaha Kahi, Pipra Pra. Dha., Pipra Pra. Pi, Pokharbhinda, Radhopur, Rajpur, Ramnagar Mirchaiya Municipality, Rampur Birta, Sakhuwanankarkatti, Sanhaitha, Sarswar, Sikron, Silorba Pachhawari, Siraha (Munizipalität), Sisawani, Sitapur Pra. Da., Sitapur Pra. Ra., Sonmati Majhaura, Sothayan, Sukhachina, Sukhipur, Tenuwapati, Thalaha Kataha, Thegahi, Tulsipur, Vidhyanagar

### Solukhumbu
Bapha, Baku, Basa, Beni, Bhakanje, Bung, Chaulakharka, Chaurikharka, Chheskam, Deusa, Garma, Goli, Gorakhani, Gudel, Jubing, Jubu, Kaku, Kangel, Kerung, Khumjung, Loding Tamakhani, Lokhim, Mabe, Mukali, Namche, Necha Batase, Necha Bedghari, Nele, Panchan, Salleri, Salyan, Sautang, Takasindu, Tapting, Tingla

### Sunsari
Aekamba, Amaduwa, Amahibelaha, Aurabarni, Babiya, Bakalauri, Barahachhetra, Basantapur, Bhadgau Sinawari, Bhaluwa, Bharaul, Bhokraha, Bishnupaduka, Chadwela, Chhitaha, Chimdi, Dewanganj, Dharan (Munizipalität), Dhuski, Duhabi, Dumaraha, Gautampur, Hanshpokha, Harinagara, Haripur, Inaruwa (Munizipalität), Itahari (Munizipalität), Jalpapur, Kaptanganj, Khanar, Laukahi, Madheli, Madhesa, Madhuwan, Madhyeharsahi, Mahendranagar, Narshinhatappu, Pakali, Panchakanya, Paschim Kasuha, Prakashpur, Purbakushaha, Ramganj Belgachhi, Ramganj Senuwari, Ramnagar Bhutaha, Sahebganj, Santerjhora, Simariya, Singiya, Sonapur, Sripurjabdi, Tanamuna

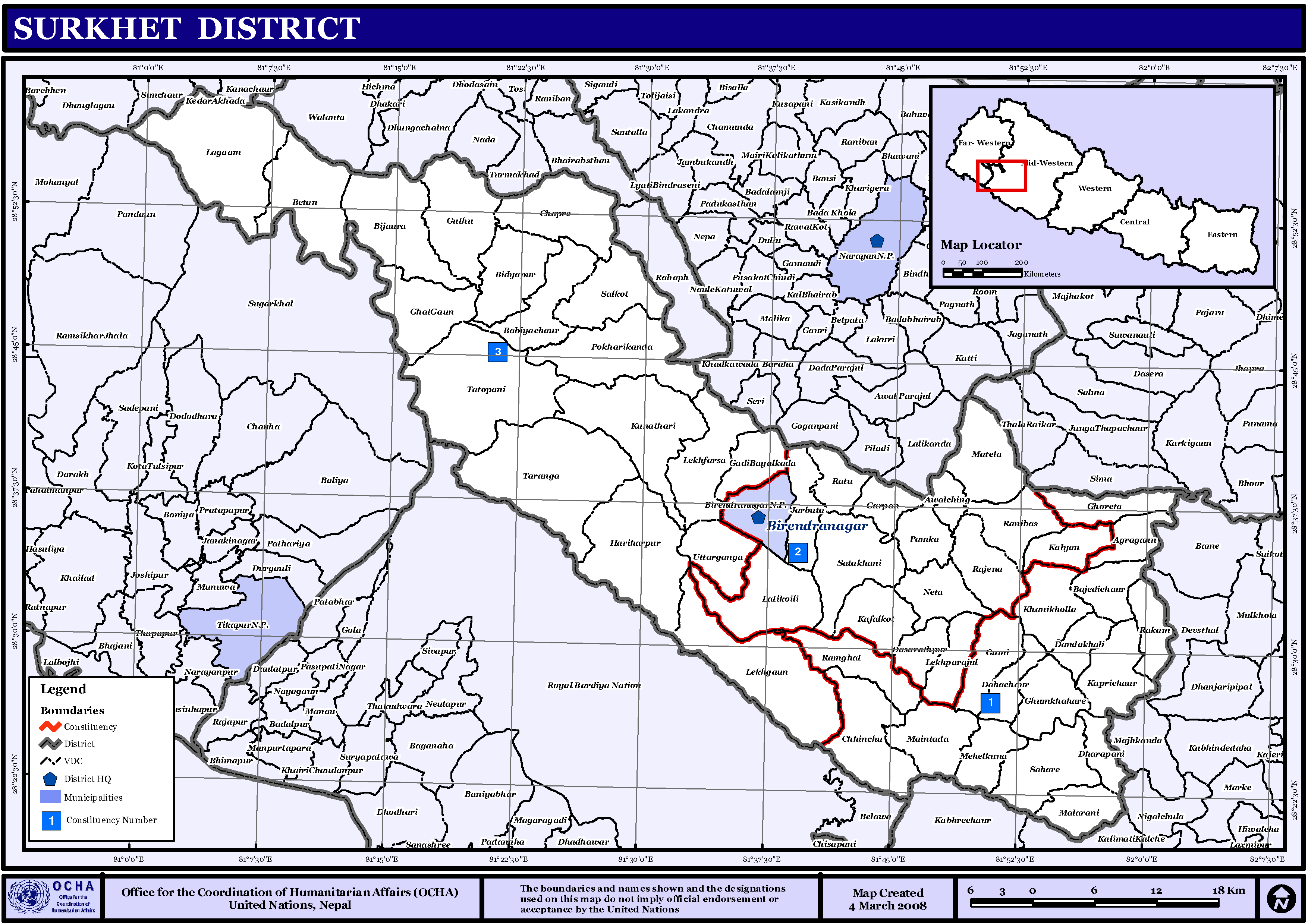
Surkhet
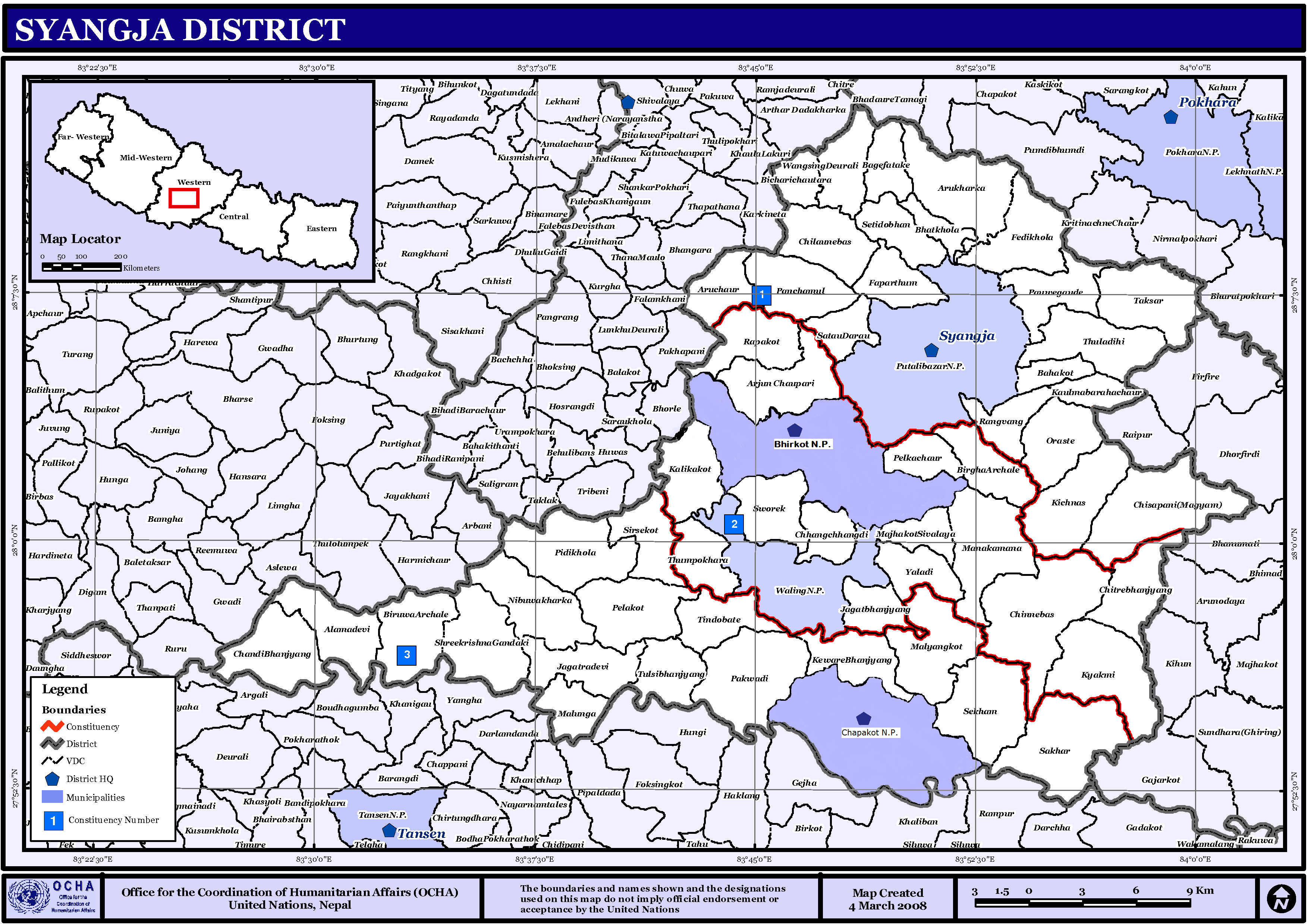
Syangja
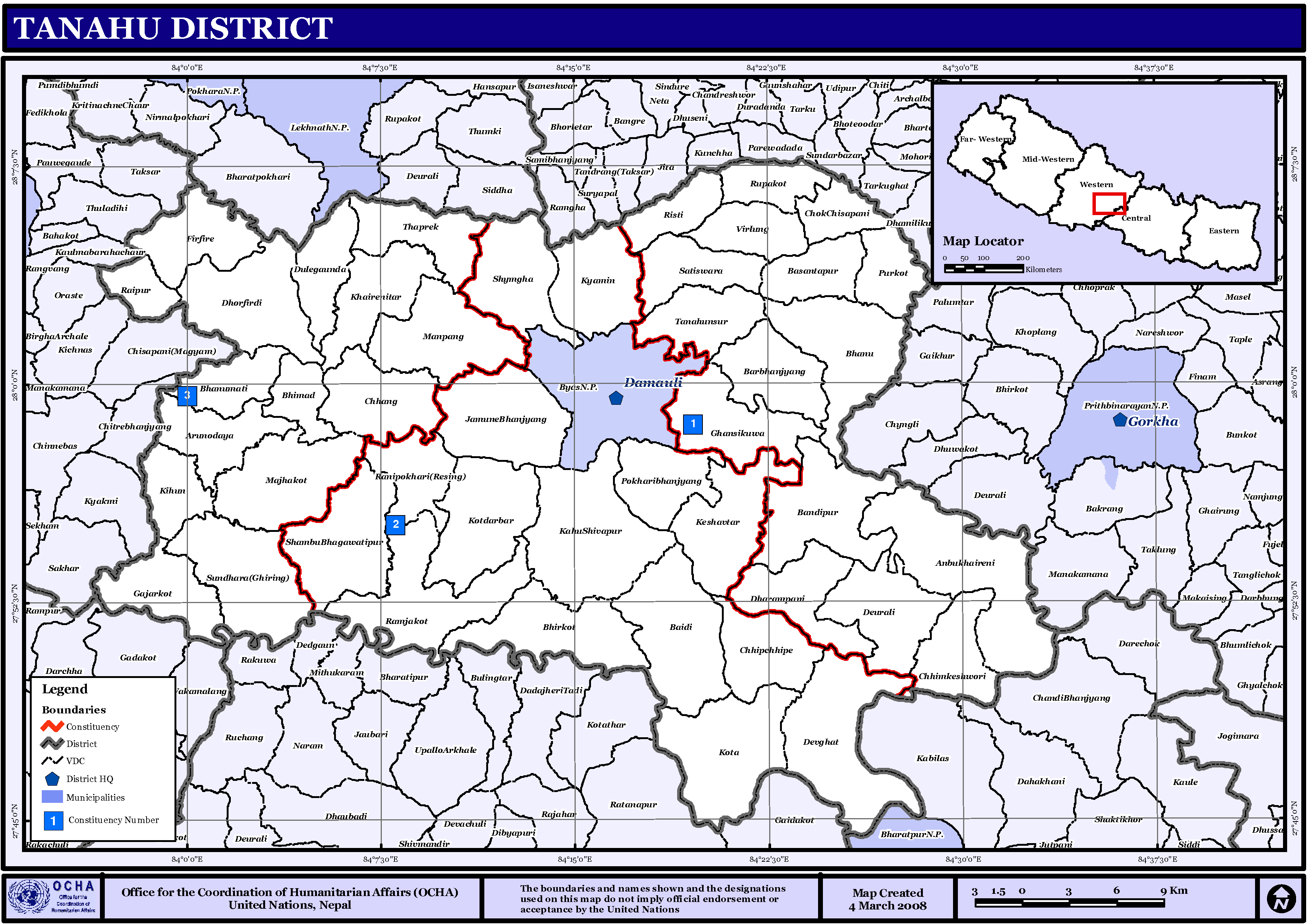
Tanahu
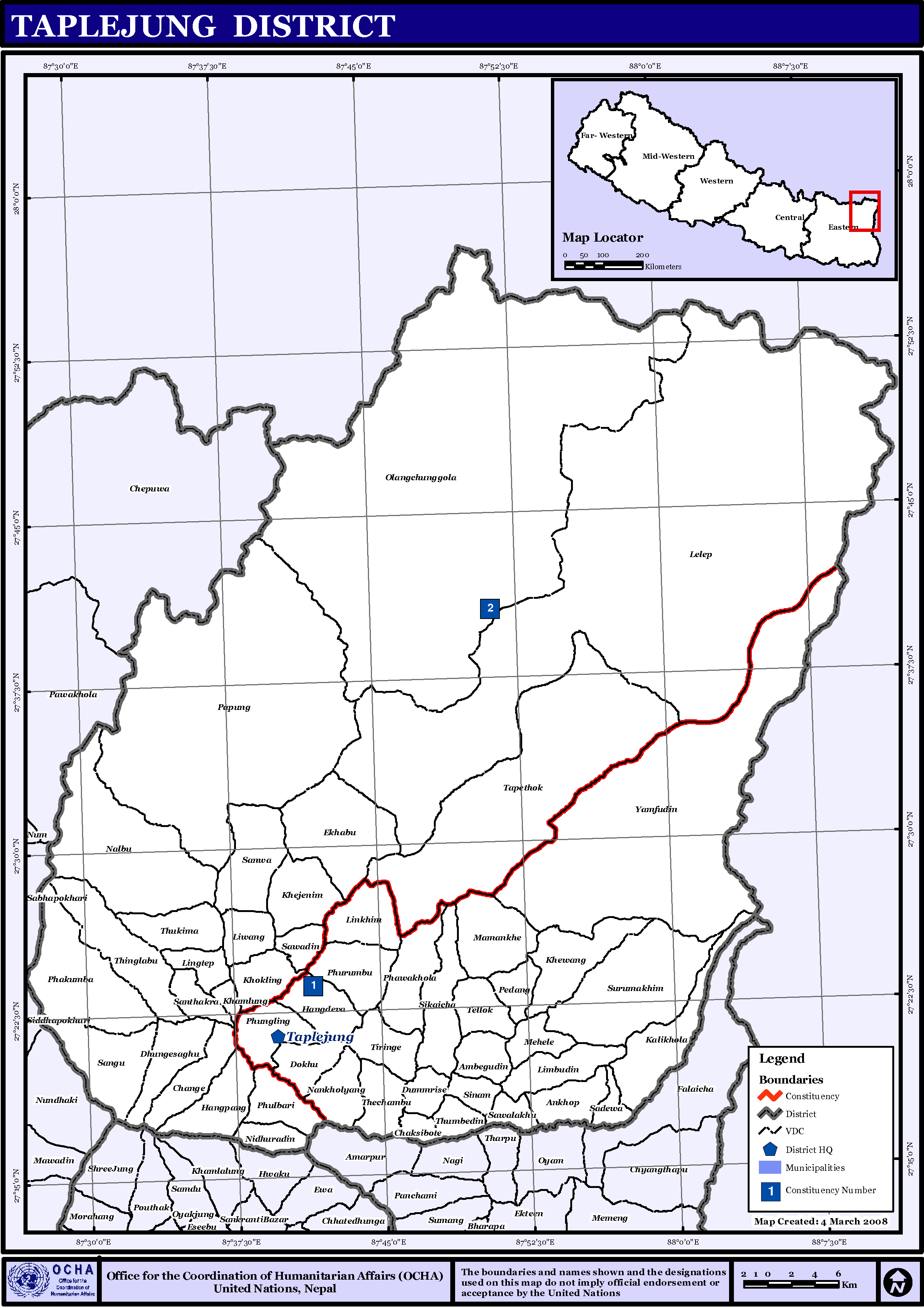
Taplejung

### Surkhet
Agragaun,
Awalaching,
Bajedichaur,
Betan,
Bidyapur,
Bijaura,
Birendranagar (Munizipalität),
Chapre,
Chhinchu,
Dabiyachaur,
Dahachaur,
Dandakhali,
Dasarathpur,
Dharapani,
Gadi Bayalkada,
Garpan,
Ghatgaun,
Ghoreta,
Ghumkhahare,
Gumi,
Guthu,
Hariharpur,
Jarbuta,
Kaphalkot,
Kalyan,
Kaprichaur,
Khanikhola,
Kunathari,
Lagaam,
Latikoili,
Lekhpharsa,
Lekhgaun,
Lekhparajul,
Maintada,
Malarani,
Matela,
Mehelkuna,
Neta,
Pamka,
Pokharikanda,
Rajeni,
Rakam,
Ramghat,
Ranibas,
Ratu,
Sahare,
Salkot,
Satokhani,
Taranga,
Tatopani,
Uttarganga

### Syangja
Almadevi, Arjun Chaupari, Aruchaur, Arukharka, Bagephatake, Bahakot, Banethok Deurali, Bhatkhola, Bichari Chautara, Birgha Archale, Biruwa Archale, Chandi Bhanjyang, Chandikalika, Chapakot, Chhangchhangdi, Chilaunebas, Chimnebas, Chisapani, Chitre Bhanjyang, Darsing Dahathum, Dhanubase, Dhapuk Simal Bhanjyang, Eladi, Ganeshpur, Jagat Bhanjyang, Jagatradevi, Kalikakot, Karendada, Kaulmabarahachaur, Keware Bhanjyang, Khilung Deurali, Kichnas, Kuwakot, Kyakami, Majhakot Sivalaya, Malengkot, Manakamana, Nibuwakharka, Oraste, Pakbadi, Panchamul, Pauwegaude, Pekhuwa Baghakhor, Pelakot, Pelkachaur, Phaparthum, Phedikhola, Pidikhola, Putalibazar (Munizipalität), Rangvang, Rapakot, Ratnapur, Sakhar, Sataudarau, Satupasal, Sekham, Setidobhan, Shrikrishna Gandaki, Sirsekot, Sorek, Taksar, Thuladihi, Thumpokhara, Tindobate, Tulsibhanjyang, Waling (Munizipalität), Wangsing Deurali, Yaladi

### Tanahu
Anbukhaireni, Arunodaya, Baidi, Bandipur, Barbhanjyang, Basantapur, Bhanu, Bhanumati, Bhimad, Bhirkot, Vyas (Munizipalität), Chhang, Chhimkeshwari, Chhipchhipe, Chok Chisapani, Deurali, Devghat, Dharampani, Dhorphirdi, Dulegaunda, Gajarkot, Ghansikuwa, Jamune Bhanjyang, Kabilas, Kahu Shivapur, Keshavtar, Khairenitar, Kihun, Kota, Kotdarbar, Kyamin, Majhakot, Manpang, Phirphire, Pokhari Bhanjyang, Purkot, Raipur, Ramjakot, Ranipokhari, Risti, Rupakot, Samungbhagwati, Satiswara, Sundhara, Syamgha, Tanahunsur, Thaprek, Virlung

### Taplejung
Ambegudin, Ankhop, Chaksibote, Change, Dhungesaghu, Dokhu, Dummrise, Ekhabu, Hangdeva, Hangpang, Kalikhola, Khamlung, Khejenim, Khewang, Khokling, Lelep, Limbudin, Lingtep, Linkhim, Liwang, Mamangkhe, Nalbu, Nankholyang, Nidhuradin, Olangchung Gola, Paidang, Papung, Pedang, Phakumba, Phawakhola, Phulbari, Phungling, Phurumbu, Sadewa, Sangu, Santhakra, Sawa, Sawadin, Sawalakhu, Sikaicha, Sinam, Surumakhim, Tapethok, Tellok, Thechambu, Thinglabu, Thukima, Thumbedin, Tiringe, Yamphudin

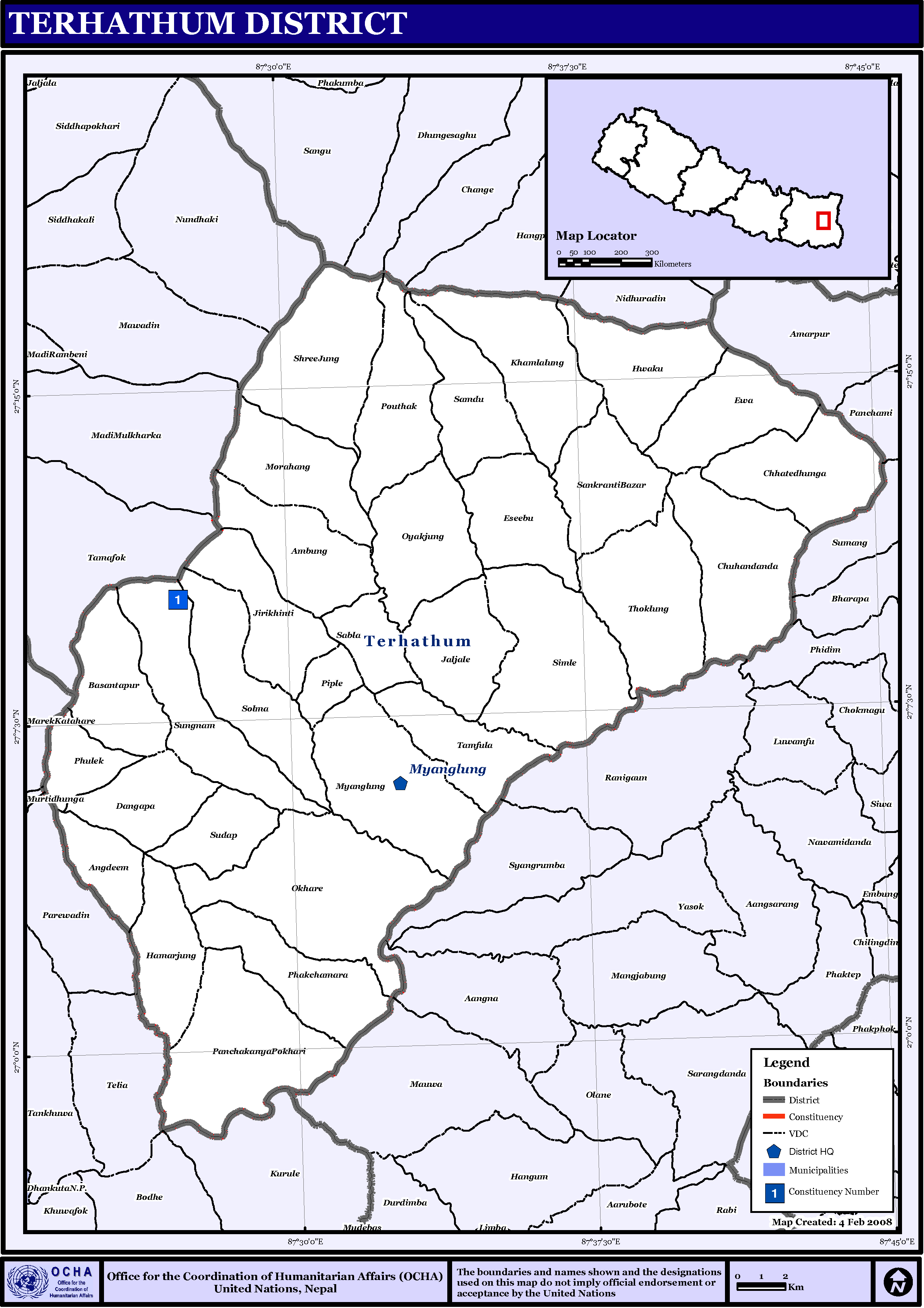
Terhathum
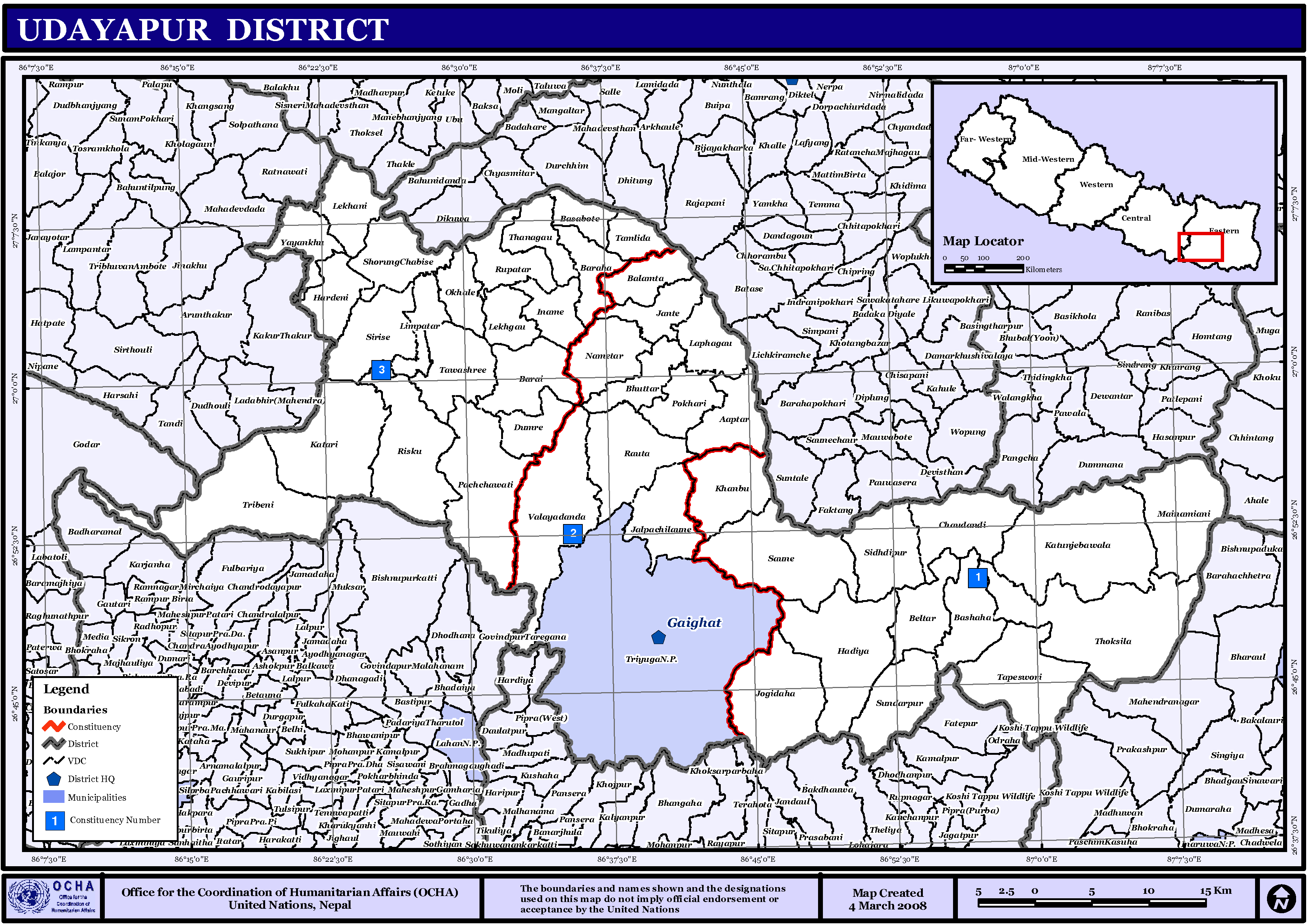
Udayapur

### Terhathum
Ambung, Angdim, Basantapur, Chhate Dhunga, Chuhandanda, Dangpa, Esibu, Hamarjung, Hawaku, Jaljale, Jirikhimti, Khamlalung, Morahang, Myanglung, Okhare, Oyakjung, Panchakanya Pokhari, Phakchamara, Phulek, Piple, Pauthak, Sabla, Samdu, Sankranti Bazar, Sri Jung, Simle, Solma, Sudap, Sungnam, Tamphula, Thoklung

### Udayapur
Aaptar, Balaltar, Baraha, Barai, Basabote, Bashasa, Beltar, Bhumarashuwa, Bhuttar, Chaudandi, Dumre, Hadiya, Hardeni, Iname, Jalpachilaune, Janti, Jogidaha, Katari, Katunjebawala, Khanbu, Laphagaun, Lekhani, Lekhgau, Limpatar, Mainamiani, Myakhu, Nametar, Okhale, Pachchawati, Pokhari, Rauta, Risku, Rupatar, Saune, Shorung Chabise, Sirise, Sithdipur, Sundarpur, Tamlichha, Tapeshwari, Tawashri, Thanagaun, Thoksila, Tribeni, Triyuga (Munizipalität), Valaya Danda, Yayankhu